# Liste der Biografien/Boh
Liste der Biografien |
Portal Biografien |
Personensuche
# |
A |
B |
C |
D |
E |
F |
G |
H |
I |
J |
K |
L |
M |
N |
O |
P |
Q |
R |
S |
T |
U |
V |
W |
X |
Y |
Z |
?
 
Ba |
Be |
Bd |
Bg |
Bh |
Bi |
Bj |
Bl |
Bm |
Bn |
Bo |
Br |
Bs |
Bu |
Bw |
By |
Bz
 
Boa–Boc |
Bod |
Boe |
Bof |
Bog |
Boh |
Boi–Bok |
Bol |
Bom |
Bon |
Boo |
Bop |
Boq |
Bor |
Bos |
Bot |
Bou |
Bov–Boz
Die Liste der Biografien führt alle Personen auf, die in der deutschsprachigen Wikipedia einen Artikel haben. Dieses ist eine Teilliste mit 1113 Einträgen von Personen, deren Namen mit den Buchstaben „Boh“ beginnt.

## Boh
- Boh, Felix (1844–1923), deutscher Philologe und Pädagoge
- Boh, Katja (1929–2008), slowenische Soziologin, Ministerin und Diplomatin
- Boh, Matic (* 1991), slowenischer Eishockeytorwart
- Boh, Minni (1858–1918), deutsche Schriftstellerin

### Boha
- Bohacek, Greta (* 2000), deutsche Schauspielerin und Kinderdarstellerin
- Bohacewskyi, Constantine (1884–1961), Erzbischof von Philadelphia
- Böhacker, Hermann (* 1941), österreichischer Politiker (FPÖ, BZÖ), Abgeordneter zum Nationalrat
- Bohadana, Miri (* 1977), israelische Schauspielerin, Model und Fernsehmoderatorin
- Bohadsch, Johann Baptist (1724–1768), österreichischer Mediziner und Naturwissenschaftler
- Bohadti, Gustav (1883–1969), österreichischer Fachbuchautor, Setzer, Drucker und Faktor
- Böhaimb, Karl August (1816–1886), deutscher römisch-katholischer Pfarrer und Autor
- Bohaj, Andrij (* 1987), ukrainischer Biathlet
- Bohan, Daniel (1941–2016), kanadischer Geistlicher, römisch-katholischer Erzbischof von Regina
- Bohan, Marc (1926–2023), französischer Modeschöpfer
- Bohanan, Fred (1907–1980), US-amerikanischer Filmeditor
- Bohannan, Christina (* 1971), US-amerikanische Rechtswissenschaftlerin und Politikerin
- Bohannan, Paul (1920–2007), US-amerikanischer Anthropologe und Religionswissenschaftler
- Bohannon, Cat (* 1979), US-amerikanische Literaturwissenschaftlerin und AutorinCat Bohannon (* 1979)

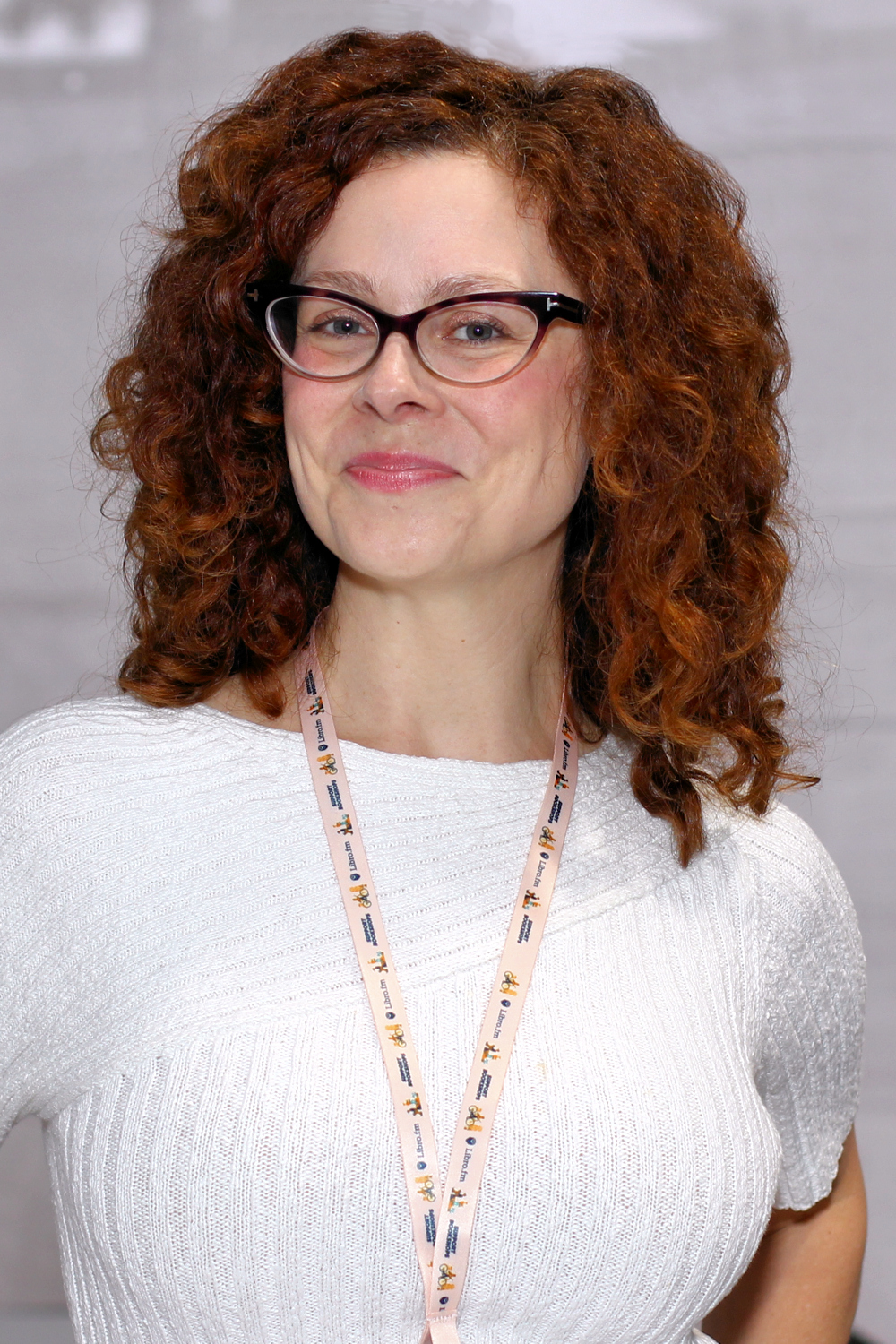
Cat Bohannon (* 1979)

- Bohannon, Hamilton (1942–2020), US-amerikanischer Schlagzeuger, Bandleader und Musikproduzent
- Bohannon, Hoyt (1918–1990), US-amerikanischer Jazz- und Studiomusiker
- Bohannon, J. R. (* 1987), US-amerikanischer Musiker (Gitarre)
- Bohannon, Jim (1944–2022), US-amerikanischer Fernseh- und Radiomoderator
- Bohanon, George (1937–2024), US-amerikanischer Jazz-Posaunist
- Bohard, Jean-Pierre (* 1969), französischer Nordischer Kombinierer
- Bohatec, Josef (1876–1954), tschechisch-österreichischer Philosoph und Theologe
- Bohatsch, Erwin (* 1951), österreichischer Künstler
- Bohatsch, Helmut (* 1956), österreichischer Schauspieler und Musiker
- Bohatsch, Max, österreichischer Eiskunstläufer
- Bohatsch, Walter (* 1949), österreichischer Grafikdesigner und Typograf
- Bohatschek, Horst (1943–2015), deutscher Künstler
- Bohatta, Hanns (1864–1947), österreichischer Bibliothekar, Bibliograf und Lexikograf
- Bohatta, Ida (1900–1992), österreichische Kinderbuchillustratorin und -autorin
- Bohaty, Adolf (1845–1929), österreichisch-tschechoslowakischer Bauunternehmer und Politiker
- Bohatyrjowa, Rajissa (* 1953), ukrainische Politikerin
- Bohatyrtschuk, Fedir (1892–1984), ukrainisch-kanadischer Schachspieler

### Bohd
- Bohdalová, Jiřina (* 1931), tschechische SchauspielerinJiřina Bohdalová (* 1931)

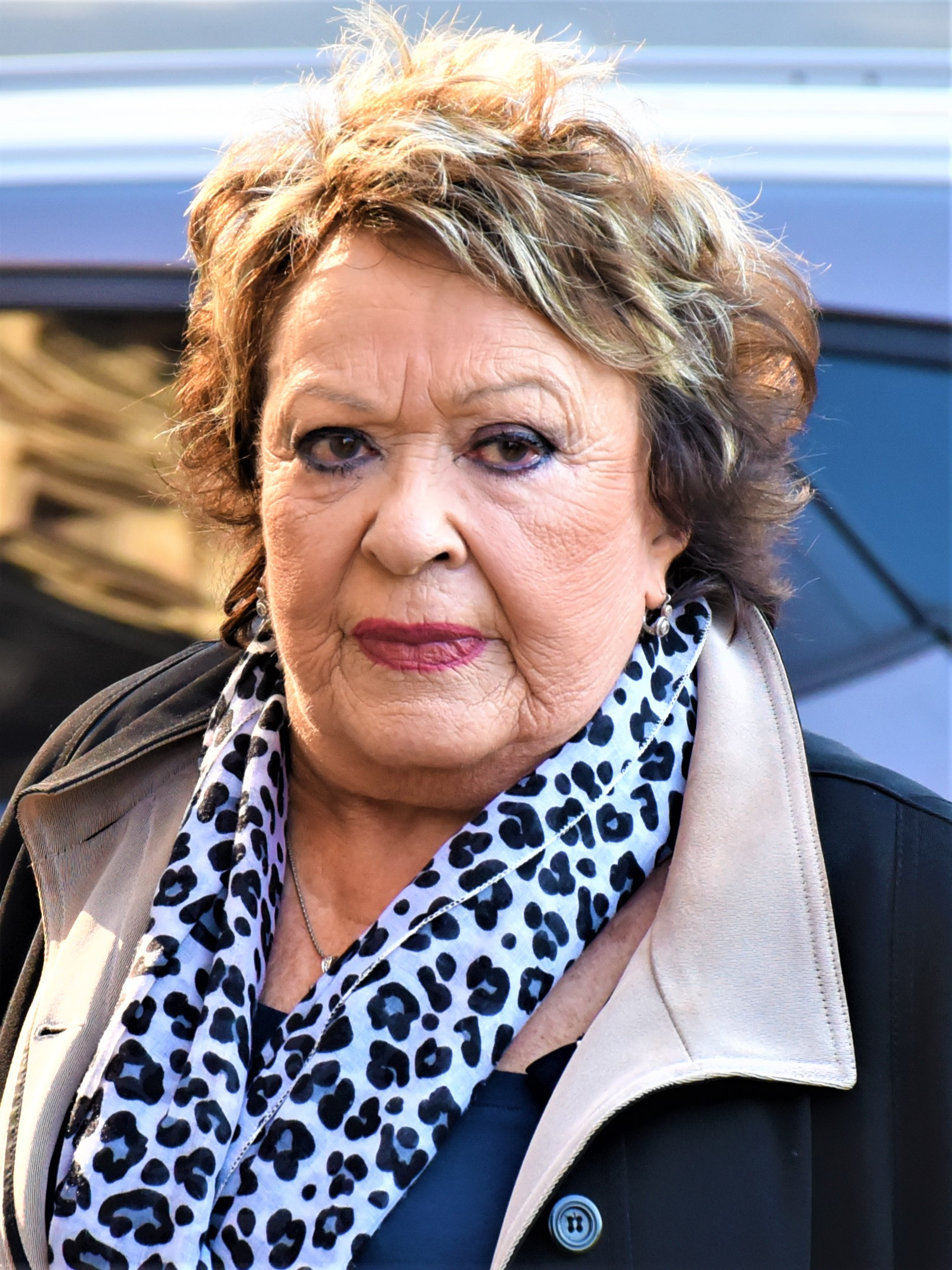
Jiřina Bohdalová (* 1931)

- Bohdan, Andrij (* 1976), ukrainischer Jurist und Politiker
- Bohdan, Iwan (1928–2020), sowjetischer Ringer
- Bohdan, Maksim (* 1997), belarussischer Sprinter
- Bohdanow, Dmytro (* 2007), ukrainischer Fußballspieler
- Bohdanowicz, Bazyli (1740–1817), polnischer Komponist
- Bohdanowicz, Karol (1864–1947), polnisch-russischer Geologe und Hochschullehrer
- Bohdanowicz, Theodor (1925–1977), österreichischer Maler
- Bohde, Daniela (* 1964), deutsche Kunsthistorikerin und Hochschullehrerin
- Bohdziewicz, Antoni (1906–1970), polnischer Filmregisseur, Drehbuchautor und Hochschullehrer

### Bohe
- Bohé, Caroline (* 1999), dänische Mountainbikerin
- Böheim, Charlotte Dorothea (1782–1831), deutsche Theaterschauspielerin und Opernsängerin (Sopran)
- Böheim, Franz (1909–1963), österreichischer SchauspielerFranz Böheim (1909–1963)

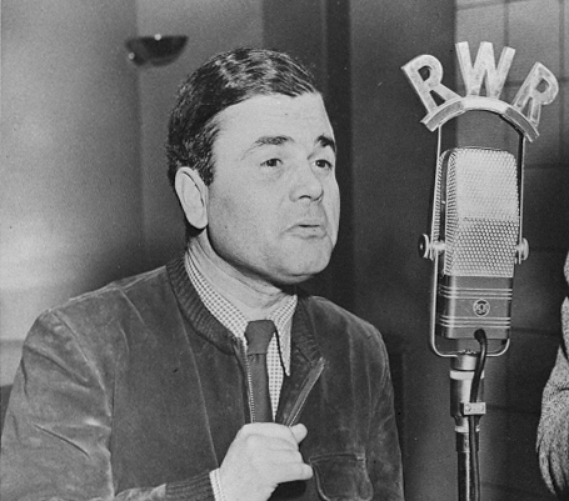
Franz Böheim (1909–1963)

- Böheim, Josef (1846–1919), österreichischer Politiker; Abgeordneter zum Abgeordnetenhaus
- Böheim, Joseph Michael († 1811), deutscher Theaterschauspieler, Opernsänger (Tenor) und Lyriker
- Böheim, Karl (1830–1870), österreichischer Historien- und Genremaler
- Böheim, Marianne (1759–1824), deutsche Theaterschauspielerin
- Boheman, Carl Henrik (1796–1868), schwedischer Entomologe
- Bohemund II. (1108–1130), Fürst von Antiochia und Tarent
- Bohemund III. (1144–1201), Fürst von Antiochia
- Bohemund IV. († 1233), Fürst von Antiochia, Graf von Tripolis
- Bohemund IV. (1261–1287), Graf von Tripolis
- Bohemund V. († 1252), Fürst von Antiochia und Graf von Tripolis
- Bohemund VI. (1237–1275), Fürst von Antiochia und Graf von Tripolis
- Bohemund von Batrun, Herr von Batrun
- Bohemund von Tarent († 1111), Kreuzfahrer, Fürst von Tarent und Antiochia
- Bohen, Ian (* 1976), US-amerikanischer SchauspielerIan Bohen (* 1976)

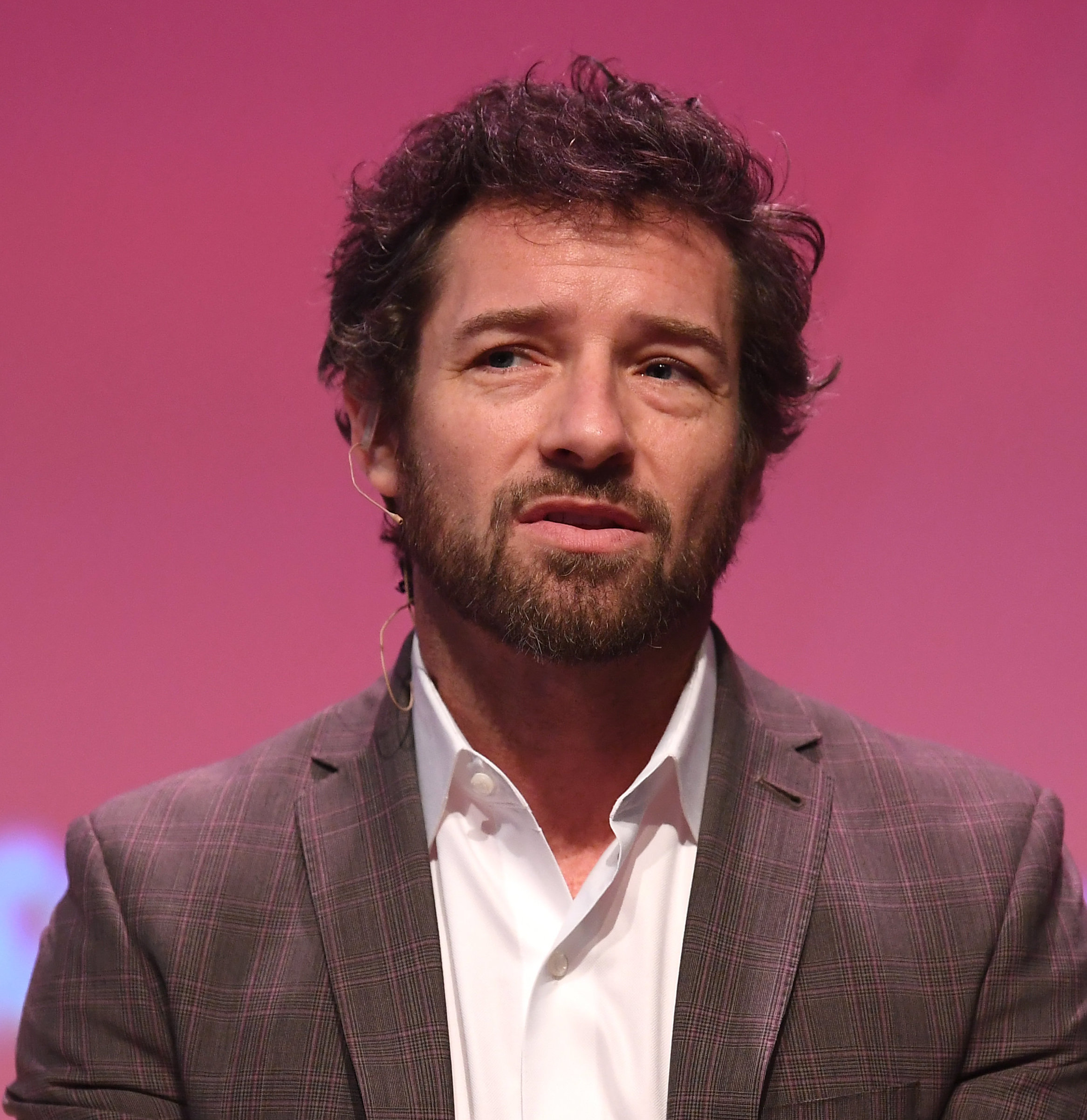
Ian Bohen (* 1976)

### Bohg
- Bohge, Monika (* 1947), deutsche Lehrerin und Autorin

### Bohi
- Böhi, Nadine (* 2003), Schweizer Fussballspielerin
- Bohier Du Prat, Antoine († 1519), französischer Geistlicher, Bischof und Kardinal der Römischen Kirche
- Bohier, Antoine II. († 1569), Gouverneur von Touraine, Bürgermeister von Tours, General der Finanzen
- Bohier, Thomas († 1524), französischer Finanzpolitiker
- Bohigas, Oriol (1925–2021), spanischer Architekt und Stadtplaner
- Bohigas, Oriol (1937–2013), französisch-spanischer (katalanischer) mathematischer Physiker
- Bohigas, Pere (1901–2003), spanischer Bibliothekar, Romanist und Katalanist
- Bohinc, Rožle (* 2004), slowenischer Eishockeyspieler
- Bohinc, Vita (* 1949), slowenische Badmintonspielerin
- Bohinec, Monika (* 1979), slowenische Opernsängerin der Stimmlage Mezzosopran und Ensemblemitglied der Wiener Staatsoper
- Bohinen, Emil (* 1999), norwegischer Fußballspieler
- Bohinen, Lars (* 1969), norwegischer Fußballspieler
- Bohitile, Clara (* 1955), namibische Politikerin, Landwirtin und Unternehmerin

### Bohl
- Böhl von Faber, Johann Nikolaus (1770–1836), deutscher Kaufmann und Literatursammler
- Bohl, Alfred (1909–1989), deutscher Schauspieler, Hörspiel- und Synchronsprecher
- Bohl, Daniel (* 1994), deutscher Fußballspieler
- Böhl, Eduard (1836–1903), deutscher reformierter Theologe
- Bohl, Friedrich (1601–1658), schwedischer Diplomat, Kanzler von Schwedisch-Pommern
- Bohl, Friedrich (* 1945), deutscher Politiker (CDU), MdL, MdBFriedrich Bohl (* 1945)

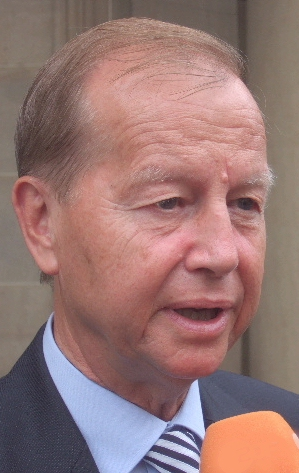
Friedrich Bohl (* 1945)

- Bohl, Jochen (* 1950), lutherischer Theologe
- Bohl, Johann Christoph (1703–1785), deutscher Mediziner
- Bohl, Joseph Anton (1801–1878), deutscher Orgelbauer
- Bohl, Klaus (* 1962), deutscher Unternehmer und Kommunalpolitiker (Freie Wähler)
- Bohl, Martin T. (* 1962), deutscher Ökonom
- Bohl, Otto (1882–1966), deutscher Drucker und Politiker in Mecklenburg-Strelitz (Gewerbe- und Handwerkerbund)
- Bohl, Otto (1885–1969), deutscher Verwaltungsjurist und Politiker der BVP, Oberbürgermeister der Stadt Augsburg
- Bohl, Paulus (* 1996), österreichischer Kabarettist, Comedian und Social-Media-Entertainer
- Bohl, Piers (1865–1921), livländischer Mathematiker
- Bohl, Steffen (* 1983), deutscher Fußballspieler
- Bohl, Susanne (1738–1806), deutsche Gelegenheitsdichterin der Goethe-Zeit
- Bohl, Thorsten (* 1965), deutscher Erziehungswissenschaftler
- Bohl, Wilhelm (1886–1958), deutscher katholischer Priester und Bildungsfunktionär
- Böhl, Wilhelmina (1877–1934), österreichisch-niederländische Malerin, Zeichnerin und Grafikerin
- Bohla, Fritz (* 1948), deutscher Fußballspieler und Fußballtrainer (DDR)
- Bohla, Hans (1891–1928), deutscher Politiker (KPD, USPD), MdR und Journalist
- Bohla, Ulf (* 1943), deutscher Wirtschafts- und Industriemanager
- Böhland, Max (1896–1975), US-amerikanischer Langstreckenläufer deutscher Herkunft
- Bohland, Sabine, deutsche Fernsehjournalistin
- Bohländer, Carlo (1919–2004), deutscher Jazzmusiker und -pädagoge
- Bohlander, Gé (1895–1940), niederländischer Wasserballspieler
- Bohlander, Michael (* 1962), deutscher Jurist
- Bohlander-Sahner, Katja (* 1979), deutsche Psychologin und Schriftstellerin
- Böhlau, Helene (1856–1940), deutsche Schriftstellerin
- Böhlau, Hermann (1826–1900), deutscher Verlagsbuchhändler
- Böhlau, Hugo (1833–1887), deutscher Rechtswissenschaftler
- Böhlau, Nino (* 1999), deutscher Schauspieler
- Böhlau, Otto von (1820–1893), sächsischer Rittergutsbesitzer und Parlamentarier
- Böhlau, Volkmar (1917–1999), deutscher Mediziner
- Bohle, Anne Katrin (* 1961), deutsche Juristin und Staatssekretärin
- Böhle, Bernhard (1866–1939), deutscher Schuhmacher, Kaufmann und Politiker, MdR
- Bohle, Birgit (* 1973), deutsche EisenbahnmanagerinBirgit Bohle (* 1973)

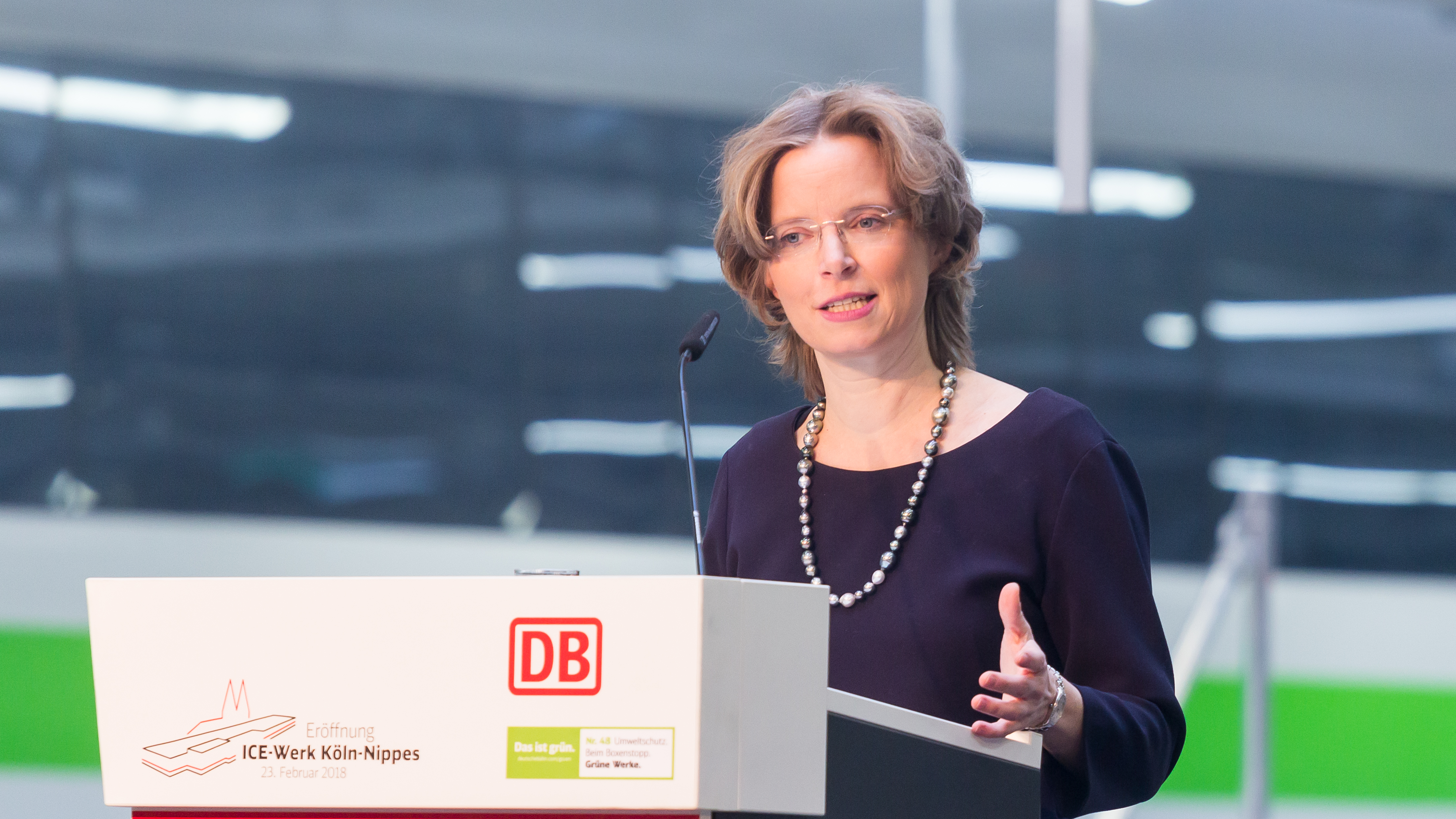
Birgit Bohle (* 1973)

- Böhle, Daniel (1821–1879), Landtagsabgeordneter Waldeck
- Böhle, Daniela (* 1970), deutsche Autorin
- Bohle, Dorothee (* 1964), deutsche Politikwissenschaftlerin
- Böhle, Eckhardt (* 1947), deutscher Physiotherapeut
- Bohle, Egon (* 1881), deutscher Manager
- Bohle, Ernst Wilhelm (1903–1960), deutscher Politiker (NSDAP), MdR, Leiter der Auslandsorganisation der NSDAP
- Böhle, Frederic (* 1988), deutscher Schauspieler und SängerFrederic Böhle (* 1988)

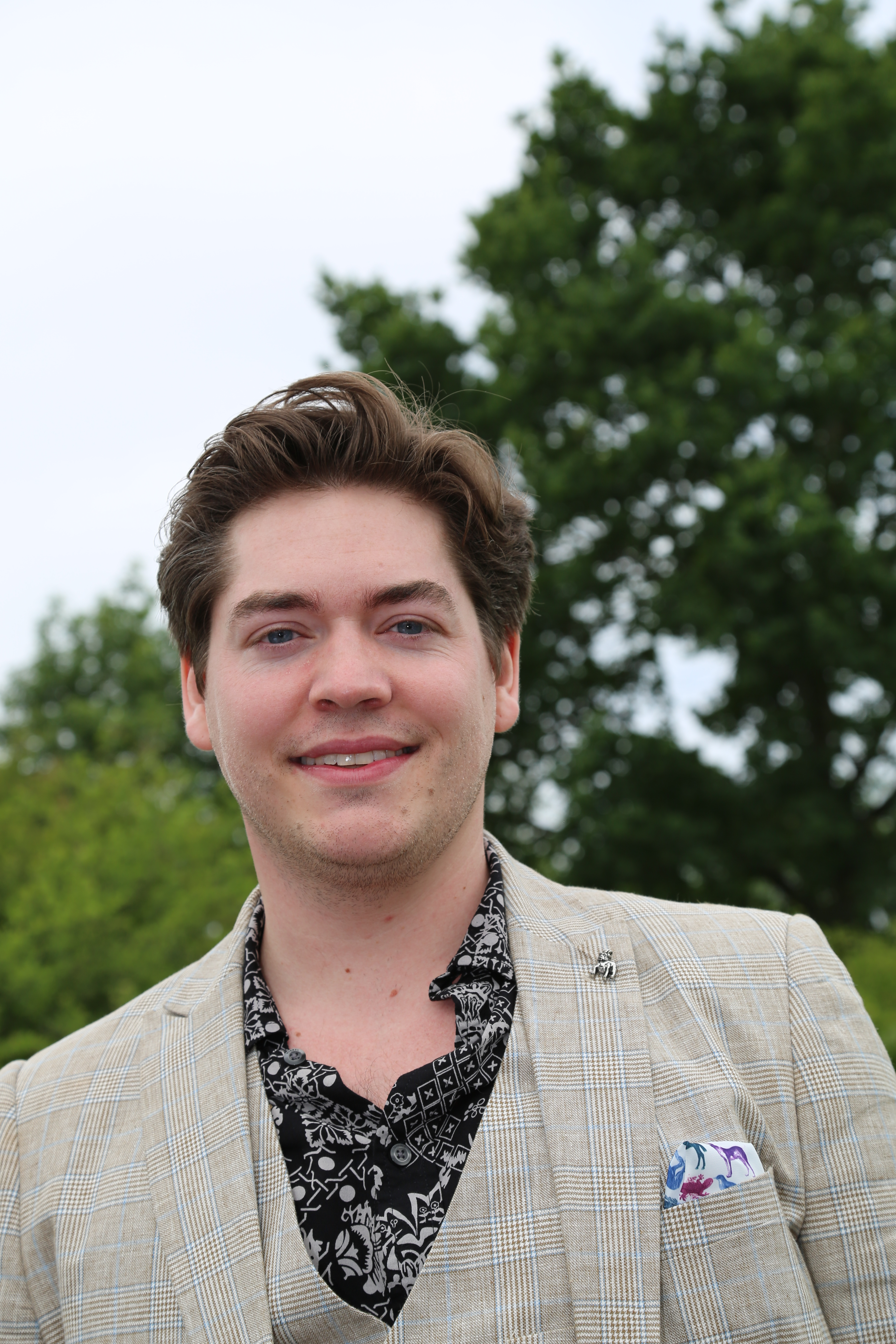
Frederic Böhle (* 1988)

- Böhle, Fritz (* 1945), deutscher Soziologe
- Bohle, Hans-Georg (1948–2014), deutscher Geograph und Hochschullehrer
- Böhle, Heinrich (1847–1925), Landtagsabgeordneter Waldeck
- Bohle, Hermann (1876–1943), deutscher Wissenschaftler, NSDAP-Funktionär
- Bohle, Johann (1896–1970), österreichischer Geistlicher und Politiker, Landtagsabgeordneter zum Vorarlberger Landtag
- Böhle, Johann Jacob (1751–1832), deutscher Bürgermeister und Politiker
- Bohle, Judith (* 1984), deutsche Schauspielerin und Hörspielsprecherin
- Bohle, Karl (1920–1987), österreichischer Politiker (ÖVP), Bürgermeister von Dornbirn
- Böhle, Karl-Heinz (1925–2012), deutscher Fotograf
- Böhle, Lis (1901–1990), deutsche Mundartautorin
- Bohle, Sandra (* 1967), österreichische Drehbuchautorin, Dramaturgin und Filmproduzentin
- Böhle, Thomas (* 1953), deutscher Jurist, Verwaltungswissenschaftler und Autor
- Bohle, Vera (* 1969), deutsche Fernsehredakteurin und Minenräumerin
- Bohle-Lawrenz, Karin (1957–2024), deutsche Politikerin (SPD), MdBB
- Bohle-Szacki, Helena (1928–2011), deutsch-polnisch-jüdische Überlebende des Holocaust, Modedesignerin und Künstlerin
- Böhlefeld, Bardo (* 1988), deutscher Schauspieler
- Bohlen und Halbach, Arndt von (1938–1986), deutscher Unternehmersohn aus der Krupp-Bohlen von Halbach FamilieArndt von Bohlen und Halbach (1938–1986)

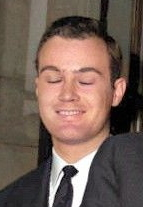
Arndt von Bohlen und Halbach (1938–1986)

- Bohlen und Halbach, Arnold von (1908–1909), deutscher Säugling, Sohn der Industriellenfamilie Krupp von Bohlen und Halbach
- Bohlen und Halbach, Berthold von (1913–1987), deutscher Industrieller
- Bohlen und Halbach, Claus von (1910–1940), deutscher Industrieller, Mitglied der Industriellenfamilie Krupp von Bohlen und Halbach
- Bohlen und Halbach, Eckbert von (1922–1945), deutscher Industriellensohn, Mitglied der Familie Krupp von Bohlen und Halbach
- Bohlen und Halbach, Gustav von (1831–1890), badischer Hofzeremonienmeister und Ministerresident
- Bohlen und Halbach, Harald von (1916–1983), deutscher Industrieller
- Bohlen und Halbach, Henriette von (1933–2019), österreichische Ehefrau von Arndt von Bohlen und Halbach
- Bohlen und Halbach, Oliver von (* 1966), deutscher Neuroanatom, Neurobiologe und Hochschullehrer
- Bohlen und Halbach, Waldtraut von (1920–2005), deutsche Industrielle
- Bohlen, Adrian (1679–1727), deutscher Kantor und Organist
- Bohlen, Agnes von (1829–1905), deutsche Pädagogin, Autorin und Übersetzerin
- Bohlen, Albert († 1665), Bürgermeister der Stadt Aurich
- Böhlen, Andreas, Schweizer Modellflugpilot
- Böhlen, Andreas (* 1983), deutscher Musiker (Blockflöte, Saxophon)
- Bohlen, Anne, Filmregisseurin und Filmproduzentin
- Böhlen, Anton (1912–1964), deutscher Kommunalpolitiker
- Bohlen, Avis (* 1940), US-amerikanische Diplomatin, Botschafterin in Bulgarien und Assistant Secretary of State
- Bohlen, Babette (* 1966), deutsche Richterin und politische Beamtin
- Bohlen, Balthasar Ernst von (1699–1789), preußischer Oberst und Chef des Altpreußisches Husarenregiment H 4
- Böhlen, Beate (* 1966), deutsche Politikerin (Bündnis 90/Die Grünen), MdL
- Böhlen, Bruno (1930–2011), Schweizer Chemieingenieur
- Bohlen, Charles E. (1904–1974), US-amerikanischer Diplomat
- Bohlen, Davey von (* 1975), US-amerikanischer Emo- und Indie-Rock-Musiker und Songwriter
- Bohlen, Dieter (* 1954), deutscher Musiker, Produzent und SongwriterDieter Bohlen (* 1954)

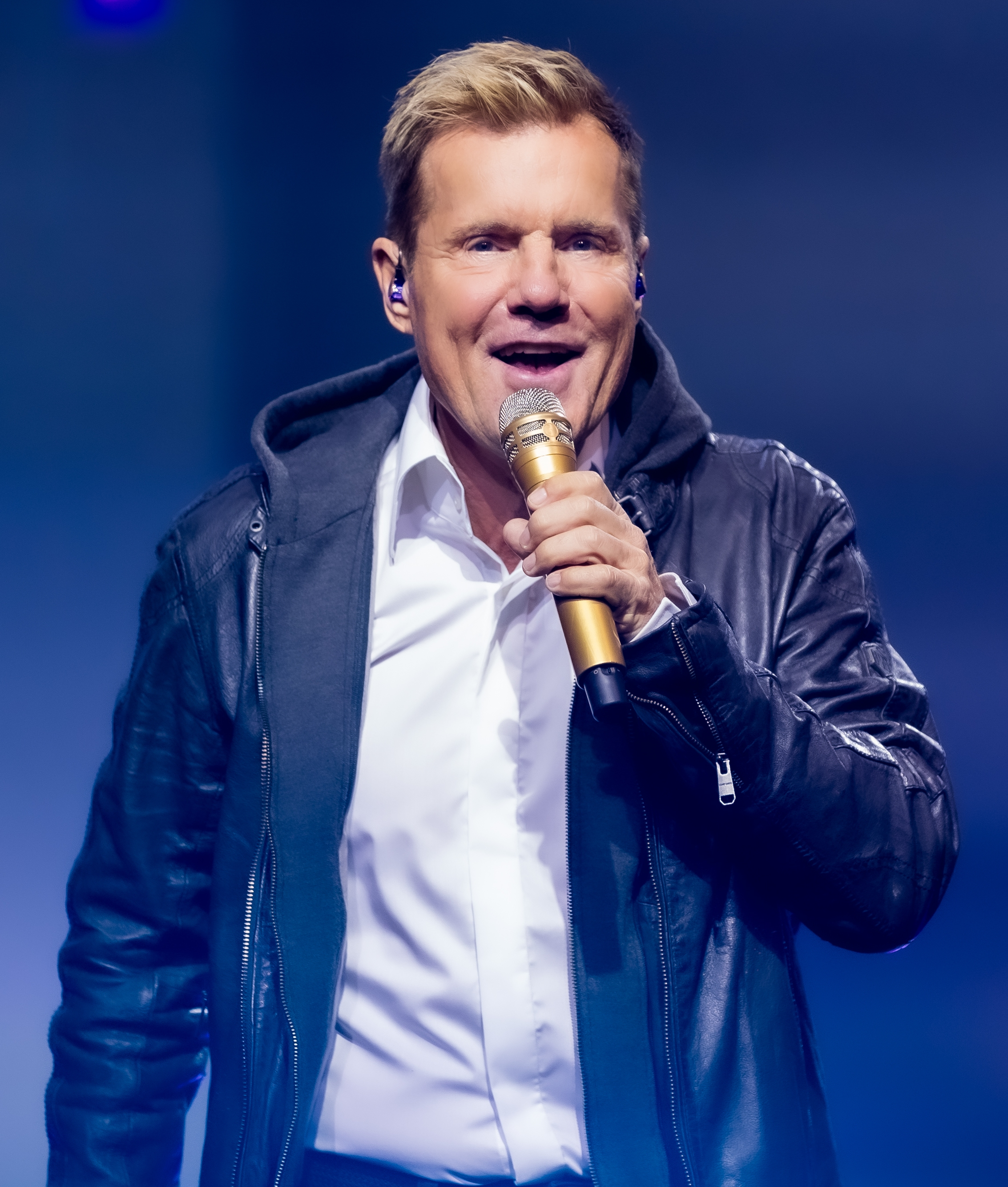
Dieter Bohlen (* 1954)

- Bohlen, Eduard (1846–1901), deutscher Reeder und Konsul
- Bohlen, Heidy (* 1945), deutsche Schauspielerin
- Bohlen, Heinrich Edmund (1851–1918), deutscher Kaufmann
- Bohlen, Hermann (* 1963), deutscher Hörspielautor und -produzent
- Böhlen, Hippolytus (1878–1950), deutscher Autor und Franziskaner
- Bohlen, Julius von (1820–1882), deutscher Gutsbesitzer und Geschichtsforscher
- Bohlen, Lothar (1886–1978), deutscher Kaufmann
- Böhlen, Max (1902–1971), Schweizer Maler
- Bohlen, Niklas (* 2001), deutscher Schauspieler und Reporter
- Bohlen, Peter von (1796–1840), deutscher Orientalist
- Bohlen, Philipp Christian von (1718–1794), preußischer Generalleutnant und Regimentsinhaber
- Bohlen, Reinhold (* 1946), deutscher römisch-katholischer Geistlicher und Theologe
- Böhlen, Sebastian (* 1986), deutscher Jazzmusiker (Gitarre, Komposition)
- Bohlen, Stefan (* 1982), deutscher Kommunalpolitiker (CDU), Bürgermeister von Kaltenkirchen
- Bohlen, Thomas (* 1968), deutscher Geophysiker
- Bohlen, Wilfried (1944–2025), deutscher Baptistenpastor und Vorsitzender von World Vision Deutschland
- Bohlender, Matthias (* 1964), deutscher Politikwissenschaftler
- Böhlendorf-Arslan, Beate, deutsche Christliche Archäologin
- Böhlendorff, Karl Ludwig (1767–1855), preußischer Finanz- und Regierungsbeamter
- Böhlendorff-Kölpin, Karl von (1855–1925), deutscher Rittergutsbesitzer und Politiker, MdR
- Böhler, Albert (1845–1899), österreichischer Industrieller
- Böhler, Arno (* 1963), österreichischer Philosoph, Autor und Performer
- Böhler, Bettina (* 1960), deutsche Filmeditorin
- Böhler, Britta (* 1960), deutsch-niederländische Rechtsanwältin und Politikerin (GroenLinks)
- Böhler, Dieter (* 1961), deutscher römisch-katholischer Ordenspriester und Theologe
- Böhler, Dietrich (* 1942), deutscher Philosoph
- Böhler, Eduard (1878–1964), deutscher katholischer Pfarrer und Heimatforscher
- Böhler, Eugen (1893–1977), Schweizer Ökonom und Hochschullehrer
- Böhler, Eulogius (1861–1943), deutscher Kirchenmaler
- Böhler, Fidelis (1887–1954), deutscher Fahrzeugkonstrukteur bei Hanomag
- Böhler, Franziska (* 1988), deutsche Krankenschwester und BuchautorinFranziska Böhler (* 1988)

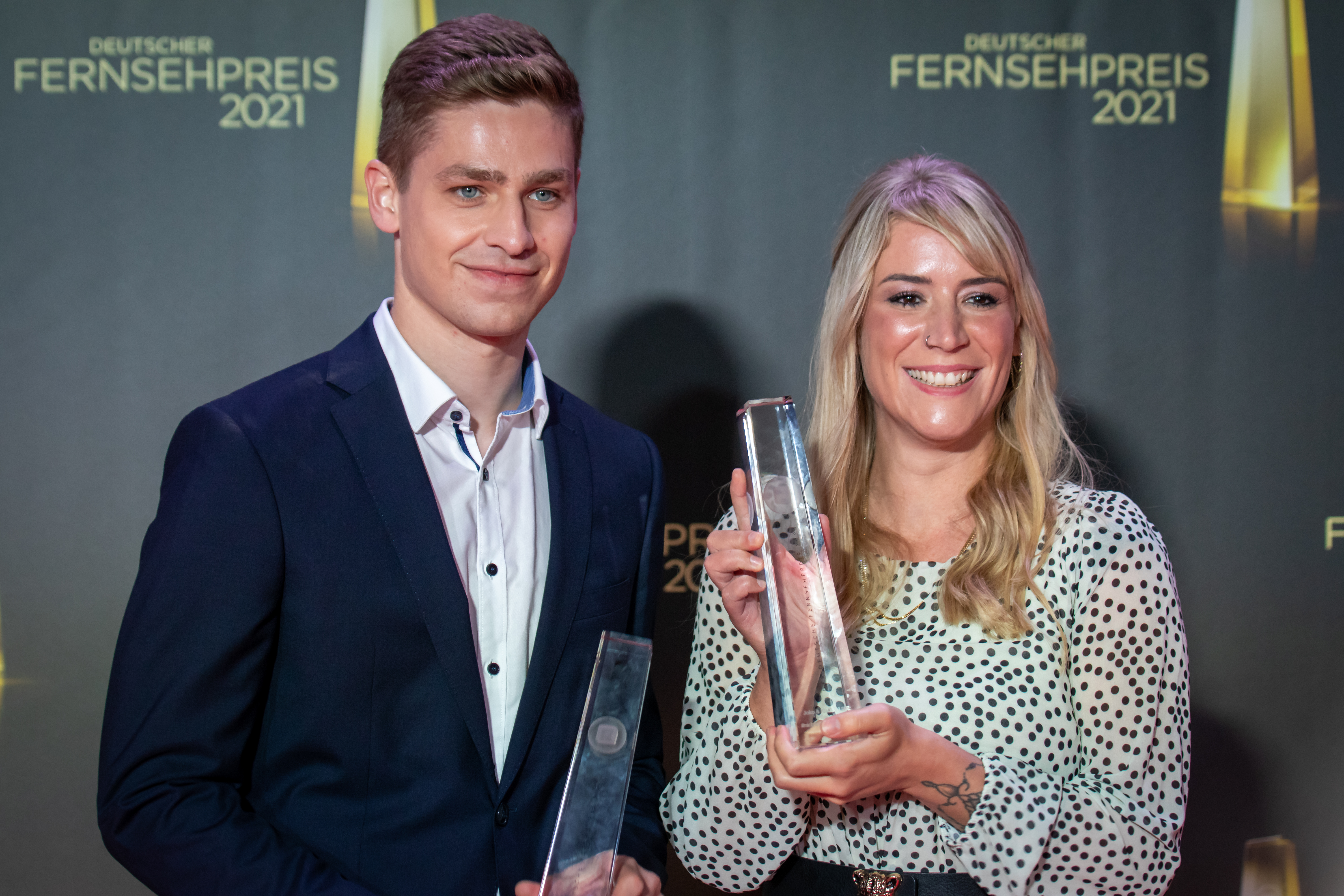
Franziska Böhler (* 1988)

- Böhler, Fred (1912–1995), Schweizer Jazzmusiker
- Böhler, Georg (1887–1979), österreichischer Politiker (CS, VF), Abgeordneter zum Nationalrat
- Böhler, Georg Friedrich (1799–1857), Politiker Freie Stadt Frankfurt
- Böhler, Hans (1884–1961), österreichischer Maler
- Böhler, Heinrich (1881–1940), österreichisch-schweizerischer Maler, Fotograf und Kunstsammler
- Böhler, Heymo (1944–2013), deutscher Wirtschaftswissenschaftler
- Böhler, Hubert (* 1986), österreichischer Baseballspieler
- Bøhler, Jan (* 1952), norwegischer Politiker
- Bøhler, Joachim (* 1980), norwegischer Radrennfahrer
- Böhler, Jochen (* 1969), deutscher Historiker
- Böhler, Johann (1890–1971), österreichischer Politiker (VdU, FPÖ), Landtagsabgeordneter zum Vorarlberger Landtag
- Böhler, Johann Friedrich (1713–1784), Zeichner, Holzschnitzer und Bildhauer des Barock
- Böhler, Jörg (1917–2005), österreichischer Unfallchirurg
- Böhler, Karl (1902–1959), deutscher Politiker (CDU)
- Böhler, Karoline Christine (1800–1860), deutsche Sängerin, Schauspielerin und Pianistin
- Böhler, Katja (* 1971), deutsche Verwaltungsjuristin und politische Beamtin (SPD)Katja Böhler (* 1971)

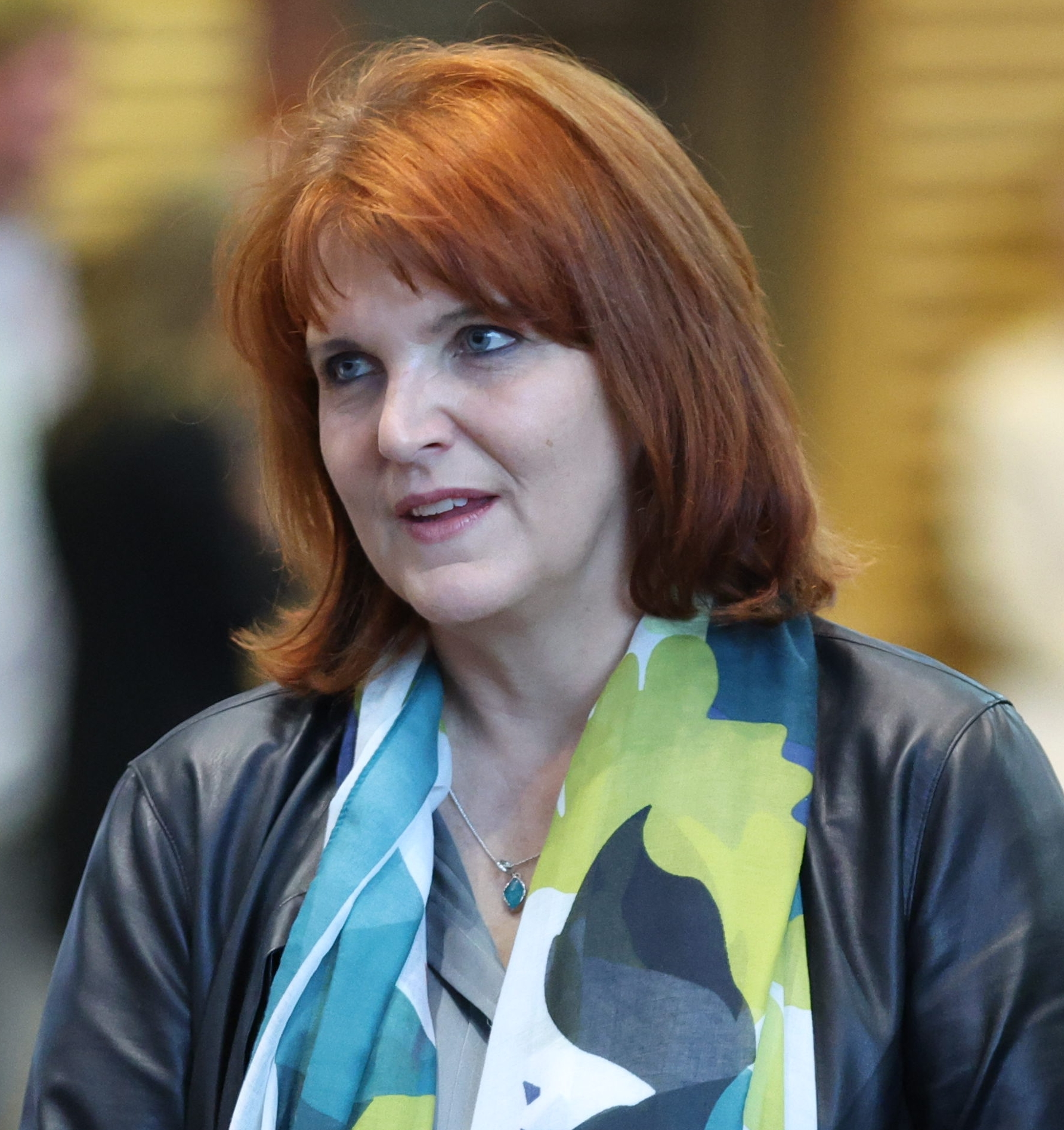
Katja Böhler (* 1971)

- Böhler, Laurin (* 1995), österreichischer Judoka
- Böhler, Lorenz (1885–1973), österreichischer Chirurg
- Böhler, Michael (* 1940), Schweizer Literaturwissenschaftler
- Böhler, Otto (1847–1913), österreichischer Silhouettenkünstler deutscher Herkunft
- Böhler, Peter (1712–1775), deutscher evangelischer Missionar und Bischof der Herrnhuter Brüdergemeine
- Böhler, Peter (* 1967), deutscher Wasserspringer
- Böhler, Reinhard (1945–1995), deutscher Motocross-Rennfahrer
- Böhler, Stefanie (* 1981), deutsche Skilangläuferin
- Böhler, Wilhelm (1891–1958), deutscher römisch-katholischer Priester, Mitglied des Kölner Domkapitels und erster Leiter des Katholischen Büros in Bonn
- Böhler, Yvonne (* 1941), Schweizer Fotografin
- Böhler-Mueller, Charlotte (1924–2023), deutsche Autorin, Künstlerin und Journalistin
- Böhles, Hansjosef (* 1946), deutscher Pädiater und Hochschullehrer
- Bohley, Bärbel (1945–2010), deutsche Bürgerrechtlerin und MalerinBärbel Bohley (1945–2010)

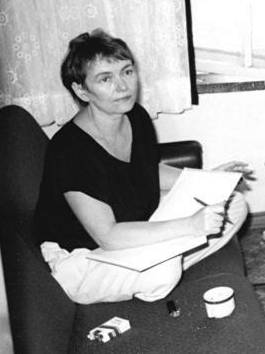
Bärbel Bohley (1945–2010)

- Bohley, Erich (1902–1991), deutscher Jurist
- Bohley, Peter (1935–2020), deutscher Biochemiker
- Bohli, Stéphane (* 1983), Schweizer Tennisspieler
- Bohli, Tom (* 1994), Schweizer Radrennfahrer
- Böhlich, Bernd (* 1957), deutscher Filmregisseur
- Böhlig, Alexander (1912–1996), deutscher Orientalist, Koptologe und Byzantinist
- Bohlig, Ernst (1846–1918), deutscher Sportler
- Böhlig, Henrik (1908–1966), deutscher Bildhauer
- Bohlig, Henry, deutscher Kunstflieger
- Bohlig, J. Arthur (1879–1975), deutscher Architekt
- Böhlig, Rolf (1904–1979), deutscher Freilichtmaler
- Bohlin, Birger (1898–1990), schwedischer Paläontologe und Paläobotaniker
- Bohlin, Britt (* 1956), schwedische Politikerin (Sveriges socialdemokratiska arbetareparti)
- Bohlin, Carl-Oskar (* 1986), schwedischer Politiker (Moderata samlingspartiet), Minister für Zivilverteidigung
- Bohlin, Erik (1897–1977), schwedischer Radrennfahrer
- Bohlin, Folke (1903–1972), schwedischer Segler
- Bohlin, Karl (* 1938), US-amerikanischer Skilangläufer
- Bohlin, Karl Petrus Theodor (1860–1939), schwedischer Astronom
- Bohlin, Nils (1920–2002), schwedischer Erfinder
- Bohlin, Peter (* 1937), US-amerikanischer Architekt
- Bohlin, Torsten (1889–1950), schwedischer Theologe und Bischof
- Böhling, Dirk (* 1964), deutscher Schauspieler, Regisseur und AutorDirk Böhling (* 1964)

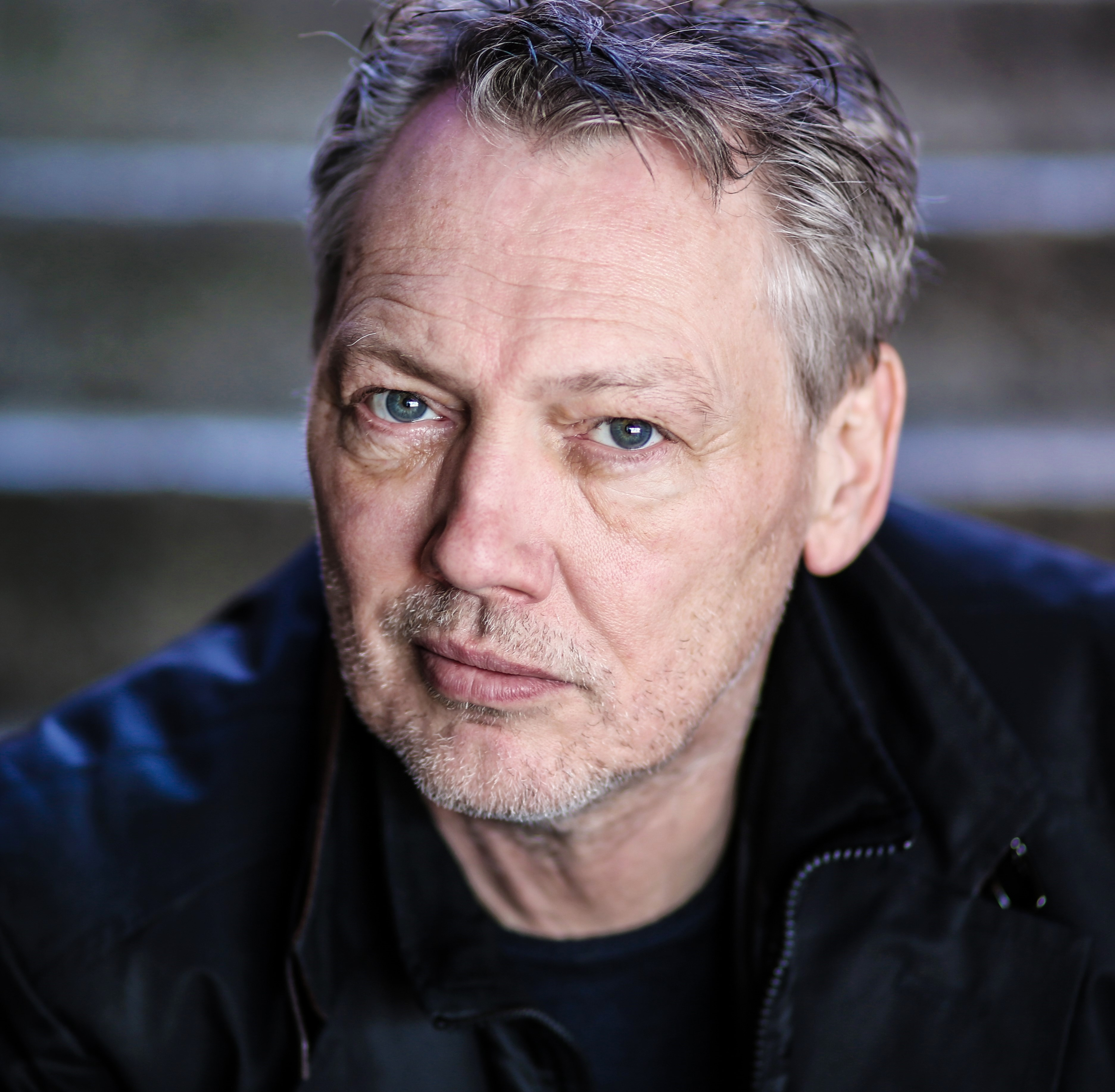
Dirk Böhling (* 1964)

- Böhling, Horst (1908–1999), deutscher Diplomat
- Böhling, Ivar (1889–1929), finnischer Ringer
- Bohling, Jan Erik (* 1963), deutscher Politiker (CDU) und Bürgermeister
- Böhling, Karl Heinz (1930–2016), deutscher Mathematiker, Informatiker und Hochschullehrer
- Bohling, Lydia (* 1930), deutsche Politikerin (CDU), MdBB
- Böhling, Paul (1906–1968), deutscher Schiffbauingenieur, Yachtkonstrukteur und Werftbesitzer
- Böhling, Peter (* 1971), deutscher Publizist, Journalist und Cartoonist
- Bohlinger, Don (* 1956), US-amerikanischer Drehbuchautor und Hochschullehrer
- Bohlinger, John (* 1936), US-amerikanischer Politiker
- Bohlinger, Roland (1937–2013), deutscher Verleger und Autor
- Böhlitz, Bert (* 1972), deutscher Schauspieler
- Böhlke, Edgar M. (* 1940), deutscher Schauspieler und Hochschullehrer
- Böhlke, Erich (1895–1979), deutscher Dirigent und Komponist
- Böhlke, Eugenia B. (1928–2001), US-amerikanische Ichthyologin
- Böhlke, Hellmuth (1893–1956), deutscher Offizier, zuletzt Generalleutnant im Zweiten Weltkrieg
- Böhlke, James Erwin (1930–1982), US-amerikanischer Ichthyologe
- Böhlke, Kristina (* 1972), deutsche Politikerin (SPD)
- Böhlke, Markus (* 1978), deutscher Drehbuchautor, Redakteur und Executive Producer
- Böhlke, Norbert (1955–2014), deutscher Politiker (CDU), MdL
- Böhlke, Peter (* 1926), deutscher Schauspieler
- Böhlke, Thomas (* 1968), deutscher Maschinenbauingenieur und Hochschullehrer
- Bohlken, Frerich (1812–1871), Landwirt und Gestalt in der ersten Generation der nordwestdeutschen Baptistengemeinden
- Bohlken, Hans-Georg (* 1962), deutscher Friesensportler und mehrfacher Europameister im Klootschießen
- Bohlken, Jens (* 1952), deutscher Mediziner und Soziologe
- Bohlman, Philip V. (* 1952), amerikanischer Musikethnologe (Musikethnologie) an der University of Chicago
- Bohlmann, Ferdinand (1921–1991), deutscher Naturstoff-Chemiker
- Bohlmann, Georg (1869–1928), deutscher Mathematiker
- Bohlmann, Gerhard (1878–1944), deutscher Schriftsteller und Journalist
- Bohlmann, Hans-Joachim (1937–2009), deutscher Attentäter auf Kunstwerke
- Bohlmann, Nina, deutsche Filmproduzentin
- Bohlmann, Peter (* 1972), deutscher Politiker (SPD)
- Bohlmann, Robert (1854–1944), deutscher Apotheker und Waffensammler
- Bohlmann, Sabine (* 1969), deutsche Filmschauspielerin und SynchronsprecherinSabine Bohlmann (* 1969)

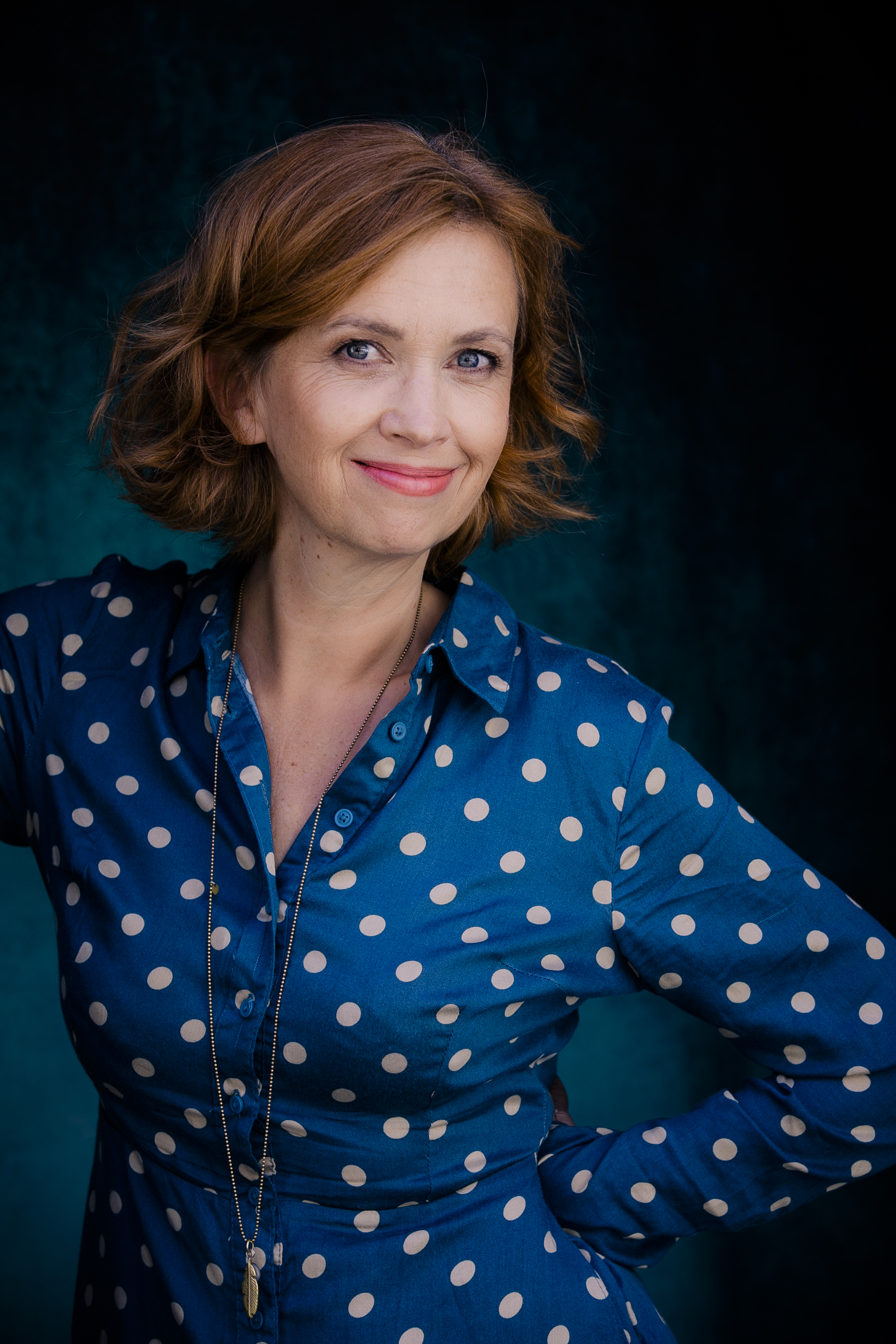
Sabine Bohlmann (* 1969)

- Bohlmann, Simon (* 1986), deutscher American-Football-Spieler
- Bohlmann, Susanne (* 1978), deutsche Autorin, Regisseurin und Filmschaffende
- Bohlmann, Theodor (1865–1931), deutscher Pianist und Komponist
- Bohls, Jakob (* 2001), deutscher Floorballspieler
- Bohls, Jan (1863–1950), deutscher Zoologe, Privatgelehrter, Volkskundler und Heimatforscher
- Bohlsen, Wilfried (1934–2016), deutscher Politiker (CDU), MdB

### Bohm

#### Bohm V
- Böhm van Endert, Elisabeth (1877–1956), deutsche Opern- und Konzertsängerin
- Böhm von Bawerk, Eugen (1851–1914), österreichischer Ökonom
- Böhm von Blumenheim, Franz (* 1766), österreichischer Grenadierhauptmann und Major
- Böhm von Böhmersheim, August (1858–1930), österreichischer Geograph und Alpinist
- Böhm von Böhmersheim, Karl (1827–1902), österreichischer Mediziner

#### Bohm, A – Bohm, W

##### Bohm, A
- Böhm, Adolf (* 1844), deutscher Maler
- Böhm, Adolf (1871–1950), deutscher Radrennfahrer
- Böhm, Adolf (1873–1941), österreichisch-jüdischer Fabrikant, Zionist und Publizist
- Böhm, Adolf (1937–2000), deutscher Wasserwirtschaftingenieur und Politiker (CDU), MdL
- Böhm, Adolph Kurt (1926–2020), deutscher Komponist
- Böhm, Albrecht (1939–2022), deutscher Teilchenphysiker
- Böhm, Alexander (1929–2006), deutscher Rechtswissenschaftler
- Böhm, Alexander (* 1942), österreichischer Politiker (SPÖ), Abgeordneter zum Salzburger Landtag
- Böhm, Alfred (* 1850), deutscher Maler
- Böhm, Alfred (1913–1982), deutscher Leiter der Bezirksverwaltung Neubrandenburg im Ministerium für Staatssicherheit (MfS)
- Böhm, Alfred (1920–1995), österreichischer Schauspieler und Hörspielsprecher
- Böhm, Alina (* 1998), deutsche Judoka
- Böhm, Almaz (* 1964), äthiopische Vorsitzende der Stiftung „Menschen für Menschen“, Ehefrau Karlheinz BöhmsAlmaz Böhm (* 1964)

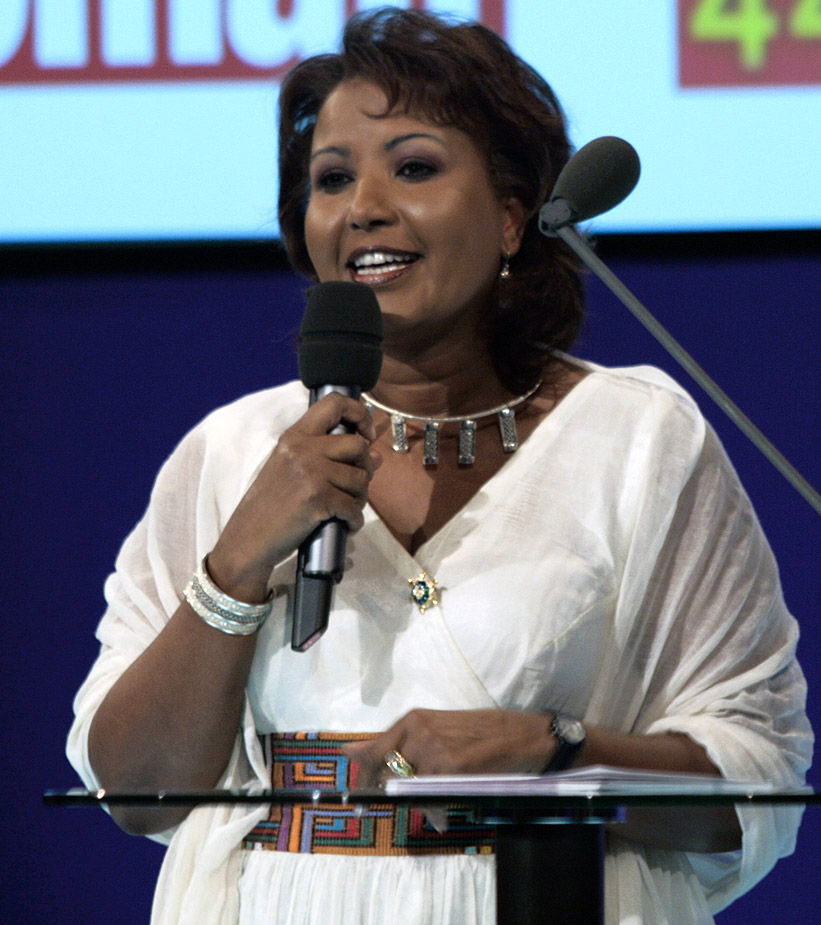
Almaz Böhm (* 1964)

- Böhm, Amadeus (* 1983), deutscher Musikproduzent, Komponist und Musiker
- Böhm, Amadeus Wenzel (1769–1823), Kupferstecher und Illustrator
- Böhm, André (* 1977), deutscher Filmemacher, Fotograf und Kameramann
- Böhm, Andrea (* 1961), deutsche Journalistin
- Böhm, Andreas (1720–1790), deutscher Philosoph und Mathematiker
- Böhm, Andreas (* 1961), deutscher Fußballspieler
- Böhm, Angela (* 1956), deutsche Journalistin
- Bohm, Ann-Sophie (* 1993), deutsche Politikerin (Bündnis 90/Die Grünen), Landessprecherin der Grünen Thüringen
- Böhm, Anna (* 1975), deutsche Hörspiel- und Kinderbuchautorin
- Böhm, Anna-Maria (* 1989), deutsche Schauspielerin, Sprecherin und Moderatorin
- Böhm, Annett (* 1980), deutsche Judoka
- Böhm, Anton, deutsch-böhmischer Priester und Heimatforscher
- Böhm, Anton (1904–1998), österreichischer Journalist und Publizist
- Böhm, Anton (1907–1988), österreichischer Politiker (FPÖ), Gemeinderat und Landtagsabgeordneter in Wien
- Böhm, Aranka (1893–1944), ungarische Psychiaterin und Psychoanalytikerin
- Böhm, Arno (1913–1962), deutscher Funktionshäftling im KZ Auschwitz
- Bohm, Arno (1936–2024), deutscher Physiker
- Böhm, August (1891–1938), Landtagsabgeordneter Volksstaat Hessen

##### Bohm, B
- Böhm, Ben Bela (* 1975), deutscher SchauspielerBen Bela Böhm (* 1975)

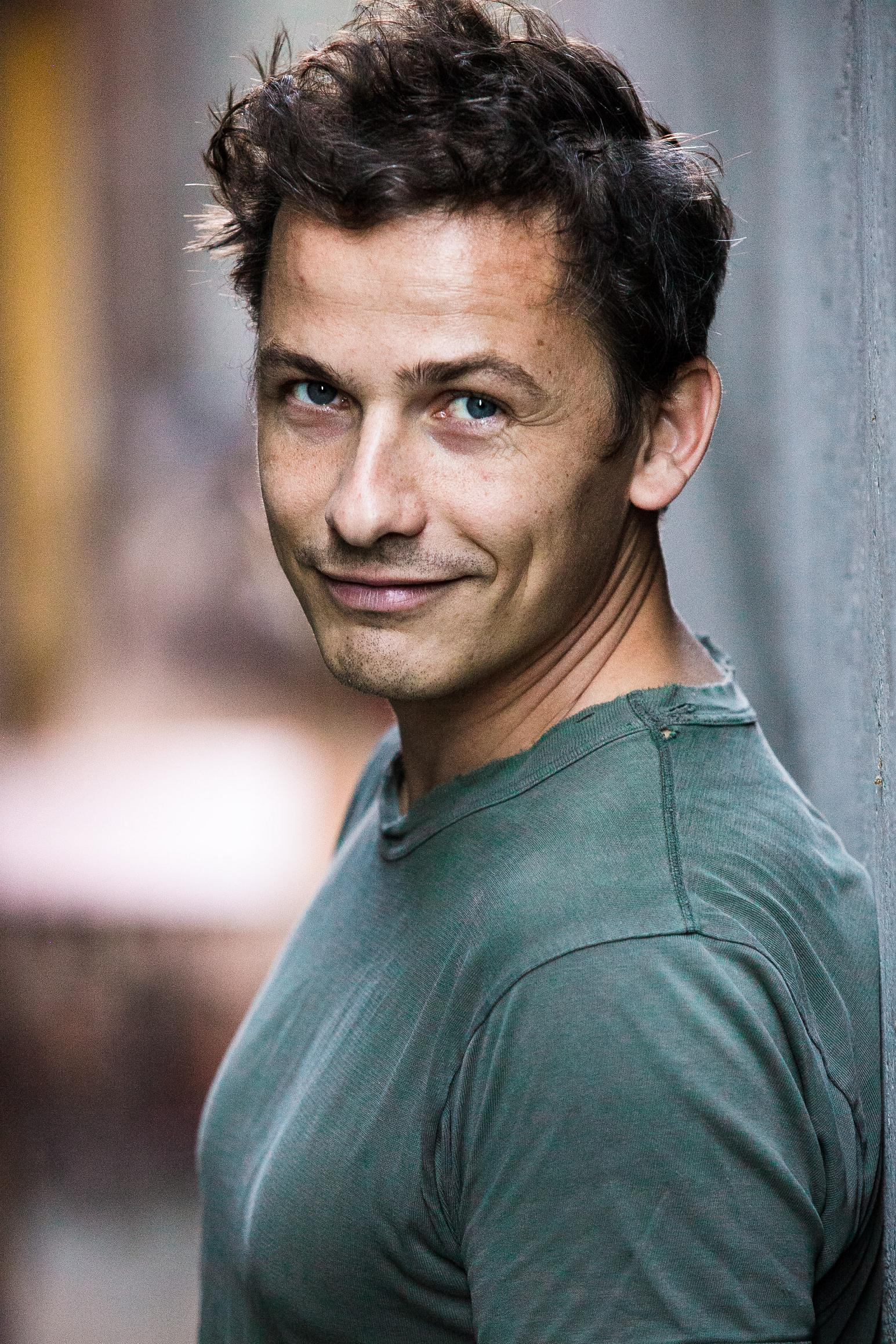
Ben Bela Böhm (* 1975)

- Böhm, Benedikt (1885–1959), deutscher Landrat
- Böhm, Benedikt (* 1977), deutscher Extremskibergsteiger
- Böhm, Benno (1891–1969), deutscher Gymnasiallehrer
- Bohm, Bernhard (1841–1896), deutscher Gutsbesitzer und Politiker, MdR
- Böhm, Bettina (* 1966), deutsche Juristin und Universitätskanzlerin
- Böhm, Boris (* 1960), deutscher Historiker

##### Bohm, C
- Böhm, C. H. (1863–1934), deutscher Musikinstrumentenbauer
- Bohm, Carl (1844–1920), deutscher Komponist
- Böhm, Carl (1877–1928), deutscher Kirchenmusiker
- Böhm, Carl (1882–1942), deutscher Filmarchitekt
- Bohm, Carl Gottlob († 1883), deutscher Maschinenbau-Unternehmer
- Böhm, Carlo (1917–1997), österreichischer Schauspieler
- Böhm, Chris (* 1983), deutscher BMX-Athlet und -FreestylerChris Böhm (* 1983)

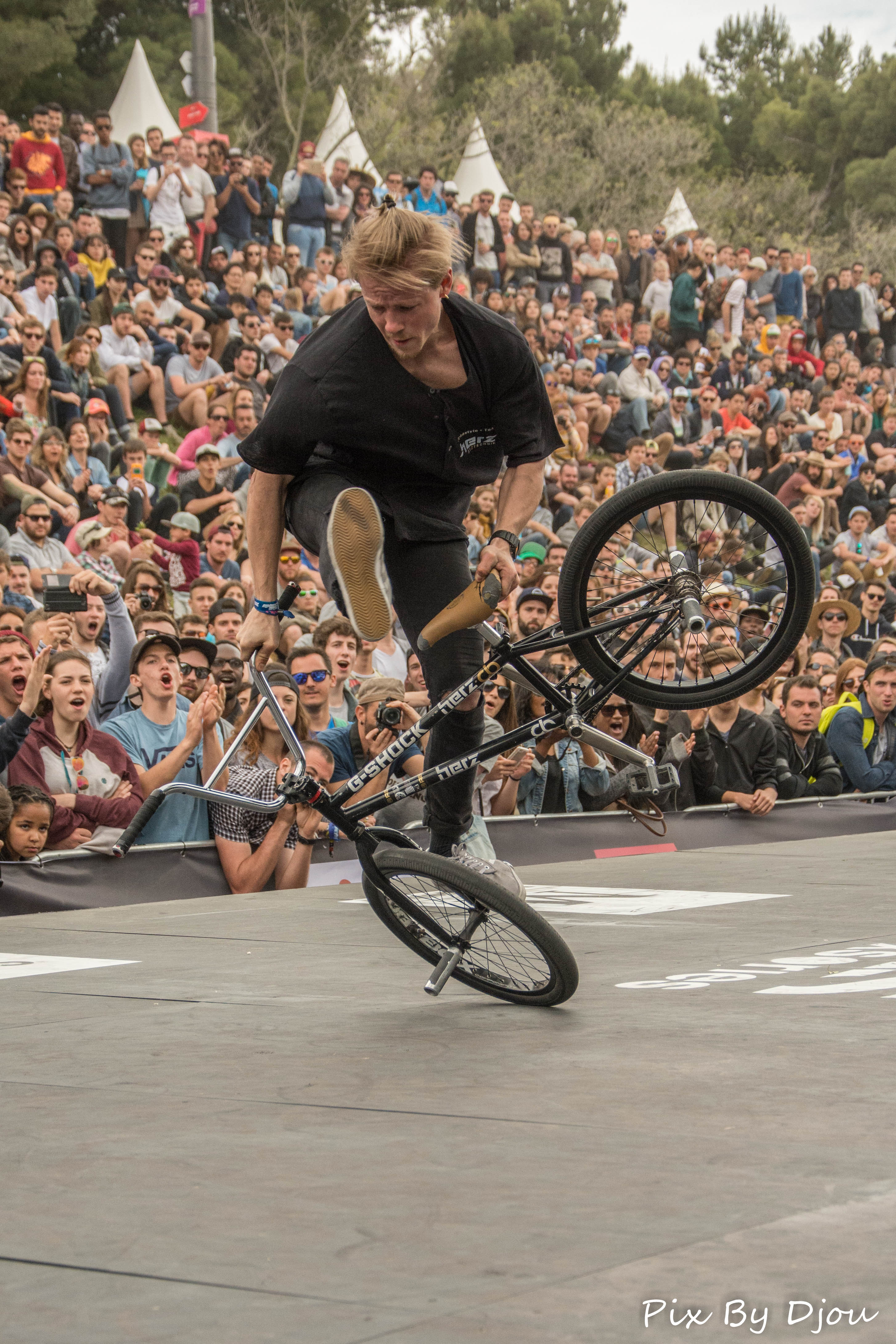
Chris Böhm (* 1983)

- Böhm, Christian (* 1957), deutscher Stadtplaner und Architekt
- Böhm, Christian Emil (* 1874), deutscher Architekt, Hochschullehrer und Schulaufsichts-Beamter
- Böhm, Christiane (* 1957), deutsche Politikerin (Die Linke), MdL
- Böhm, Christine (1954–1979), österreichische Schauspielerin
- Böhm, Claudius (* 1960), deutscher Bibliothekar
- Böhm, Cölestin († 1731), österreichischer katholischer Geistlicher, Abt von St. Georgenberg-Fiecht
- Böhm, Constantin (* 1991), deutscher Säbelfechter
- Böhm, Corbinian (* 1966), deutscher Bildhauer
- Böhm, Cornelius (* 1968), deutscher Jurist und Richter am Bundesgerichtshof
- Böhm, Corrado (1923–2017), italienischer theoretischer Informatiker und Computerpionier

##### Bohm, D
- Böhm, Dagobert (* 1959), deutscher Gitarrist und Musikproduzent
- Böhm, Daniel (* 1986), deutscher Biathlet
- Böhm, Daniel Elias (* 1986), deutscher Schauspieler und Sänger
- Böhm, Dave Gordon (* 1983), deutsches Model
- Bohm, David (1917–1992), US-amerikanischer Quantenphysiker und PhilosophDavid Bohm (1917–1992)

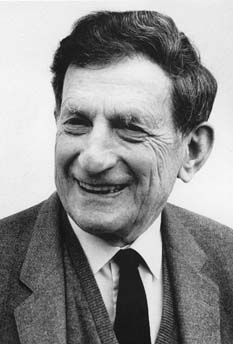
David Bohm (1917–1992)

- Böhm, Djamila (* 1994), deutsche Leichtathletin
- Böhm, Dominikus (1880–1955), deutscher Architekt und Hochschullehrer
- Bohm, Dorothy (1924–2023), britische Fotografin

##### Bohm, E
- Böhm, Edmund (1898–1965), deutscher Politiker (GB/BHE), MdL Bayern
- Böhm, Ehrtfried (1920–1976), deutscher Politiker (FDP), MdL
- Bøhm, Eilert (1900–1982), norwegischer Turner
- Böhm, Elisabeth (1921–2012), deutsche Architektin
- Böhm, Elisabeth (* 1969), österreichische Politikerin (SPÖ), Landtagsabgeordnete
- Böhm, Elisabeth (* 1994), deutsche Schauspielerin
- Böhm, Emil (1873–1958), deutscher Maler
- Böhm, Ernst (1890–1963), deutscher Gebrauchsgrafiker
- Böhm, Erwin (* 1940), österreichischer Pflegewissenschaftler
- Bohm, Ewald (1903–1980), deutscher Psychologe

##### Bohm, F
- Böhm, Fabian (* 1989), deutscher Handballspieler
- Böhm, Florian (* 1978), deutscher Schauspieler und Regisseur
- Böhm, Franz (1861–1915), deutscher Verwaltungsjurist und badischer Kultusminister
- Böhm, Franz (* 1882), tschechoslowakischer Politiker und Parlamentsabgeordneter
- Böhm, Franz (1895–1977), deutscher Politiker (CDU), MdB
- Böhm, Franz (1903–1946), deutscher Philosoph
- Böhm, Franz (* 1999), deutscher Regisseur und FilmproduzentFranz Böhm (* 1999)

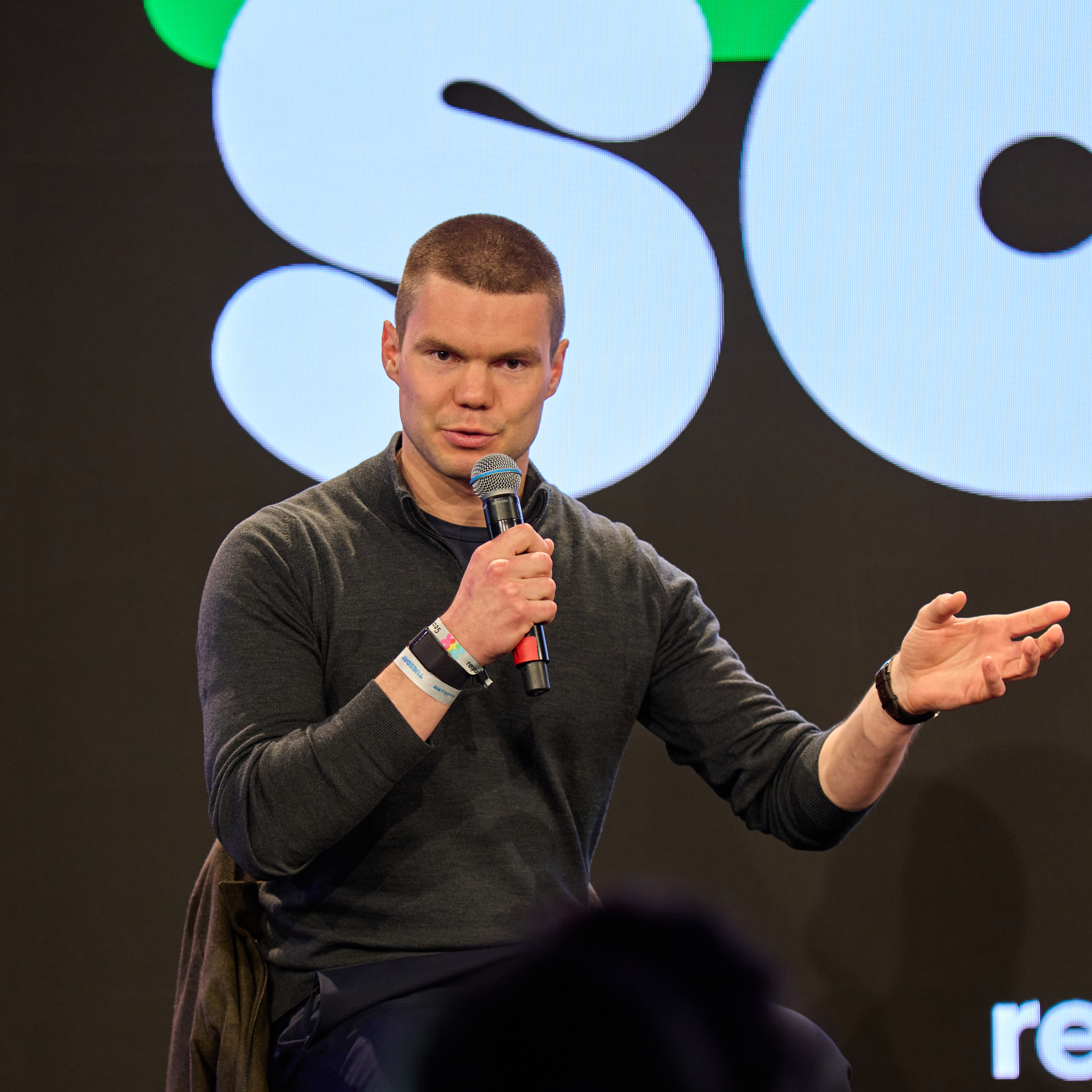
Franz Böhm (* 1999)

- Böhm, Franz Josef (1874–1938), österreichischer Kunstfotograf, Schauspieler, Theaterregisseur, Handschriftensammler, Literaturforscher und Buchautor
- Böhm, Franz Xaver (* 1960), österreichischer Unternehmer und Politiker (ÖVP), Abgeordneter zum Nationalrat
- Böhm, Franziska (* 1937), deutsche Mundartsprecherin und Heimatdichterin
- Böhm, Friedrich (1885–1965), deutscher Versicherungsmathematiker
- Böhm, Friedrich (1930–2013), deutscher Ingenieur und Hochschullehrer
- Böhm, Friedrich (* 1980), deutscher Regisseur und Filmproduzent
- Böhm, Fritz (1880–1943), deutscher Volkskundler und Gymnasiallehrer
- Böhm, Fritz (1920–2013), deutscher Gewerkschafter und Politiker (SPD), MdL, MdB

##### Bohm, G
- Böhm, Georg (1661–1733), deutscher Organist und Komponist des Barock
- Böhm, Georg (1789–1853), böhmischer Steinmetzmeister
- Böhm, Georg (1854–1913), deutscher Paläontologe und Geologe
- Böhm, Georg (1896–1947), Drogist und sudetendeutscher Politiker (SdP, NSDAP)
- Böhm, Georg (1918–1992), österreichischer Politiker (ÖVP), Landtagsabgeordneter im Burgenland
- Böhm, Georg (* 1923), deutscher Politiker (DBD)
- Böhm, Georg (* 1962), deutscher Tischtennisspieler
- Böhm, Georg Friedrich (1861–1922), deutscher Kartoffelzüchter
- Böhm, Gerhard (1920–1993), deutscher Politiker (SPD), MdA
- Böhm, Gerhard (1926–2015), deutscher Orgelbauer
- Böhm, Gerhard (1930–2023), deutscher Maler und Grafiker
- Böhm, Gerhard (1935–2020), österreichischer Politiker (ÖVP), Landtagsabgeordneter
- Böhm, Gerhard (* 1954), österreichischer Afrikanist
- Böhm, Gorgona (* 1948), slowenisch-österreichische Architektin und Designerin
- Böhm, Gottfried (1920–2021), deutscher Architekt und BildhauerGottfried Böhm (1920–2021)

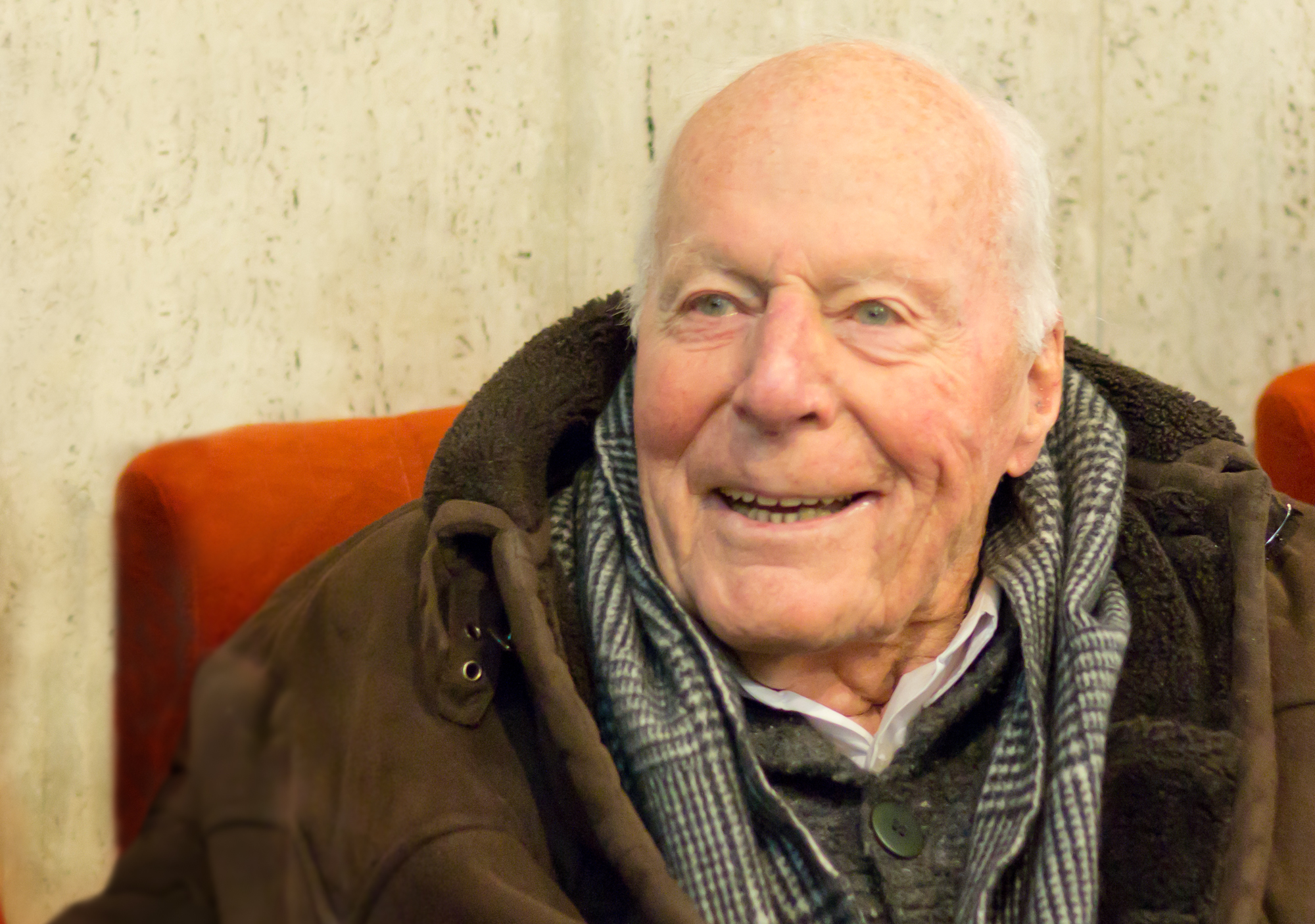
Gottfried Böhm (1920–2021)

- Böhm, Gottfried von (1845–1926), bayerischer Staatsrat, Ministerresident und Dichter
- Böhm, Gustav (1823–1878), ungarischer Dirigent, Dramaturg und Opernregisseur
- Böhm, Gustav (1827–1900), deutscher Politiker, MdR, Landtagsabgeordneter Großherzogtum Hessen
- Böhm, Gustav (1874–1944), bayrisch-schwäbischer Jurist und Schriftsteller
- Böhm, Gustav (* 1888), deutscher Verwaltungsjurist

##### Bohm, H
- Böhm, Hans († 1476), Prediger, „Pauker von Niklashausen“
- Böhm, Hans (1876–1946), deutscher Literaturwissenschaftler und Autor
- Böhm, Hans (1882–1955), deutscher Buchbinder und Politiker (SPD), MdL Rheinland-Pfalz
- Böhm, Hans (1899–1962), deutscher evangelischer Pfarrer, Widerstandskämpfer in der Zeit des Nationalsozialismus
- Böhm, Hans (1906–1974), deutscher Politiker (SPD), MdL und Gewerkschafter
- Böhm, Hans (1909–1999), deutscher Musikwissenschaftler, Musikkritiker und Publizist
- Böhm, Hans, deutscher Wirtschaftswissenschaftler
- Böhm, Hans Jörg (* 1938), deutscher Önologe und Weinbauunternehmer in Portugal
- Böhm, Hans Reiner (1941–2024), deutscher Ingenieur und Hochschullehrer für Umwelt- und Raumplanung
- Böhm, Hans-Joachim (* 1956), deutscher Chemiker
- Bohm, Hark (* 1939), deutscher Schauspieler, Regisseur und Drehbuchautor
- Böhm, Hartmut (1938–2021), deutscher Objektkünstler
- Böhm, Heinz (1907–1988), deutscher Maler, Grafiker und Trickfilmzeichner
- Böhm, Hella (1952–2016), deutsche Videokünstlerin
- Böhm, Hellfried (1942–2017), österreichischer Bildender Künstler, Fotograf und Autor
- Bohm, Helmuth (1873–1933), deutscher Offizier und Ritter des „Pour le Mérite“
- Böhm, Hermann (1916–1983), deutscher Motorradrennfahrer
- Böhm, Horst (1937–1990), deutscher Generalmajor im Ministerium für Staatssicherheit (MfS), SED-Funktionär
- Böhm, Hugo (1869–1935), deutscher Orgelbauer

##### Bohm, I
- Böhm, Irene (* 2004), deutsche Schauspielerin
- Böhm, Iris (* 1967), deutsche SchauspielerinIris Böhm (* 1967)

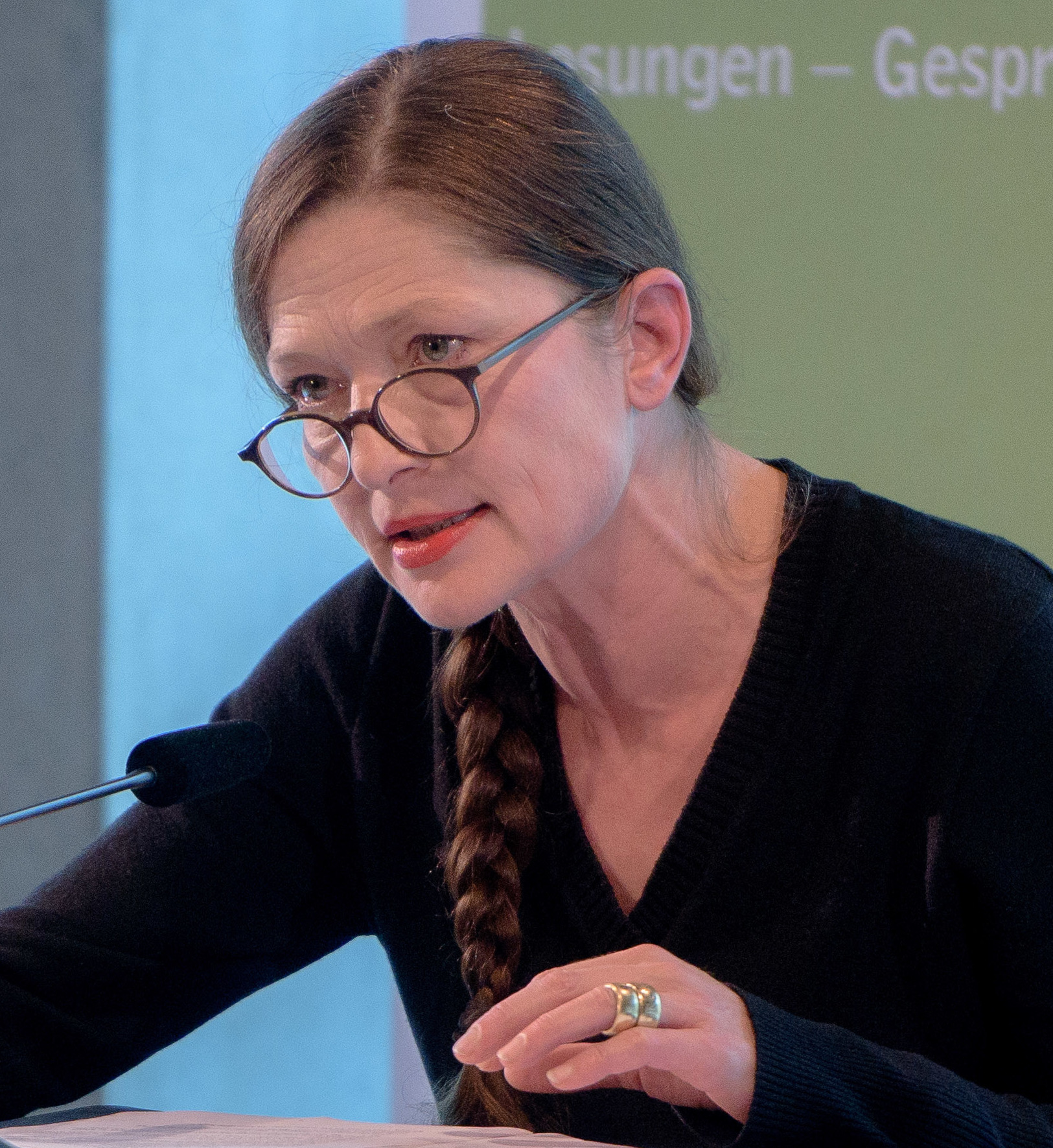
Iris Böhm (* 1967)

- Böhm, Ivan (* 1998), österreichischer Fußballspieler

##### Bohm, J
- Böhm, Jan (1888–1959), tschechoslowakischer Rosenzüchter
- Bohm, Joachim (* 1935), deutscher Kristallograph mit dem Forschungsschwerpunkt Kristallzüchtung
- Böhm, Joachim (1949–2002), deutscher Forscher auf dem Gebiet der Molekularbiologie
- Bohm, Joachim (* 1950), deutscher Politiker (CDU), MdA
- Böhm, Johann (1886–1959), österreichischer Gewerkschaftsfunktionär und Politiker (SPÖ)
- Böhm, Johann (1895–1952), böhmisch-deutscher Chemiker und Entdecker des Böhmits
- Böhm, Johann (* 1929), deutscher Historiker
- Böhm, Johann (* 1937), deutscher Politiker (CSU), MdL, Staatssekretär
- Böhm, Johann Christian (1678–1730), deutscher Baumeister, tätig in Hannover
- Böhm, Johann Heinrich (1708–1783), deutscher, portugiesischer und brasilianischer Offizier
- Böhm, Johann Heinrich (1740–1792), österreichischer Schauspieler, Sänger sowie Regisseur und Theaterdirektor
- Böhm, Johann Michael, deutscher Konzertmeister
- Böhm, Johann Philipp († 1749), deutscher reformierter Pfarrer
- Böhm, Johanna (1898–1967), Schweizer Schriftstellerin
- Böhm, Johannes († 1534), deutscher Humanist
- Böhm, Johannes (1857–1938), deutscher Paläontologe und Geologe
- Böhm, Johannes (1890–1957), deutscher Gewerkschafter und Politiker (SPD), MdL, MdB
- Böhm, Johannes (1925–2022), deutscher Mathematiker und Hochschullehrer
- Böhm, Johannes (* 1972), österreichischer Geodät, Hochschullehrer
- Böhm, Johannes Jakob (1760–1834), amerikanischer Landwirt, Müller und Gründer der Jim-Beam-Brennerei
- Böhm, Jörg (1979–2019), deutscher Journalist und Krimiautor
- Böhm, Josef (1841–1893), österreichischer Kirchenmusiker
- Böhm, Josef (1865–1929), deutscher Bankier und Politiker (BVP), MdR
- Böhm, Josef (1875–1964), österreichischer Kirchenmusiker
- Böhm, Josef (1887–1954), deutscher Politiker (SPD), MdBB
- Böhm, Josef (* 1960), deutscher Tischtennisspieler und Neurologe
- Böhm, Josef Georg (1807–1868), österreichischer Astronom und Mathematiker
- Böhm, Josef Julius (1907–1984), österreichischer Kirchenmusiker, Organist und Kapellmeister
- Böhm, Joseph (1795–1876), österreichischer Violinpädagoge
- Böhm, Joseph (1831–1893), österreichischer Botaniker
- Böhm, Joseph Daniel (1794–1865), Medailleur und Direktor der königlich-kaiserlichen Graveurakademie in Wien
- Böhm, Julia (* 1973), deutsche Journalistin und Fernsehmoderatorin
- Böhm, Julius (1851–1917), mährisch-österreichischer Kirchenmusiker, Organist und Kapellmeister
- Böhm, Jürgen (* 1965), deutscher Funktionär

##### Bohm, K
- Böhm, Karl (1885–1956), deutscher Ingenieur
- Böhm, Karl (1888–1969), deutscher Architekt
- Böhm, Karl (1894–1981), österreichisch-deutscher Dirigent
- Böhm, Karl Ewald (1913–1977), deutscher Schriftsteller und Leiter der Zensurbehörde der DDR
- Böhm, Karl-Heinz (1923–2014), deutscher Astronom
- Böhm, Karl-Walter (1938–2000), deutscher Opernsänger (Heldentenor)
- Böhm, Karlheinz (1920–1971), deutscher Politiker (SPD), MdL
- Böhm, Karlheinz (1928–2014), österreichischer Schauspieler, Gründer der Hilfsorganisation „Menschen für Menschen“Karlheinz Böhm (1928–2014)

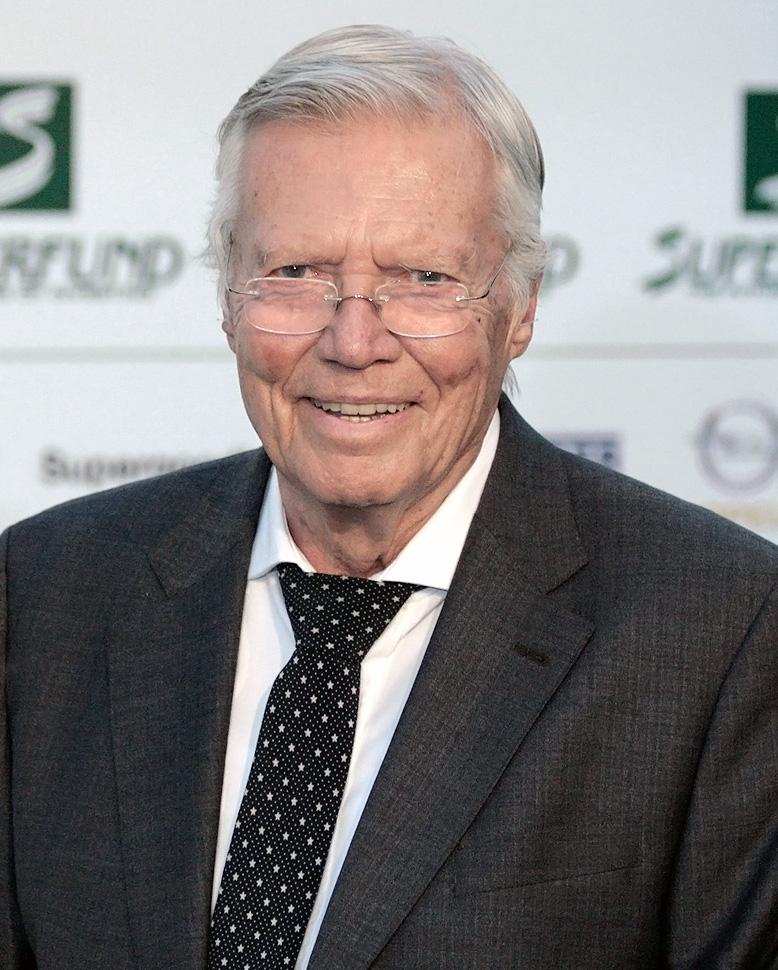
Karlheinz Böhm (1928–2014)

- Böhm, Katharina (* 1964), österreichische Schauspielerin
- Bohm, Kristin (* 1989), deutsche Schauspielerin
- Böhm, Kristina (* 1959), deutsche Schauspielerin

##### Bohm, L
- Böhm, Leonie (* 1982), deutsche Theaterregisseurin und Bildende Künstlerin
- Böhm, Leopold (1865–1933), österreichischer Jurist und Sänger
- Böhm, Leopold (1922–2007), österreichischer Unternehmer
- Böhm, Loni (1919–2011), deutsche Fürsorgerin und Politikerin (CDU), MdL
- Böhm, Lothar (* 1956), deutscher Fußballspieler
- Böhm, Louis, deutscher Zulieferer für Leder für Orgelbälge
- Böhm, Lucie (* 1974), österreichische Orientierungsläuferin
- Böhm, Ludwig Karl (* 1859), deutschamerikanischer Erfinder in der Elektroindustrie und der Chemieindustrie der USA

##### Bohm, M
- Böhm, Manfred (1940–2013), deutscher Physiker
- Böhm, Maria, österreichische Gerechte unter den Völkern
- Böhm, Maria Barbara (1763–1810), deutsche Schuhfabrikantin und Unternehmerin
- Bohm, Marielle (* 1981), deutsche Handballspielerin und -trainerin
- Böhm, Markus (* 1953), deutscher Informatiker und Maler
- Bohm, Marquard (1941–2006), deutscher Schauspieler
- Böhm, Martin (* 1964), deutscher Politiker (AfD), MdLMartin Böhm (* 1964)

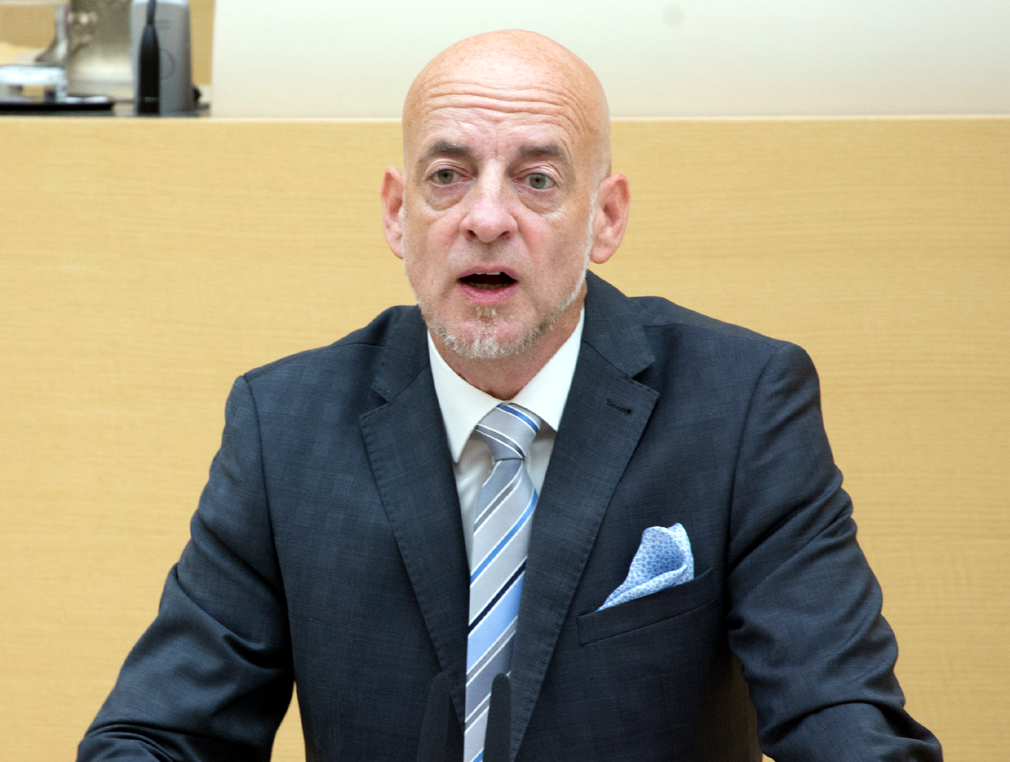
Martin Böhm (* 1964)

- Böhm, Martina (* 1965), deutsche evangelische Theologin
- Böhm, Mauritius Johann († 1809), ungarischer Hofbeamter in Buda
- Bohm, Max (1868–1923), US-amerikanischer Maler
- Böhm, Maxi (1916–1982), österreichischer Schauspieler und KabarettistMaxi Böhm (1916–1982)

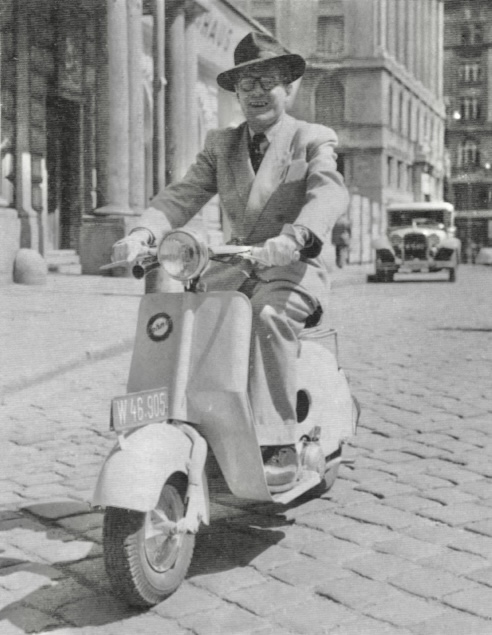
Maxi Böhm (1916–1982)

- Böhm, Melanie (* 1990), österreichische Schauspielerin, Sängerin und Tänzerin
- Böhm, Michael (* 1947), deutscher Autor von Kriminalromanen
- Böhm, Michael (* 1958), deutscher Kardiologe
- Böhm, Monika (* 1960), deutsche Rechtswissenschaftlerin und Hochschullehrerin

##### Bohm, N
- Böhm, Nicole (* 1974), deutsche Autorin
- Bohm, Nikki (* 1988), kroatisch-kanadische Schauspielerin und Filmschaffende
- Bohm, Ninon (* 1970), deutsche Schauspielerin

##### Bohm, O
- Böhm, Oskar (1916–2001), deutscher Politiker (SPD), MdL
- Böhm, Otto (1890–1964), deutscher SS-Hauptscharführer (KZ Sachsenhausen)

##### Bohm, P
- Böhm, Pál (1839–1905), ungarischer Maler
- Böhm, Paul (1891–1969), deutscher Orgelbauer
- Böhm, Paul (* 1959), deutscher Architekt
- Böhm, Peter (1943–2012), österreichischer Rechtswissenschafter und Politiker (FPÖ), Mitglied des Bundesrates
- Böhm, Peter (* 1950), deutscher Sachbuchautor und Journalist
- Böhm, Peter (* 1954), deutscher ArchitektPeter Böhm (* 1954)

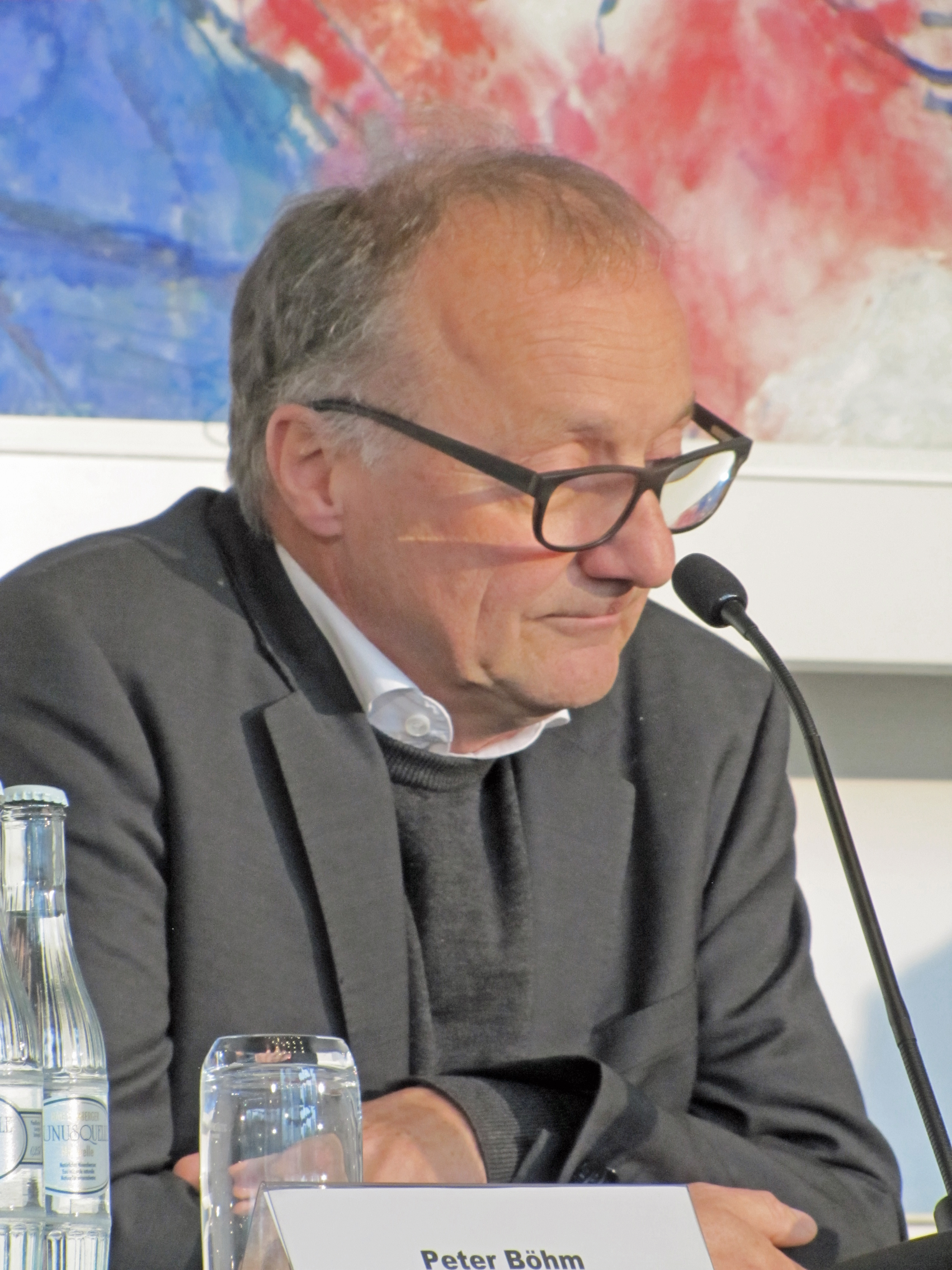
Peter Böhm (* 1954)

- Böhm, Peter (* 1958), deutscher Politiker (SED, FDJ), MdV
- Böhm, Peter P. (1934–2015), deutscher Rechtswissenschaftler und Bibliothekar
- Böhm, Phillip (* 2002), deutscher Fußballtorwart

##### Bohm, R
- Böhm, Rainer (1928–2022), deutscher Physiker und Entwickler
- Böhm, Rainer (1952–2013), deutscher Komponist
- Böhm, Rainer (* 1977), deutscher Jazzpianist und Komponist
- Böhm, Reinhard (1948–2012), österreichischer Meteorologe und Klimaforscher
- Böhm, Reinhold (1929–2004), deutscher Heimatforscher
- Böhm, Reinhold (1940–2017), deutscher Radrennfahrer und Radsportfunktionär
- Böhm, Richard (1854–1884), deutscher Zoologe und Entdecker
- Böhm, Robert (* 1983), deutscher Soziologe
- Böhm, Robert (* 1988), deutscher Fußballtorhüter
- Böhm, Rolf, deutscher Kartograph und Kommunalpolitiker (CDU)
- Böhm, Roswitha (* 1966), deutsche Romanistin
- Böhm, Rudolf (1895–1966), deutscher Orgelbauer
- Böhm, Rudolf (1913–1995), deutscher Jurist und Politiker (GB/BHE), MdL
- Böhm, Rudolf (* 1917), deutscher Schriftsteller und Drehbuchautor
- Böhm, Rudolf (1935–2013), deutscher Anglist, Literaturwissenschaftler und Hochschullehrer
- Böhm, Rudolf (* 1941), deutscher Bildhauer und Kunstschmied

##### Bohm, S
- Böhm, Sebastian (* 1972), deutscher Maler und Objektkünstler
- Böhm, Siegfried (1921–2016), deutscher Konstrukteur
- Böhm, Siegfried (1928–1980), deutscher Politiker (SED), MdV, Minister der Finanzen
- Böhm, Sonja (* 1978), deutsche Juristin, Richterin am Bundesgerichtshof
- Böhm, Stephan (* 1950), deutscher Architekt
- Böhm, Stephan (* 1969), deutscher Wirtschaftsingenieur und Hochschullehrer an der Hochschule RheinMain
- Böhm, Stephan (* 1978), deutscher Ökonom
- Böhm, Stephanie (* 1958), deutsche Klassische Archäologin
- Böhm, Susanne (* 1977), deutsche Journalistin und Fernsehmoderatorin
- Böhm, Suse (1920–1986), deutsche Tänzerin, Tanzlehrerin und Theaterschauspielerin

##### Bohm, T
- Böhm, Tatjana (* 1954), deutsche Politikerin (SED), Mitbegründerin des Unabhängigen Frauenverbandes (UFV) und Ministerin ohne Geschäftsbereich der DDR
- Böhm, Theobald (1794–1881), deutscher Flötist und Flötenbaumeister
- Böhm, Thomas (* 1954), deutscher Journalist, Autor
- Böhm, Thomas (* 1955), deutscher Pädagoge und Autor
- Böhm, Thomas (* 1964), deutscher römisch-katholischer Theologe
- Böhm, Thomas (* 1968), deutscher Autor, Literaturvermittler und Moderator
- Böhm, Toni (1949–2006), österreichischer Volksschauspieler

##### Bohm, U
- Bohm, Uwe (1962–2022), deutscher SchauspielerUwe Bohm (1962–2022)

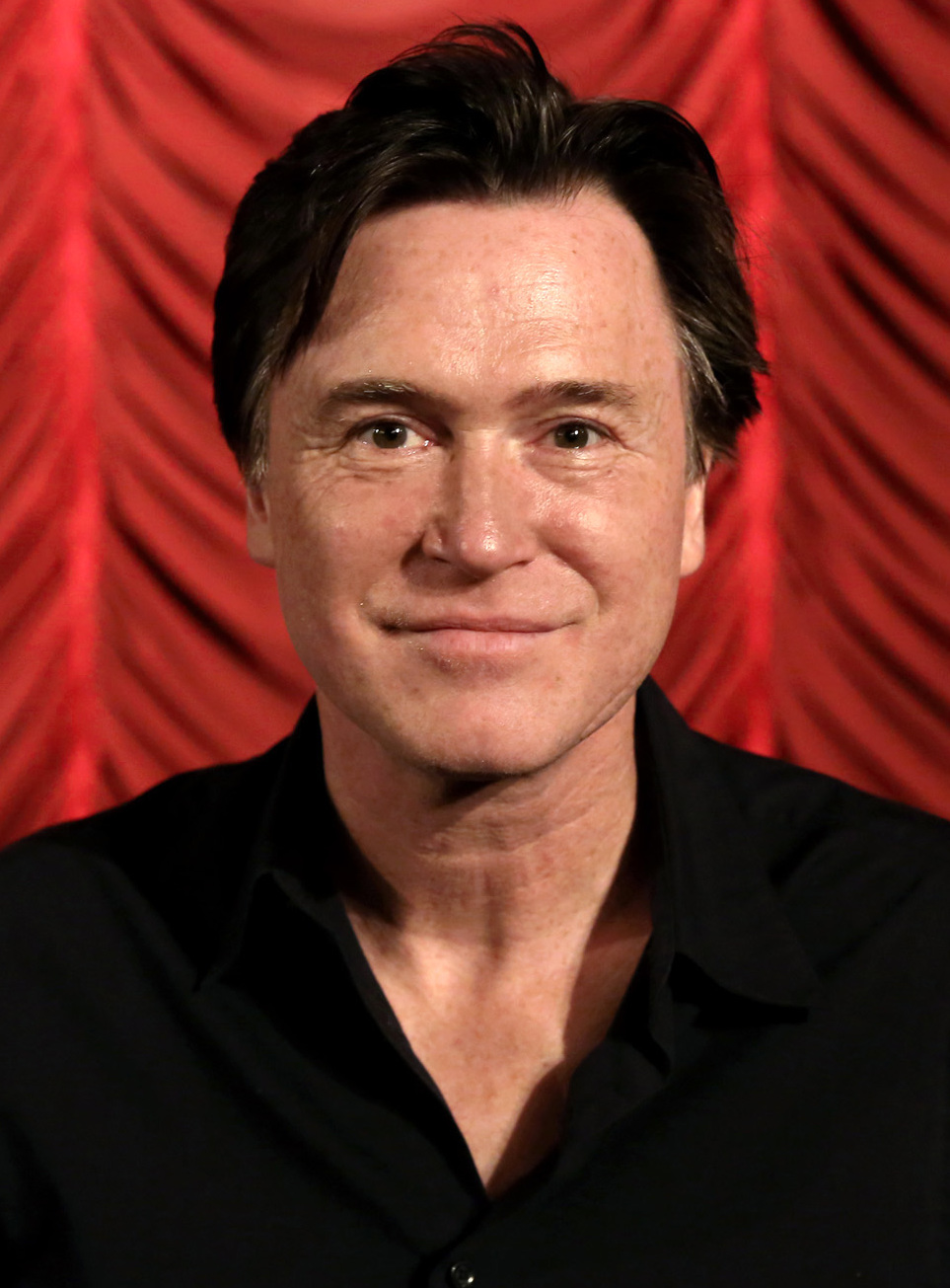
Uwe Bohm (1962–2022)

##### Bohm, V
- Böhm, Viktor (1926–2014), österreichischer Germanist
- Böhm, Volkmar (1938–2007), deutscher Sänger

##### Bohm, W
- Bohm, Waldtraut (1890–1969), deutsche Prähistorikerin
- Bohm, Walter (* 1892), deutscher Jurist und Landwirt
- Böhm, Walter (1906–2003), deutscher Kabarettist
- Böhm, Walther (* 1877), deutscher Pfarrer und Politiker (Vereinigung der Fischer, Räucherer, des Kleingewerbes und der Handwerker)
- Böhm, Werner (1941–2020), deutscher Sänger und Musiker
- Böhm, Werner-Hans (* 1940), deutscher Verwaltungsjurist
- Böhm, Wilfried (* 1934), deutscher Volkswirt und Politiker (CDU), MdL, MdB
- Böhm, Wilhelm (1877–1957), deutscher Germanist und Hochschullehrer
- Böhm, Winfried (* 1937), deutscher Pädagoge und Hochschullehrer
- Böhm, Wolfgang (1936–2022), deutscher Agrarwissenschaftler und Wissenschaftshistoriker
- Böhm, Wolfgang (* 1942), deutscher Politiker (FDP)
- Böhm, Wolfgang (* 1946), österreichischer Maler und Grafiker
- Böhm, Wolfgang (* 1949), deutscher Architekt, Städteplaner und Hochschullehrer
- Böhm, Wolfgang (* 1963), österreichischer Autor und Journalist

#### Bohm-

##### Bohm-D
- Bohm-Duchen, Monica (* 1957), britische Kunsthistorikerin

##### Bohm-E
- Böhm-Ermolli, Eduard von (1856–1941), österreichischer Feldmarschall und Heerführer im Ersten WeltkriegEduard von Böhm-Ermolli (1856–1941)

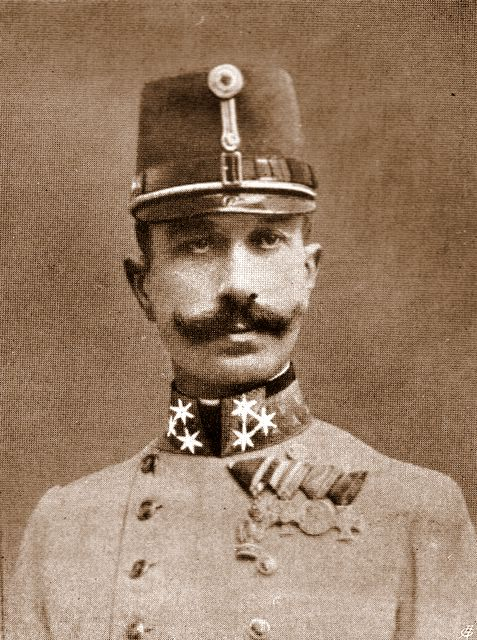
Eduard von Böhm-Ermolli (1856–1941)

##### Bohm-H
- Böhm-Hennes, Karl (1891–1914), deutscher Skisportler

##### Bohm-O
- Böhm-Osterrieth, Franz Joseph (1798–1874), deutscher Kaufmann und Abgeordneter

##### Bohm-V
- Böhm-Vitense, Erika (1923–2017), deutsch-amerikanische Astronomin

#### Bohma
- Bohman, Anders (* 1965), schwedischer Kameramann
- Bohman, Gösta (1911–1997), schwedischer Politiker, Mitglied des Riksdag und Finanzminister
- Bohman, Luděk (* 1946), tschechoslowakischer Sprinter
- Bohmann, Alfred (1906–1983), deutscher Journalist, Autor und Statistiker
- Böhmann, Boris (* 1964), deutscher Domkapellmeister und Chorleiter
- Bohmann, Christin, deutsche Journalistin
- Böhmann, Holger (* 1966), deutscher Jurist
- Bohmann, Inge, deutsche Filmeditorin
- Bohmann, Karl (1909–1999), österreichischer Motorradrennfahrer

#### Bohmb
- Bohmbach, Andy (* 1987), US-amerikanischer Eishockeyspieler
- Bohmbach, Jürgen (* 1944), deutscher Historiker

#### Bohmc
- Böhmcker, Hans (1899–1942), nationalsozialistischer Senator der Hansestadt Lübeck
- Böhmcker, Heinrich (1896–1944), deutscher Politiker (NSDAP)Heinrich Böhmcker (1896–1944)

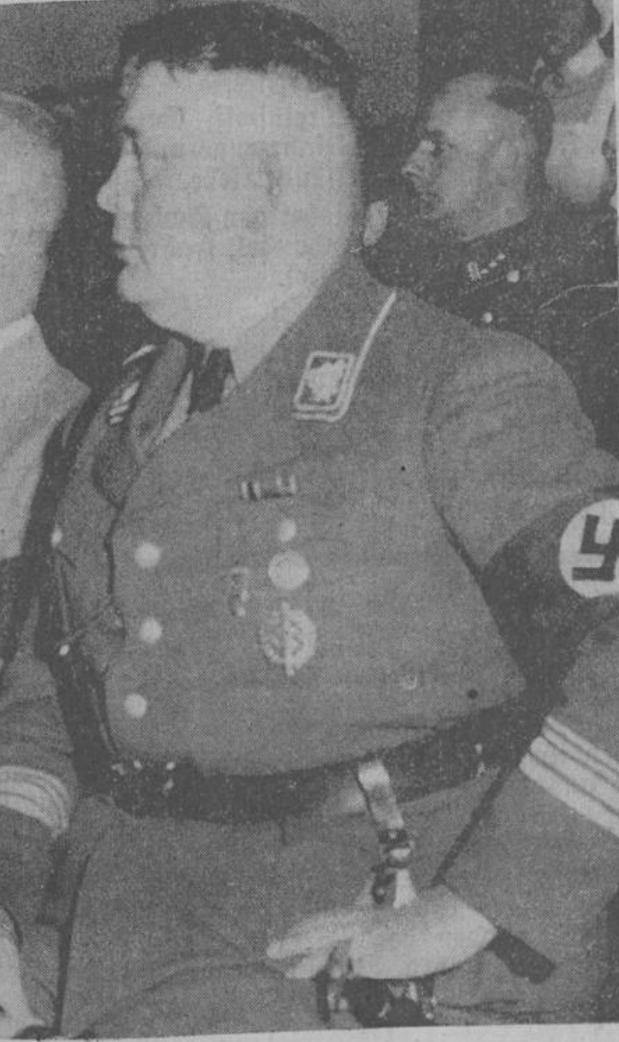
Heinrich Böhmcker (1896–1944)

- Böhmcker, Wulf (1929–2024), deutscher Forstmann, Berater und Waldbesitzer

#### Bohmd
- Böhmdorfer, Dieter (* 1943), österreichischer Rechtsanwalt und Politiker, Abgeordneter zum Nationalrat, Justizminister

#### Bohme
- Böhme, Albert von (1804–1886), deutscher Opernsänger (Tenor) und Gesangspädagoge
- Böhme, Andy (* 1970), deutscher Skeletonpilot
- Böhme, Anna-Marie, Schauspielerin
- Böhme, Arthur (1878–1962), deutscher Mediziner
- Böhme, Baldur (1932–2008), deutscher Komponist, Violinist, Dirigent
- Böhme, Carl (1842–1904), deutscher Jurist und liberaler Politiker, MdR, MdL (Königreich Sachsen)
- Böhme, Carl Gotthelf (1785–1855), deutscher Musikverleger, Musikalienhändler und Tabakfabrikant
- Böhme, Catharina (* 1976), deutsche Medizinerin, Biochemikerin und die Stabschefin der Weltgesundheitsorganisation
- Böhme, Cathrin (* 1964), deutsche Journalistin und FernsehmoderatorinCathrin Böhme (* 1964)

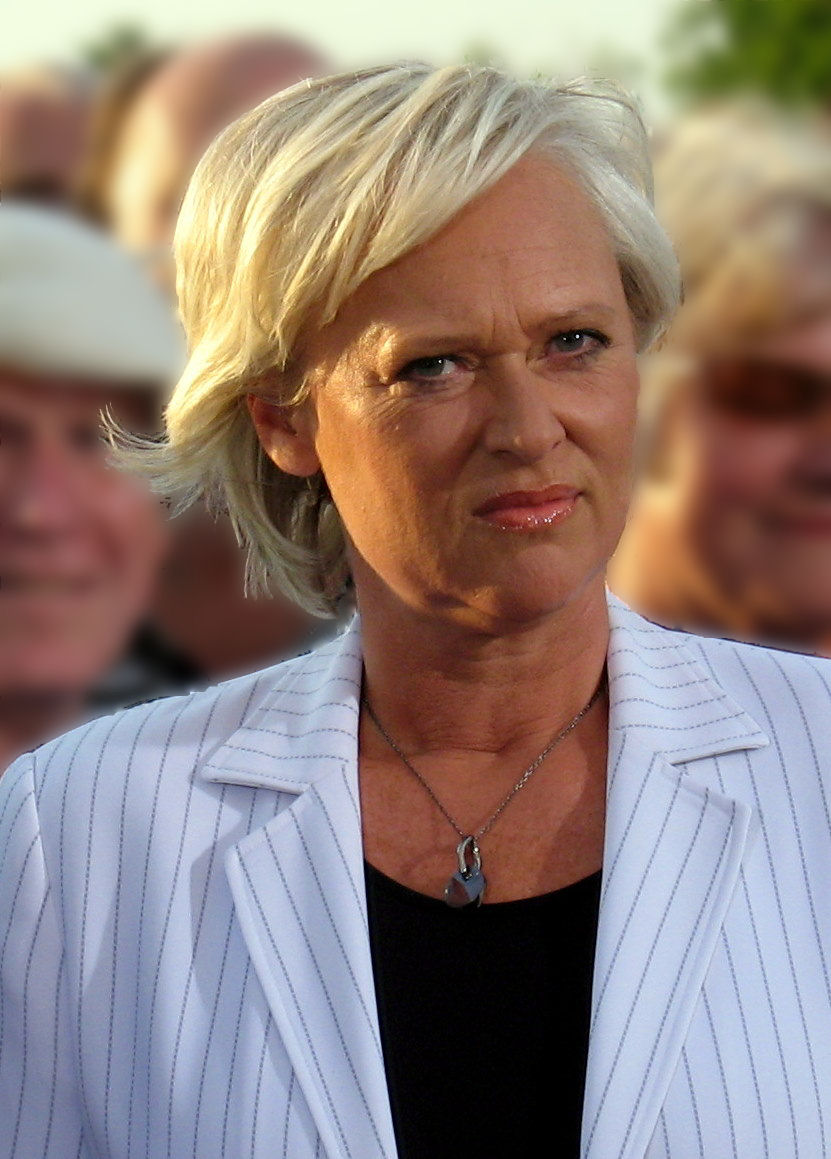
Cathrin Böhme (* 1964)

- Böhme, Christa (1940–1991), deutsche Malerin
- Böhme, Curt (1889–1968), deutscher Politiker, MdV; Oberbürgermeister von Gera
- Böhme, Detlef (* 1963), deutscher Handballspieler
- Böhme, Emil (1873–1930), Politiker (SPD)
- Böhme, Emil Paul (1838–1894), deutscher Baustoffkundler
- Böhme, Emilio (1877–1921), deutscher Landrat vom Kreis Tondern (1914–1921) in Schleswig
- Böhme, Erdmann Werner (1906–1992), deutscher Verkehrs- und Musikwissenschaftler
- Böhme, Erich (1863–1943), deutscher Generalleutnant, SA-Führer
- Böhme, Erich (1925–2001), deutscher Architekt und Bauingenieur
- Böhme, Erich (1930–2009), deutscher Journalist und FernsehmoderatorErich Böhme (1930–2009)

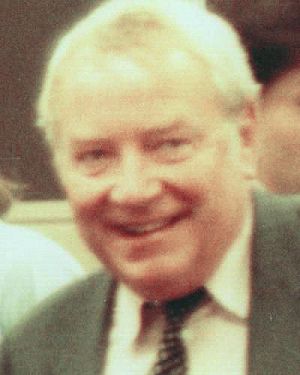
Erich Böhme (1930–2009)

- Böhme, Ernst (1862–1941), deutscher evangelischer Geistlicher und Kirchenlieddichter
- Böhme, Ernst (1871–1901), deutscher protestantischer Theologe
- Böhme, Ernst (1892–1968), deutscher Politiker (SPD), MdL und Oberbürgermeister der Stadt Braunschweig
- Böhme, Ernst (* 1956), deutscher Historiker, Archivar, Museumsleiter und Autor
- Böhme, Erwin (1879–1917), deutscher Jagdflieger im Ersten Weltkrieg
- Böhme, Franz (1885–1947), österreichischer Offizier und General der Gebirgstruppe der deutschen Wehrmacht
- Böhme, Franz Fürchtegott (1856–1932), deutscher Jurist und Politiker
- Böhme, Franz Magnus (1827–1898), deutscher Hochschullehrer, Komponist, Volksliedforscher und -sammler
- Böhme, Friedrich (1898–1975), deutscher Maler und Bildhauer
- Böhme, Friedrich (1899–1984), deutscher Kapitän zur See der Kriegsmarine
- Böhme, Fritz (1881–1952), deutscher Tanzpublizist
- Böhme, Fritz (1948–2013), deutscher Bildhauer
- Böhme, Georg (1864–1936), deutscher Jurist und höherer sächsischer Staatsbeamter
- Böhme, Georg (1926–2016), deutscher Verwaltungsbeamter und Politiker (CDU), MdB
- Böhme, Gerd (1899–1978), deutscher Maler
- Böhme, Gernot (1937–2022), deutscher PhilosophGernot Böhme (1937–2022)

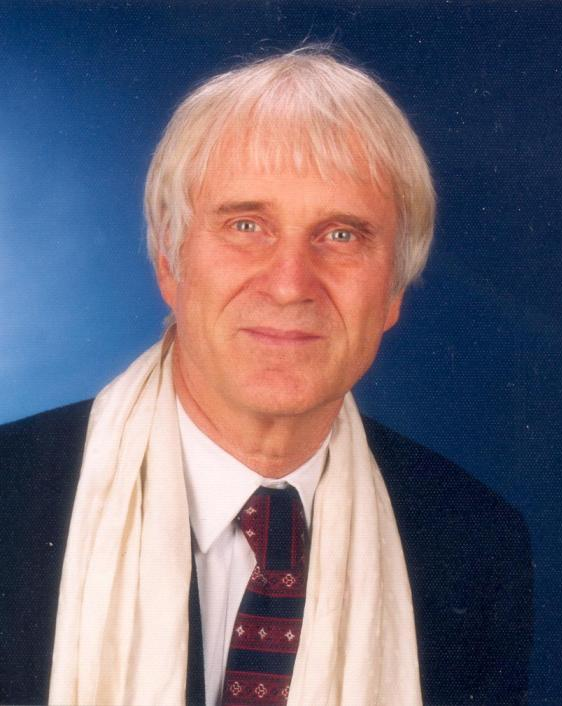
Gernot Böhme (1937–2022)

- Böhme, Gert (1930–1994), deutscher Mathematiker und Logiker
- Böhme, Günter (1925–2006), deutscher Politiker (CDU), MdB, Manager
- Böhme, Gunter (* 1939), deutscher Fußballtrainer
- Böhme, Günter (* 1940), deutscher Maler und Grafiker
- Böhme, Günter (* 1943), deutscher Politiker (SED) und Funktionär, MdV
- Böhme, Günther (1923–2016), deutscher Philosoph
- Böhme, Hans (1905–1982), deutscher Landschaftsmaler, Radierer und Zeichner
- Böhme, Hans-Joachim (1909–1968), deutscher SS-Standartenführer und Kommandeur der Sicherheitspolizei
- Böhme, Hans-Joachim (1929–2012), deutscher Politiker (SED), MdV
- Böhme, Hans-Joachim (1931–1995), deutscher Politiker (SED), Minister für Hoch- und Fachschulwesen der DDR
- Böhme, Hartmut (* 1944), deutscher Kultur- und Literaturwissenschaftler
- Böhme, Heinz (* 1929), deutscher Generalmajor der Luftstreitkräfte der Nationalen Volksarmee
- Böhme, Heinz R. (* 1932), deutsch-österreichischer Mediziner und Sammler
- Böhme, Heinz-Jürgen (* 1952), deutscher Künstler, Bühnenbildner, Ausstellungsgestalter, Autor und Publizist
- Böhme, Helmut (1902–1945), deutscher Politiker (NSDAP), MdR
- Böhme, Helmut (1929–2015), deutscher Agrarwissenschaftler und Genetiker
- Böhme, Helmut (1936–2012), deutscher Historiker; Präsident der TU Darmstadt (1971–1995)
- Böhme, Herbert (1879–1971), deutscher evangelischer Theologe
- Böhme, Herbert (1907–1990), deutscher Politiker (SPD), Mitglied der Stadtverordnetenversammlung von Groß-Berlin
- Böhme, Herbert (1907–1971), nationalsozialistischer Dichter und Lyriker
- Böhme, Herbert A. E. (1897–1984), deutscher Schauspieler
- Böhme, Hildegard (1884–1943), deutsche Lehrerin und Provinzialfürsorgerin
- Böhme, Hildegard (1907–1993), deutsche Malerin
- Böhme, Holger (* 1959), deutscher Basketballspieler
- Böhme, Holger (* 1965), deutscher Autor, Hörspiel- und Theaterregisseur
- Böhme, Horst (1908–1996), deutscher Chemiker
- Böhme, Horst (1909–1945), deutscher SS-Oberführer
- Böhme, Horst Wolfgang (* 1940), deutscher Archäologe
- Böhme, Ibrahim (1944–1999), deutscher Politiker (SdP, SPD), MdV
- Böhme, Jakob (1575–1624), Schuhmacher, Mystiker, NaturphilosophJakob Böhme (1575–1624)

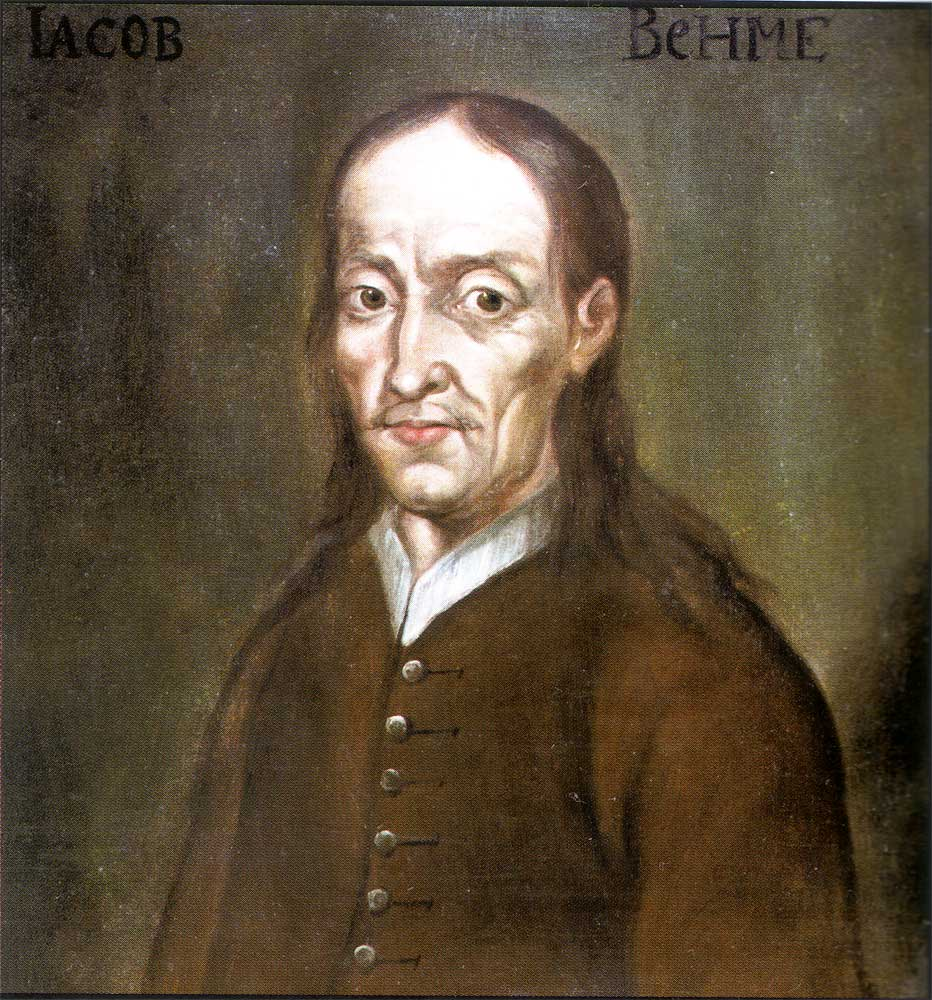
Jakob Böhme (1575–1624)

- Böhme, Jenny (* 1983), deutsche Unternehmerin, Autorin und Foodbloggerin
- Böhme, Johann (1595–1667), deutscher Bildhauer
- Böhme, Johann Georg (1730–1804), deutscher Kaufmann und Bürgermeister der Hansestadt Lübeck
- Böhme, Johann Gottlob (1717–1780), deutscher Historiker
- Böhme, Johann Hinrich († 1701), deutscher Landbaumeister in Schleswig
- Böhme, Johann Michael Gottlob (1772–1850), deutscher Orgelbauer
- Böhme, Jörg (* 1974), deutscher Fußballspieler und -trainer
- Böhme, Jürgen (* 1955), deutscher Kirchenmusiker und Dirigent
- Böhme, Karl (1877–1940), deutscher Politiker (DDP), MdR und Bauernfunktionär
- Böhme, Karl (1914–1943), Widerstandskämpfer gegen den Nationalsozialismus
- Böhme, Karl Ludwig (1803–1869), deutscher Verwaltungsbeamter und Parlamentarier
- Böhme, Klaus (1948–2010), deutscher Historiker und Behördenleiter
- Böhme, Kurt (1908–1989), deutscher Opernsänger (Bass)
- Böhme, Kurt (1913–1991), 1. Sekretär der SED-Gebietsleitung Wismut, Militärattaché der DDR
- Böhme, Lia (* 2005), deutsche Skispringerin
- Böhme, Lothar (* 1938), deutscher Maler
- Böhme, Ludwig (* 1979), deutscher Sänger (Bariton) und Chordirigent
- Böhme, Madelaine (* 1967), deutsche Geowissenschaftlerin, Paläontologin und Hochschullehrerin
- Böhme, Marco (* 1990), deutscher Politiker (Die Linke), MdL
- Böhme, Marcus (* 1985), deutscher Volleyball-Nationalspieler
- Böhme, Margarete (1867–1939), deutsche Schriftstellerin
- Böhme, Maria (* 1956), deutsche Schauspielerin und Synchronsprecherin
- Böhme, Marita (* 1939), deutsche Schauspielerin und MusicaldarstellerinMarita Böhme (* 1939)

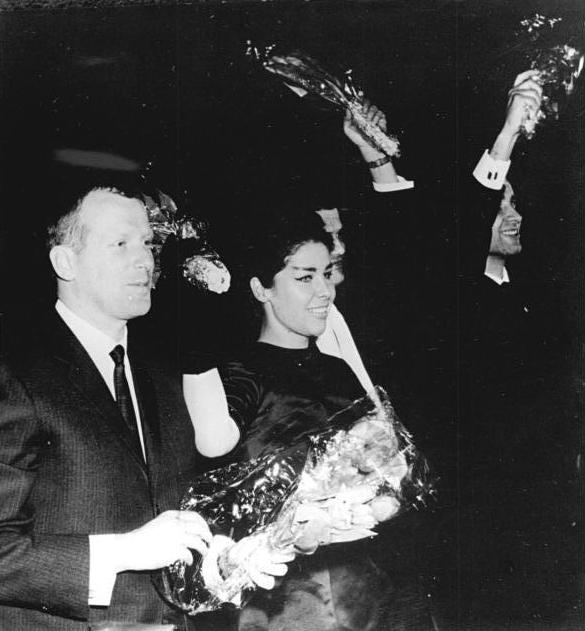
Marita Böhme (* 1939)

- Böhme, Martin Heinrich (1676–1725), preußischer Hofbaumeister
- Böhme, Matthias (* 1987), deutscher Volleyballspieler
- Böhme, Max (1870–1925), deutscher Architekt und Baubeamter
- Böhme, Michael (* 1943), deutscher Maler
- Böhme, Olaf (1953–2019), deutscher Kabarettist und SchauspielerOlaf Böhme (1953–2019)

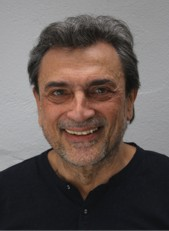
Olaf Böhme (1953–2019)

- Böhme, Oskar (1870–1938), deutsch-russischer Trompeter und Komponist
- Böhme, Otto (1860–1952), deutscher Brauereiunternehmer
- Böhme, Otto (1876–1956), deutscher Verwaltungsjurist
- Böhme, Peter (* 1936), deutscher Ingenieur und ehemaliger Hochschullehrer
- Böhme, Peter (1942–1962), deutsches Todesopfer der Berliner Mauer
- Böhme, Rainer (* 1943), deutscher Militärwissenschaftler
- Böhme, Ralf (* 1956), deutscher Grafiker und Karikaturist
- Böhme, Ralf (* 1963), deutscher Musikproduzent und Komponist
- Böhme, Ralf (* 1972), deutscher Handballspieler und -trainer
- Böhme, Ralf (* 1973), deutscher Politiker (BSW)
- Böhme, Reinhold (1944–2000), deutscher Mathematiker
- Böhme, Richard Theodor (1808–1898), deutscher Lehrer und Schulrektor
- Böhme, Rolf (1934–2019), deutscher Jurist und Politiker (SPD), MdB
- Böhme, Rudolf (* 1887), deutscher Jurist, Amtshauptmann und Landrat
- Böhme, Simone (* 1991), dänische Handballspielerin
- Böhme, Theodor (1898–1980), deutscher Unternehmer und Politiker
- Böhme, Thomas (* 1955), deutscher Schriftsteller
- Böhme, Timo (* 1963), deutscher Agraringenieur und Politiker (AfD)
- Böhme, Traugott (1884–1954), deutscher Pädagoge
- Böhme, Ullrich (* 1956), deutscher Organist
- Böhme, Ulrich (* 1936), deutscher Architekt, Produktdesigner und Münzgestalter
- Böhme, Ulrich (1939–1996), deutscher Pädagoge und Politiker (SPD), MdB
- Böhme, Uwe (* 1962), deutscher Chemiker und Buchautor
- Böhme, Volkmar (* 1944), deutscher Gewerkschafter (FDGB)
- Böhme, Walter (* 1919), deutscher Fußballspieler
- Böhme, Werner (1902–1973), deutscher Mediziner und Hochschullehrer
- Böhme, Wilhelm-Rüdiger (* 1939), deutscher Leichtathlet
- Böhme, Wolfgang (1919–2010), evangelischer Theologe, Seelsorger und Autor
- Böhme, Wolfgang (1926–2004), deutscher Zahnarzt
- Böhme, Wolfgang (1926–2012), deutscher Meteorologe
- Böhme, Wolfgang (* 1944), deutscher Herpetologe
- Böhme, Wolfgang (* 1949), deutscher Handballspieler und -trainer
- Böhme, Wolfram (1937–2011), deutscher Lyriker und erzgebirgischer Mundartdichter
- Böhme, Yann (* 1997), deutscher Volleyballspieler
- Böhme-Burkhardt, Hilde (1915–1963), deutsche Malerin und Grafikerin
- Böhme-Dürr, Karin (1949–2004), deutsche Kommunikations- und Medienwissenschaftlerin
- Böhme-Kuby, Susanna (* 1947), deutsche Literaturwissenschaftlerin, Publizistin und Autorin
- Böhmecke, Martin (1891–1958), Abgeordneter des Provinziallandtages Hessen-Nassau
- Bohmeier, Bernd (* 1943), deutscher Maler und Schriftsteller
- Bohmeier, Bernhard (1916–1982), deutscher Politiker und Landrat
- Böhmelt, Harald (1900–1982), deutscher Kapellmeister und Komponist
- Böhmelt, Viola, deutsche Schauspielerin und Synchronsprecherin
- Böhmer Camacho, Bruno (* 1985), deutsch-kolumbianischer Jazzmusiker (Piano, Komposition)
- Böhmer, Anton (1562–1614), Bürgermeister von Bautzen
- Böhmer, August (1860–1945), deutscher Verwaltungsjurist und Staatsrat im Fürstentum Lippe
- Böhmer, Auguste (1785–1800), Tochter der Schriftstellerin Caroline Schelling aus erster Ehe
- Böhmer, Ben (* 1994), deutscher DJ, Musikproduzent und KomponistBen Böhmer (* 1994)

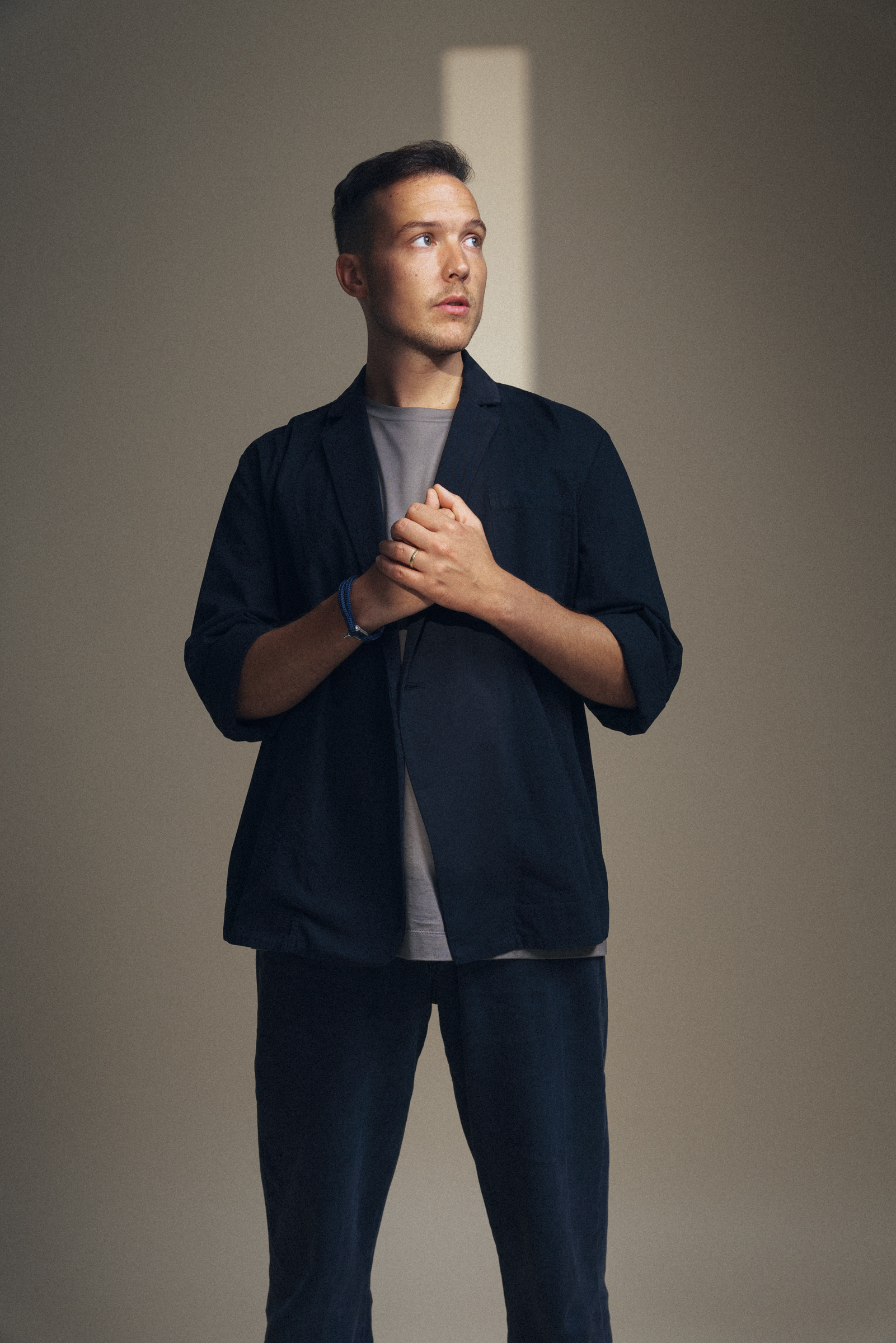
Ben Böhmer (* 1994)

- Böhmer, Bernhard A. (1892–1945), deutscher Bildhauer, Maler und Kunsthändler
- Böhmer, Carl (1799–1884), deutscher Violinist, Komponist und Musikpädagoge
- Böhmer, Carl Engelbert (1884–1960), deutscher Politiker, Oberbürgermeister von Gelsenkirchen
- Böhmer, Christian (* 1984), deutscher Graffiti-, Streetart- und Urban-Art-Künstler
- Böhmer, Curt (* 1880), deutscher Bühnenschriftsteller
- Böhmer, Daniel-Dylan (* 1975), deutscher Journalist und Redakteur
- Böhmer, Eduard (1827–1906), deutscher Romanist und Theologe
- Böhmer, Eduard (1829–1872), deutscher Politiker, MdR
- Böhmer, Ekkehard (1929–2014), deutscher Fernsehshowregisseur
- Böhmer, Emil (1879–1957), deutscher Landrat
- Böhmer, Emil (1889–1981), deutscher Reichsgerichtsrat und Senatspräsident am Oberlandesgericht Stuttgart
- Böhmer, Emma (1861–1943), deutsche Schriftstellerin
- Böhmer, Fritz (1899–1973), deutscher Politiker der CDU
- Böhmer, Georg Friedrich von (1739–1797), deutscher Diplomat im Dienste Preußens
- Böhmer, Georg Ludwig (1715–1797), deutscher Rechtswissenschaftler
- Böhmer, Georg Rudolf (1723–1803), deutscher Mediziner und Botaniker
- Böhmer, Georg Wilhelm (1761–1839), deutscher Theologe und Kirchenrechtsgelehrter
- Böhmer, Gerhard (* 1879), deutscher Agrarwissenschaftler
- Böhmer, Gerhard (1895–1978), deutscher Schriftsteller
- Böhmer, Gerhard (* 1958), deutscher Rennrodler
- Böhmer, Gunter (1911–1986), deutsch-schweizerischer Maler, Zeichner und Buch-IllustratorGunter Böhmer (1911–1986)

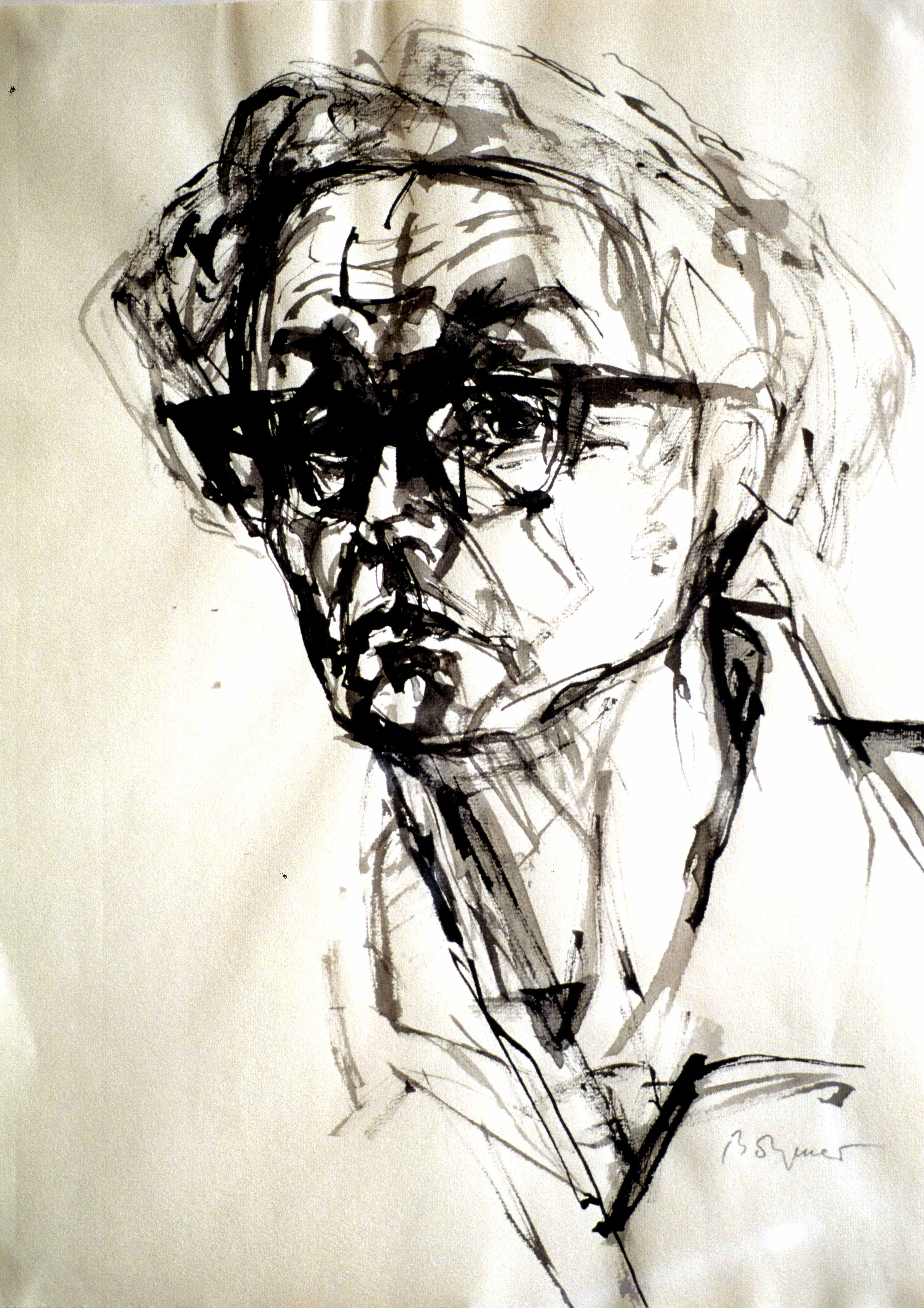
Gunter Böhmer (1911–1986)

- Böhmer, Gustav (1822–1893), preußischer Generalleutnant
- Böhmer, Hans Jürgen (* 1967), deutscher Hochschullehrer, Geobotaniker, Ökologe
- Böhmer, Heiner (* 1962), deutscher Romanist
- Böhmer, Heinrich (1852–1930), deutscher Landschaftsmaler der Düsseldorfer Schule
- Böhmer, Heinrich (1869–1927), deutscher lutherischer Theologe und Kirchenhistoriker
- Böhmer, Joachim (1940–1999), deutscher Ruderer
- Böhmer, Johann (1822–1892), Lehrer und Abgeordneter
- Böhmer, Johann Friedrich (1795–1863), deutscher Historiker
- Böhmer, Johann Friedrich Eberhard (1753–1828), deutscher Rechtswissenschaftler und Hochschullehrer
- Böhmer, Johann Georg Friedrich (1799–1851), Politiker Freie Stadt Frankfurt
- Böhmer, Johann Samuel Friedrich von (1704–1772), deutscher Rechtswissenschaftler
- Böhmer, Johannes (1879–1955), Abgeordneter des Provinziallandtages Hessen-Nassau
- Böhmer, Johannes (* 1984), deutscher Jazzmusiker (Trompete, Komposition)
- Böhmer, Julius (* 2002), deutscher Basketballspieler
- Böhmer, Justus Henning (1674–1749), deutscher Rechtswissenschaftler, Kirchenrechtsgelehrter, Geheimer Rat
- Böhmer, Karl August von (1707–1748), deutscher Verwaltungsjurist
- Böhmer, Karl Friedrich Wilhelm von (1783–1814), preußischer Kapitän und Kompaniechef
- Böhmer, Karl-Heinz (* 1945), deutscher Eishockeyspieler
- Böhmer, Kurt (1892–1944), deutscher Konteradmiral der Kriegsmarine
- Böhmer, Louis (1843–1896), deutsch-amerikanischer Gartenbauwissenschaftler und -unternehmer
- Böhmer, Lydia (* 1943), deutsch-israelische Übersetzerin von Lyrik und Prosa aus dem Hebräischen
- Böhmer, Manfred (1936–2016), deutscher Sportfunktionär und Unternehmer
- Böhmer, Marga (1887–1969), deutsche Künstlerin
- Böhmer, Maria (* 1950), deutsche Politikerin (CDU), MdBMaria Böhmer (* 1950)

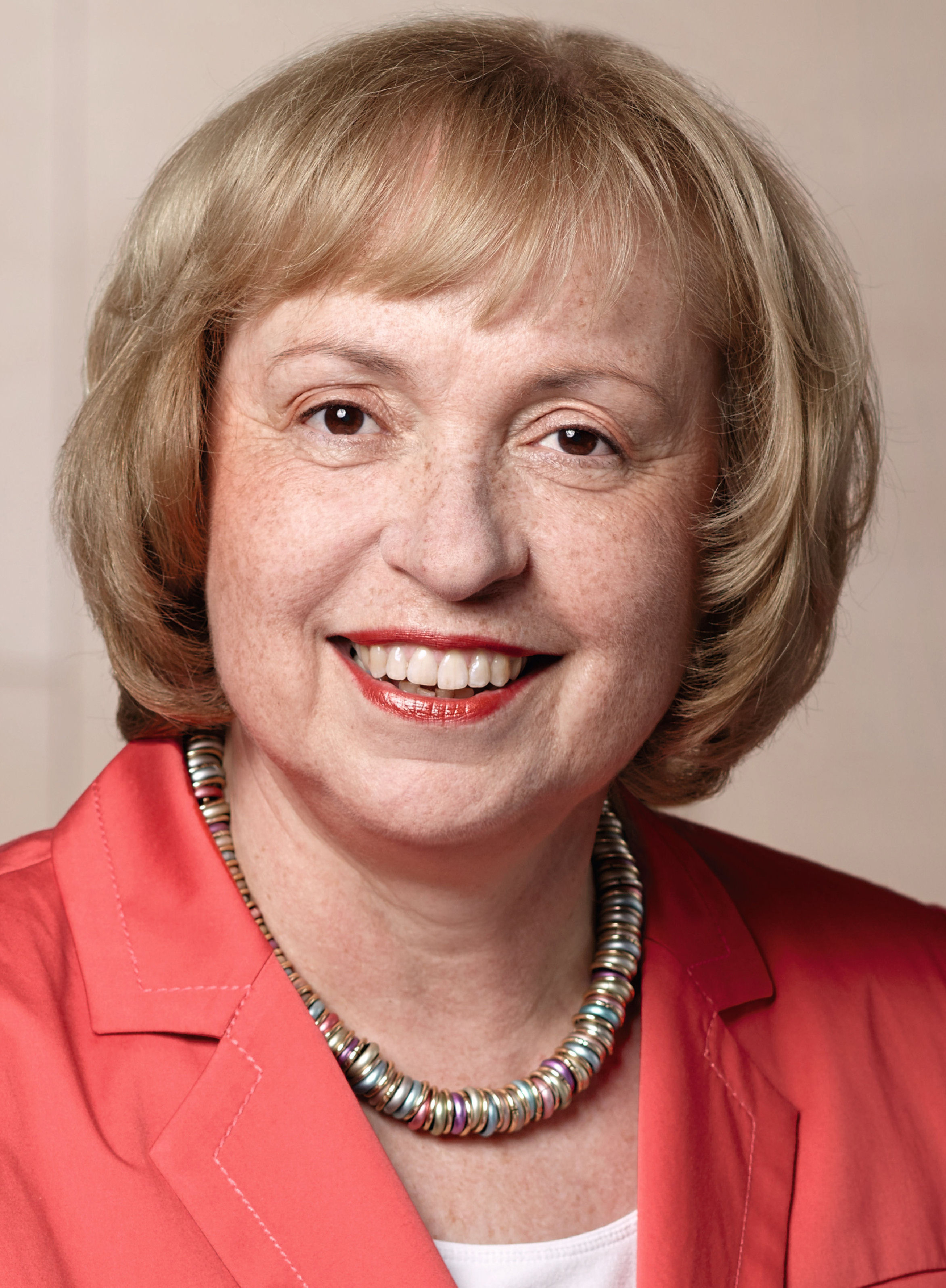
Maria Böhmer (* 1950)

- Böhmer, Maria Magdalena (1669–1743), deutsche Dichterin geistlicher Lieder
- Böhmer, Matthias (* 1990), deutscher Rennrodler, Bobsportler und Sportfunktionär
- Böhmer, Otto A. (* 1949), deutscher Schriftsteller
- Böhmer, Paul (1877–1958), deutscher Mathematiker und Hochschullehrer
- Böhmer, Paul (1907–1983), deutscher Ringer
- Böhmer, Paulus (1936–2018), deutscher Schriftsteller
- Böhmer, Peter (1923–2011), deutscher Tänzer
- Böhmer, Philipp Adolph (1711–1789), deutscher Humanmediziner, Anatom Hochschullehrer und Leibarzt
- Böhmer, Philipp Ludwig (1666–1735), deutscher lutherischer Theologe
- Böhmer, Werner (1915–2014), deutscher Jurist, Richter des Bundesverfassungsgerichts
- Böhmer, Wilhelm (1791–1842), deutscher Gymnasiallehrer und Historiker
- Böhmer, Wilhelm (1800–1863), protestantischer Theologe
- Böhmer, Wolfgang (1936–2025), deutscher Politiker (CDU), MdL, Ministerpräsident des Landes Sachsen-Anhalt
- Böhmer, Wolfgang (* 1951), österreichischer Politiker (SPÖ), Landtagsabgeordneter
- Böhmer, Wolfgang (* 1959), deutscher Komponist, Arrangeur und Librettist
- Böhmerle, Willy (1929–2012), deutscher Fußballspieler
- Böhmermann, Jan (* 1981), deutscher Satiriker, Hörfunk- und FernsehmoderatorJan Böhmermann (* 1981)

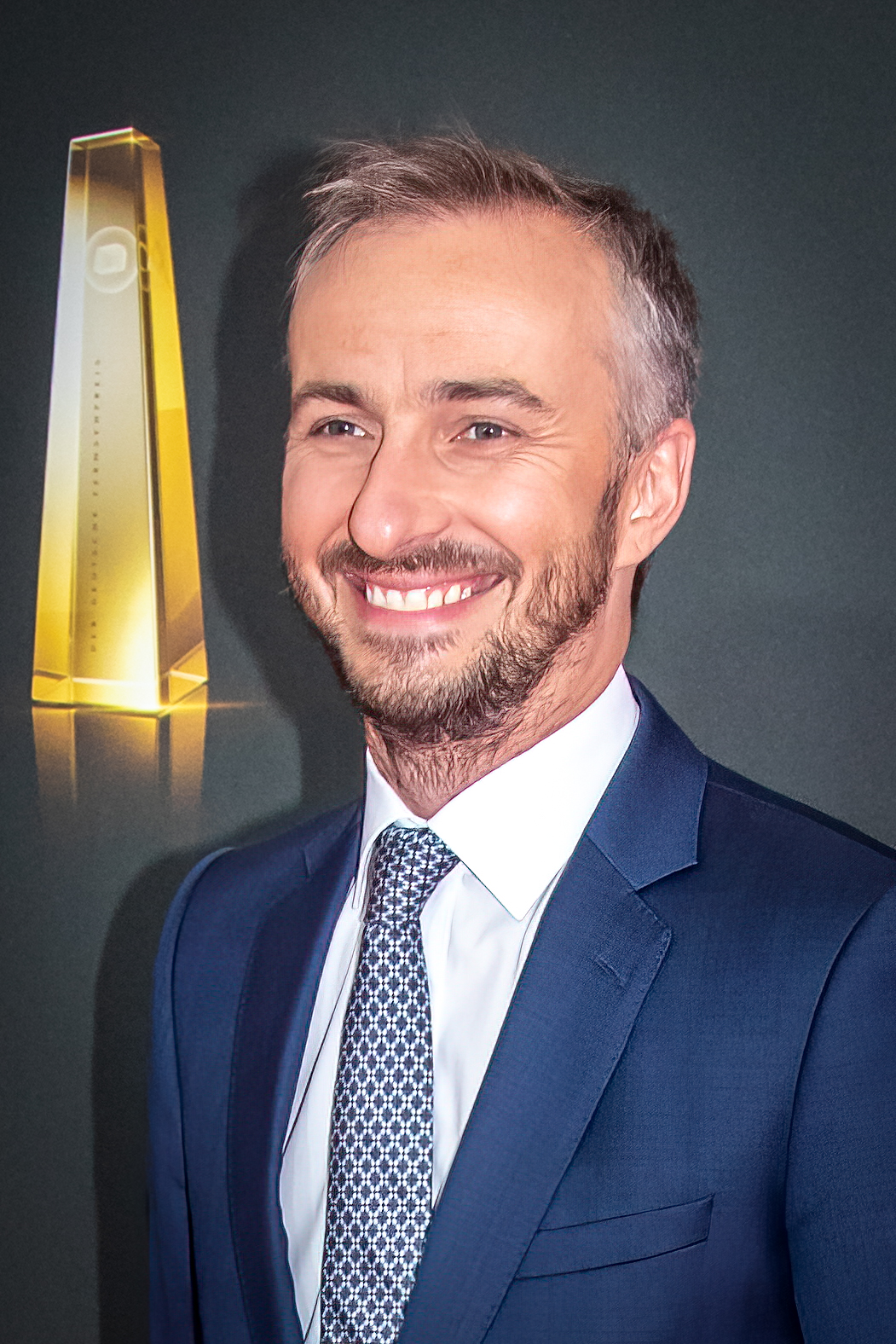
Jan Böhmermann (* 1981)

- Bohmers, Assien (1912–1988), niederländischer Geologe und Paläontologe
- Böhmert, Carl Albin (1869–1946), deutscher Heraldiker
- Böhmert, Frank (* 1962), deutscher Schriftsteller
- Böhmert, Franz (1934–2004), deutscher Arzt und Sportfunktionär
- Böhmert, Karl Friedrich (1797–1882), deutscher Pfarrer
- Böhmert, Viktor (1829–1918), deutscher Journalist, Freihändler, Volkswirt und Statistiker
- Böhmert, Walter (1886–1946), deutscher Jurist
- Böhmert, Wilhelm (1866–1946), deutscher Politiker (Freisinnige Volkspartei, Fortschrittliche Volkspartei, DDP), MdBB
- Bohmeyer, Axel (* 1975), deutscher Erziehungswissenschaftler, Theologe und Hochschullehrer
- Bohmeyer, Michael (* 1984), deutscher Sachbuchautor

#### Bohmi
- Böhmichen, Karl (1912–1964), deutscher SS-Hauptsturmführer und KZ-Arzt
- Böhmig, Gerhardt (1901–1994), deutscher Offizier und Oberregierungsrat
- Böhmig, Hans Jörg (1933–2023), österreichischer Chirurg und Krankenhausdirektor
- Böhmig, Ludwig (1858–1948), deutscher Zoologe und Hochschullehrer
- Böhmig, Richard (1898–1972), deutscher Mediziner und Hochschullehrer
- Böhmisch, Astrid, deutsche Germanistin und Anglistin

#### Bohmk
- Böhmke, Siegfried, deutscher Puppenspieler, Intendant am Münchner Marionettentheater

#### Bohml
- Böhmler, Claus (1939–2017), deutscher Zeichner und Medienkünstler
- Böhmler, Rudolf (* 1946), deutscher Politiker (CDU)

#### Bohmo
- Böhmová, Kateřina (* 1958), tschechoslowakische Tennisspielerin

#### Bohmw
- Böhmwalder, Sandra (* 1977), österreichische Politikerin (ÖVP), Mitglied des Bundesrates

### Bohn
- Bohn, Albert (* 1955), rumäniendeutscher Schriftsteller und Dichter
- Bohn, Alois (1879–1937), österreichischer Architekt
- Bohn, Aloísio Sinésio (1934–2022), brasilianischer Geistlicher, römisch-katholischer Bischof von Santa Cruz do Sul
- Böhn, Andreas (* 1963), deutscher Hochschullehrer, Professor für Literaturwissenschaft und Medien
- Bohn, Anna (* 1968), deutsche Slawistin und Filmwissenschaftlerin
- Bohn, Arno (* 1947), deutscher Manager
- Bohn, Carl (1749–1827), deutscher Buchhändler und Verleger
- Bohn, Carsten (* 1948), deutscher MusikerCarsten Bohn (* 1948)

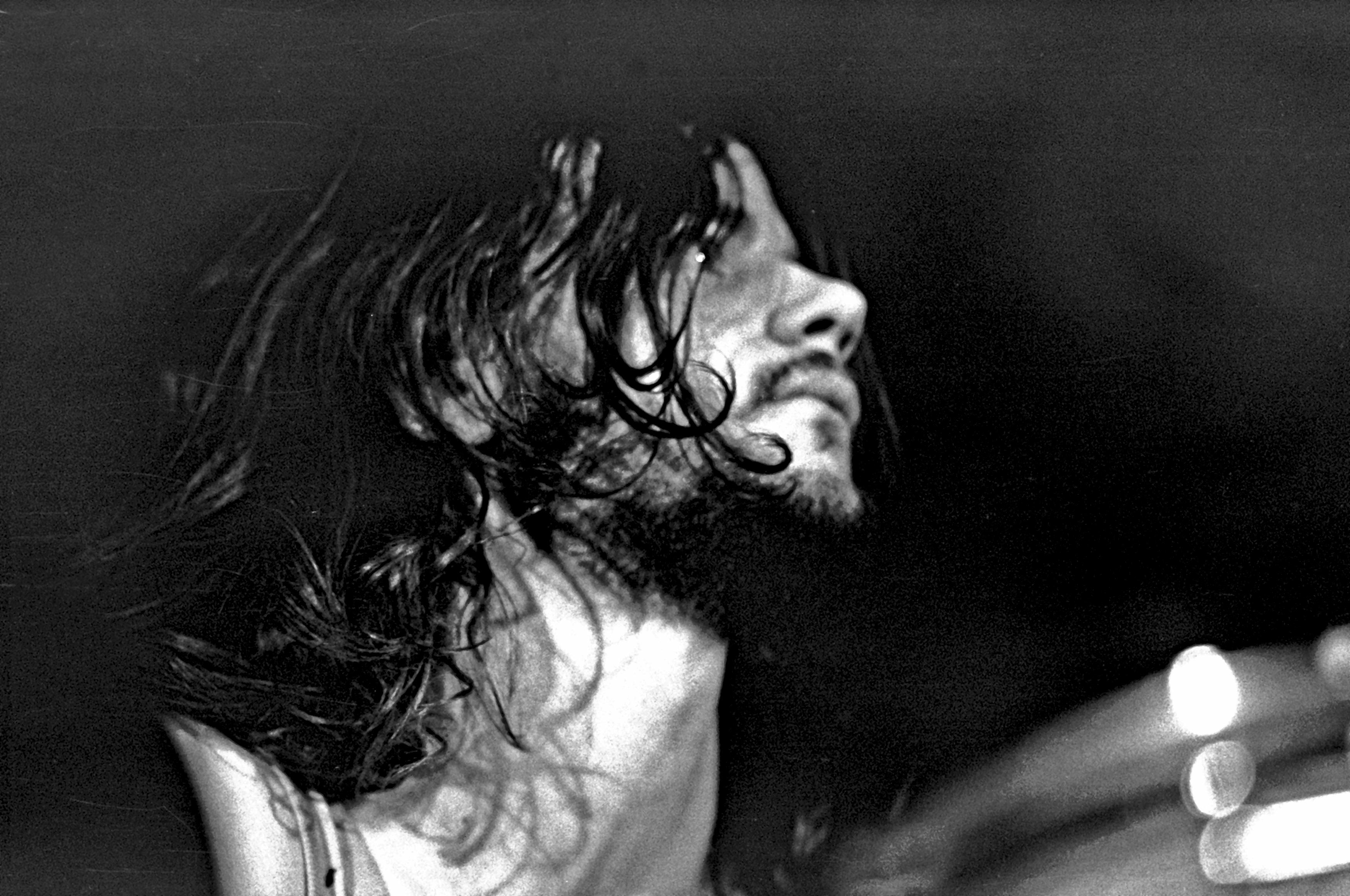
Carsten Bohn (* 1948)

- Bohn, Conrad (1831–1897), deutscher Physiker
- Bohn, Cornelia (* 1955), deutsche Soziologin
- Bohn, David (* 1965), US-amerikanischer Komponist, Organist und Musikpädagoge
- Bohn, Dieter, US-amerikanischer Journalist
- Bohn, Eduard (1804–1866), deutscher Geistlicher (evangelisch), Pfarrer
- Bohn, Emil (1839–1909), deutscher Musikwissenschaftler, Komponist und Musikpädagoge
- Bohn, Frank P. (1866–1944), US-amerikanischer Politiker
- Bohn, German von (1812–1899), deutscher Historienmaler
- Bohn, Hans (1891–1980), deutscher Typograf, Grafiker und Lehrer
- Bohn, Helmut (* 1919), deutscher Fußballspieler
- Bohn, Hermann Jensen (1672–1743), russischer Generalleutnant und Generalgouverneur von Livland
- Bohn, Jochen (* 1969), deutscher Philosoph
- Bohn, Johann (1712–1773), deutscher Buchhändler und Verleger
- Bohn, Johann Philipp (1597–1658), deutscher Jurist, Kanzler und Reichshofrat
- Bohn, Johannes (1640–1718), deutscher Mediziner
- Bohn, Johannes (1909–1980), deutscher KPD- und SED-Funktionär, Widerstandskämpfer und FDGB-Funktionär (FDGB)
- Bohn, Jürgen (* 1959), deutscher Ingenieur und Politiker (FDP), MdV, MdL, MdB, thüringischer Staatsminister
- Bøhn, Karl Erik (1965–2014), norwegischer Handballspieler und -trainer
- Bohn, Kerstin (* 1967), deutsche Badmintonspielerin
- Bohn, Marret (* 1964), deutsche Politikerin (Die Grünen), MdL
- Bohn, Michael (* 1988), US-amerikanischer Rockmusiker
- Bohn, Ocke-Schwen (* 1953), deutscher Linguist und Hochschullehrer für Englische Linguistik
- Bohn, Pauline (1834–1926), Frauenrechtlerin und Gründerin des Königsberger Verein Frauenwohl
- Bohn, Peter (1833–1925), deutscher Musikwissenschaftler und Choralforscher
- Bohn, Ralf (* 1971), deutscher Autorennfahrer
- Bohn, Remídio José (1950–2018), brasilianischer Geistlicher, Bischof von Cachoeira do Sul
- Bohn, René (1862–1922), französisch-deutsch-schweizerischer Chemiker
- Bohn, Richard (1849–1898), deutscher Bauforscher
- Bohn, Robert (* 1952), deutscher Historiker
- Bohn, Rudi (1919–1979), deutscher Jazz-Musiker
- Bohn, Rüdiger, deutscher Diplomat
- Bohn, Rüdiger (* 1960), deutscher Dirigent
- Bohn, Theodor (1826–1911), deutscher Pädagoge, Kantor und Organist
- Bohn, Thomas (* 1959), deutscher TV- und Filmregisseur sowie Drehbuchautor
- Bohn, Thomas (* 1963), deutscher Historiker
- Bohn, Walter (* 1887), deutscher Politiker (SPD)
- Bohn, Willi (1900–1985), deutscher Journalist
- Bohn, Wolfgang (* 1928), deutscher Soziologe und Hochschullehrer
- Bohn-Meyer, Marta (1957–2005), US-amerikanische Kunstfliegerin und Testpilotin
- Bohnacker, Daniel (* 1990), deutscher Freestyle-Skisportler
- Bohnacker, Hartmut (* 1972), deutscher Designer
- Bohnacker, Hermann (1895–1979), deutscher Richter und Funktionär der NSDAP
- Bohnacker, Johanna (* 1991), deutsches Mordopfer
- Bohnacker, Mickey (1928–2017), deutscher Pressefotograf, Fotojournalist und ChronistMickey Bohnacker (1928–2017)

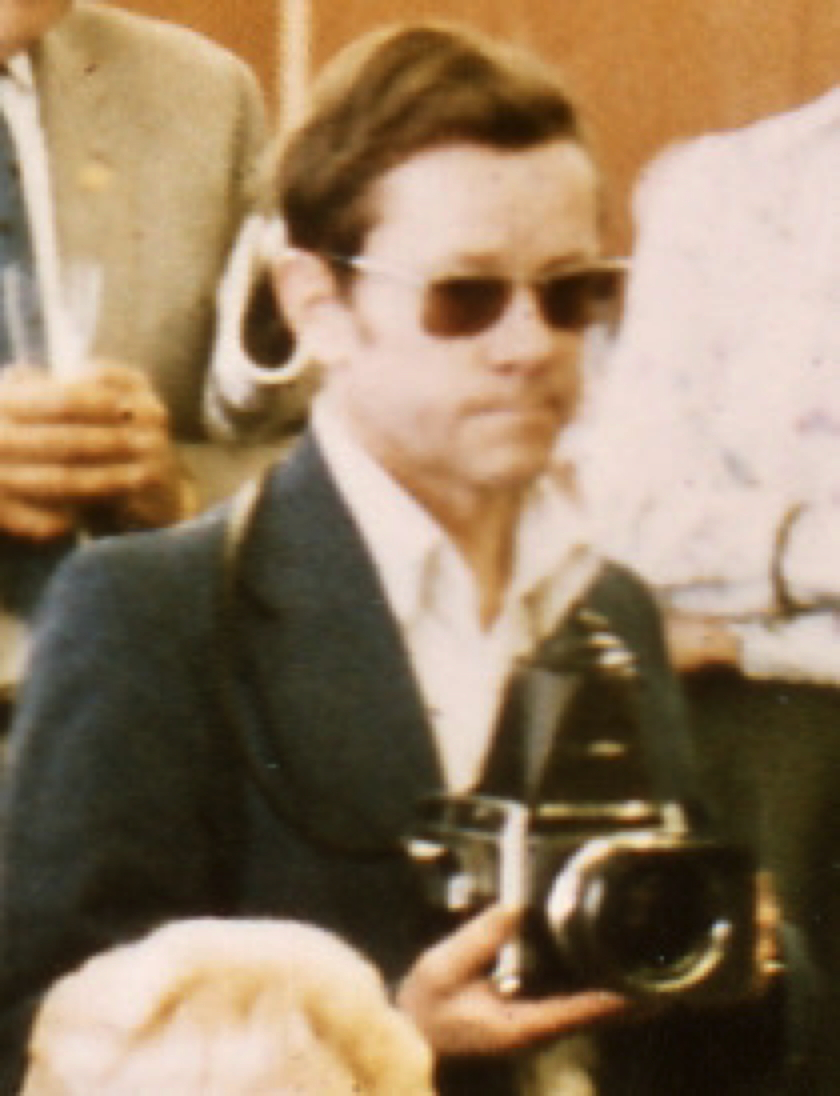
Mickey Bohnacker (1928–2017)

- Bohnacker, Rudolf Otto (1925–2013), deutscher Unternehmer
- Bohnagen, Alfred (* 1877), deutscher Handwerker, Journalist und Schriftsteller
- Bohnau, Iris (* 1948), deutsche Schauspielerin
- Böhndel, Conrad Christian August (1779–1847), dänischer Maler und Lithograf
- Bohndick, Carla (* 1988), deutsche Psychologin
- Bohndorf, Michael, deutscher Rechtsanwalt
- Bohndorff, Friedrich (1848–1921), deutscher Afrikaforscher und Ornithologe
- Böhne, Carl-Georg (* 1937), deutscher Historiker und Germanist
- Bohne, Eberhard (* 1944), deutscher Rechtswissenschaftler
- Bohne, Edmund (1886–1954), deutscher Verwaltungsjurist und Politiker
- Bohne, Gerhard (1895–1977), deutscher evangelischer Religionspädagoge
- Bohne, Gerhard (1902–1981), deutscher Jurist, Mitorganisator der nationalsozialistischen Krankenmorde in der Aktion T4
- Bohne, Gotthold (1890–1957), deutscher Strafrechtler
- Bohne, Hartwig (* 1976), deutscher Wirtschaftsprofessor und Unternehmensberater
- Bohne, Herbert (* 1932), deutscher Offizier, Generalmajor der LSK/LV der Nationalen Volksarmee, SED-Funktionär
- Bohne, Hermann (1890–1949), norwegischer Turner
- Bohne, Holger (1948–2022), deutscher Rallye- und Rennfahrer
- Bohne, Horst (* 1929), deutscher Heimatforscher und -chronist
- Böhne, Karen (* 1963), deutsche Schauspielerin
- Bohne, Michael (* 1963), deutscher Mediziner, Facharzt für Psychiatrie und Psychotherapie und Sachbuchautor
- Böhne, Simon (* 2000), deutscher Handballspieler
- Bohne, Walter (1903–1944), deutscher Kommunist und Widerstandskämpfer gegen den Nationalsozialismus
- Bohne, Werner (1895–1940), deutscher Kameramann
- Böhne-Di Leo, Sabine (* 1959), deutsche Journalistin und Hochschul-Professorin
- Bohne-Fiegert, Ingeborg (1921–2008), deutsche Textilgestalterin und Fachbuchautorin
- Böhnecke, Günther (1896–1981), deutscher Ozeanograph
- Bohnée, Oskar (* 1862), deutscher Theaterschauspieler
- Bohnekamp, Erich (1901–1955), deutscher Politiker (CDU)
- Bohnen, Alida (* 1996), deutsche Schauspielerin
- Bohnen, Amelie (* 2001), deutsche Fußballspielerin
- Bohnen, Blythe (1940–2022), US-amerikanische Malerin und Fotografin
- Bohnen, Heinrich (1904–1966), deutscher Politiker (CDU), MdBB
- Bohnen, Michael (1887–1965), deutscher Opernsänger (Bassbariton) und SchauspielerMichael Bohnen (1887–1965)

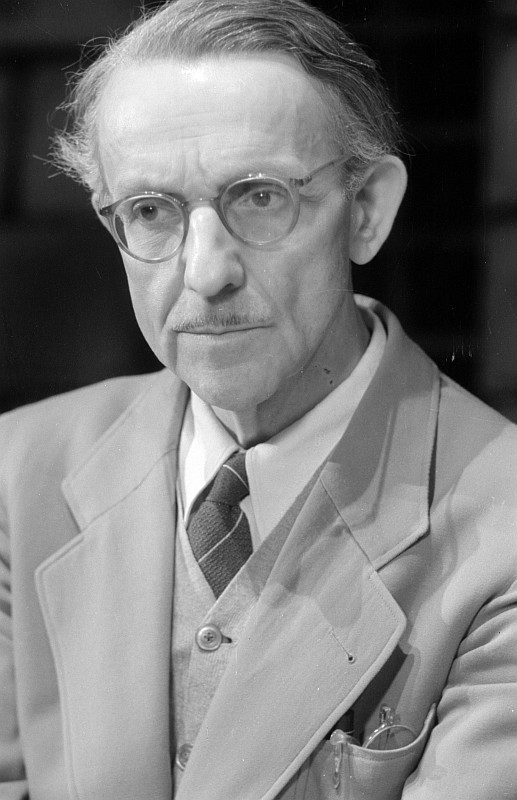
Michael Bohnen (1887–1965)

- Bohnen, Roman (1901–1949), US-amerikanischer Schauspieler
- Bohnen, Uli (1948–2022), deutscher Kunsthistoriker, Kunsttheoretiker, Ausstellungsorganisator, Fotograf und Sammler
- Bohnenberger, Gottlieb Christoph (1732–1807), deutscher Theologe und Erfinder
- Bohnenberger, Hermann (* 1949), deutscher Fußballspieler
- Bohnenberger, Johann Gottlieb Friedrich von (1765–1831), deutscher Astronom und Mathematiker
- Bohnenberger, Karl (1863–1951), deutscher Germanist und Bibliothekar
- Bohnenberger, Stefan (* 1959), deutscher bildender Künstler, Filmemacher, Autor und Herausgeber
- Bohnenberger, Theodor (1868–1941), deutscher Blumen-, Genre-, Portrait-, Landschafts- und Aktmaler
- Bohnenblust, Albrecht (1770–1841), Schweizer Politiker
- Bohnenblust, Anne-Marie (1897–1960), Fabrikfürsorgerin des Stahlunternehmens Georg Fischer AG in Schaffhausen und Singen (1925–1960)
- Bohnenblust, Frederic (1906–2000), US-amerikanischer Mathematiker
- Bohnenblust, Fritz (1898–1979), Schweizer Lehrer, Amateurfotograf, Versand-Bibliothekar, Publizist und Kulturförderer
- Bohnenblust, Gottfried (1883–1960), Schweizer Hochschullehrer, Germanist, Literaturhistoriker, Komponist und Schriftsteller
- Bohnenkamp, Carlo (* 2007), deutscher Schauspieler
- Bohnenkamp, Fritz (1905–1971), deutscher Politiker (SPD), MdL
- Bohnenkamp, Hans (1893–1977), deutscher Pädagoge, Hochschullehrer und Hochschuldirektor
- Bohnenkamp, Helmuth (1892–1973), deutscher Internist und Hochschullehrer
- Bohnenkamp, Josef (1905–1982), deutscher Politiker
- Bohnenkamp-Renken, Anne (* 1960), deutsche Literaturwissenschaftlerin und Hochschullehrerin
- Bohnens, Heinrich (1891–1952), deutscher Schuhmacher und Politiker (NSDAP), MdR, MdL
- Bohnenstengel, Andreas (* 1970), deutscher FotokünstlerAndreas Bohnenstengel (* 1970)

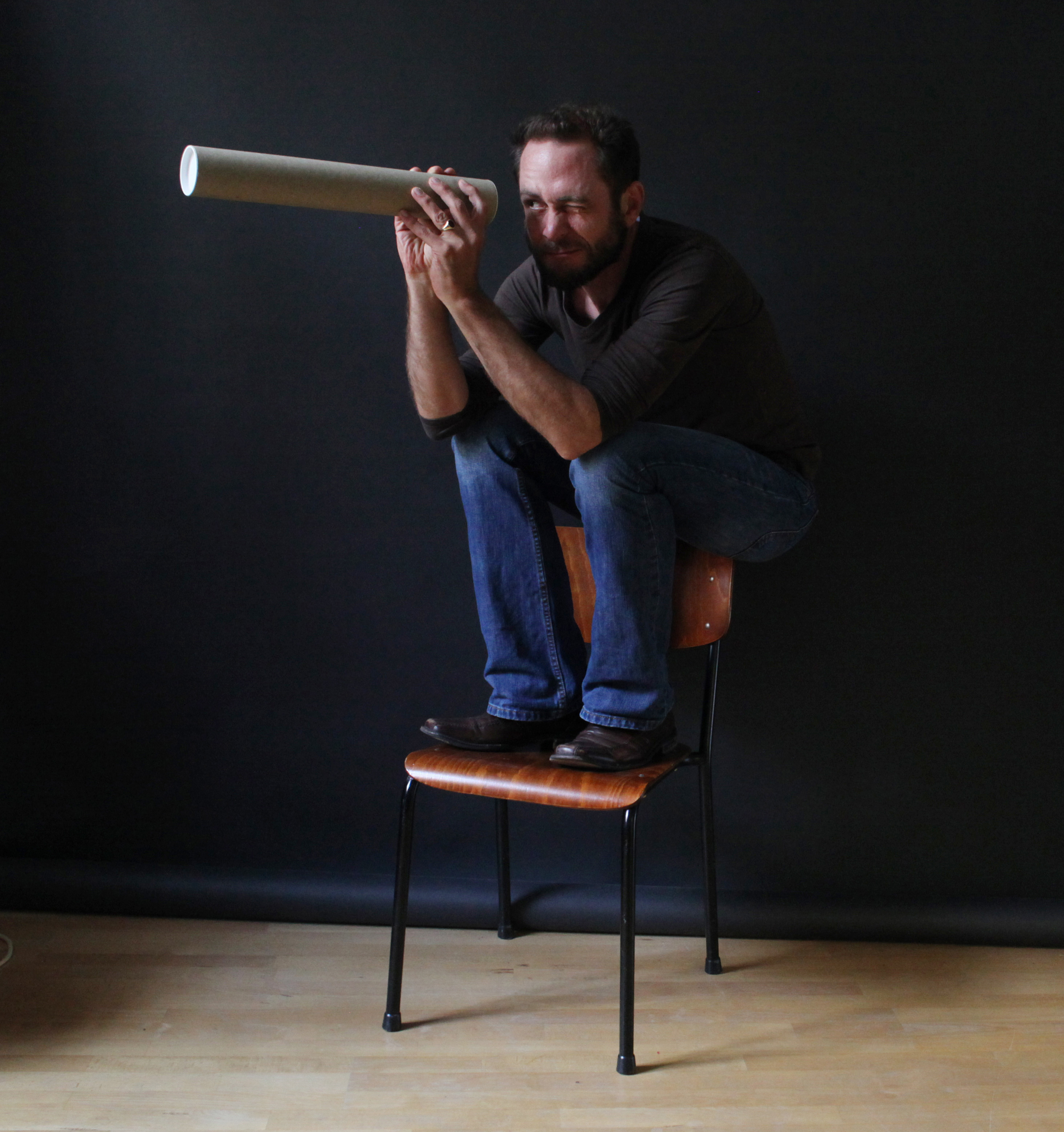
Andreas Bohnenstengel (* 1970)

- Bohnenstengel, Karl (1890–1965), deutscher Politiker (KPD), MdR
- Böhner, Franz (1889–1954), deutscher Politiker (Zentrum), MdL, MdB
- Böhner, Friedrich (1885–1965), deutscher Jurist und Bürgermeister
- Bohner, Gerhard (1936–1992), deutscher Tänzer und Choreograf, Tanztheaterregisseur
- Bohner, Heinrich (1842–1905), deutscher Schuster und Missionar
- Bohner, Hermann (1884–1963), deutscher Japanologe und Übersetzer
- Böhner, Hermann (1922–2012), deutscher Brigadegeneral der Bundeswehr
- Böhner, Johann Ludwig (1787–1860), deutscher Komponist, Pianist und Organist
- Böhner, Jürgen, deutscher Geograph und Hochschullehrer
- Böhner, Kurt (1914–2007), deutscher Prähistoriker und Mittelalterarchäologe
- Böhner, Laura (* 2001), deutsche Tennisspielerin
- Böhner, Philotheus (1901–1955), deutscher Franziskaner, Priester, Philosoph und Botaniker
- Bohner, Theodor (1882–1963), preußischer Schulrat, Schriftsteller und Landtagsabgeordneter
- Böhner, Utz (* 1967), deutscher prähistorischer Archäologe
- Bohnert, August (1856–1940), deutscher Oberbergrat
- Bohnert, Florian (* 1997), luxemburgischer Fußballspieler
- Bohnert, Herbert (1928–1994), deutscher Bildhauer und Grafiker
- Bohnert, Joachim (* 1946), deutscher Rechtswissenschaftler und Hochschullehrer
- Böhnert, Jutta, deutsche Sängerin (Sopran)
- Bohnert, Marcel (* 1979), deutscher Offizier (Oberstleutnant) und Autor
- Bohnert, Michael (* 1963), deutscher Gerichtsmediziner und Hochschullehrer
- Bohnert, Robert (* 1946), luxemburgischer Lehrer und Politiker (CSV)
- Bohnert, Wilhelm (1886–1956), deutscher Sägewerksbesitzer und Politiker
- Bohnes, Heinz (* 1935), deutscher Fußballspieler
- Bohnet, Folker (1937–2020), deutscher Schauspieler, Theaterregisseur und Bühnenautor
- Bohnet, Hans Dieter (1926–2006), deutscher Bildhauer
- Bohnet, Ilja (* 1967), deutscher Physiker und SchriftstellerIlja Bohnet (* 1967)

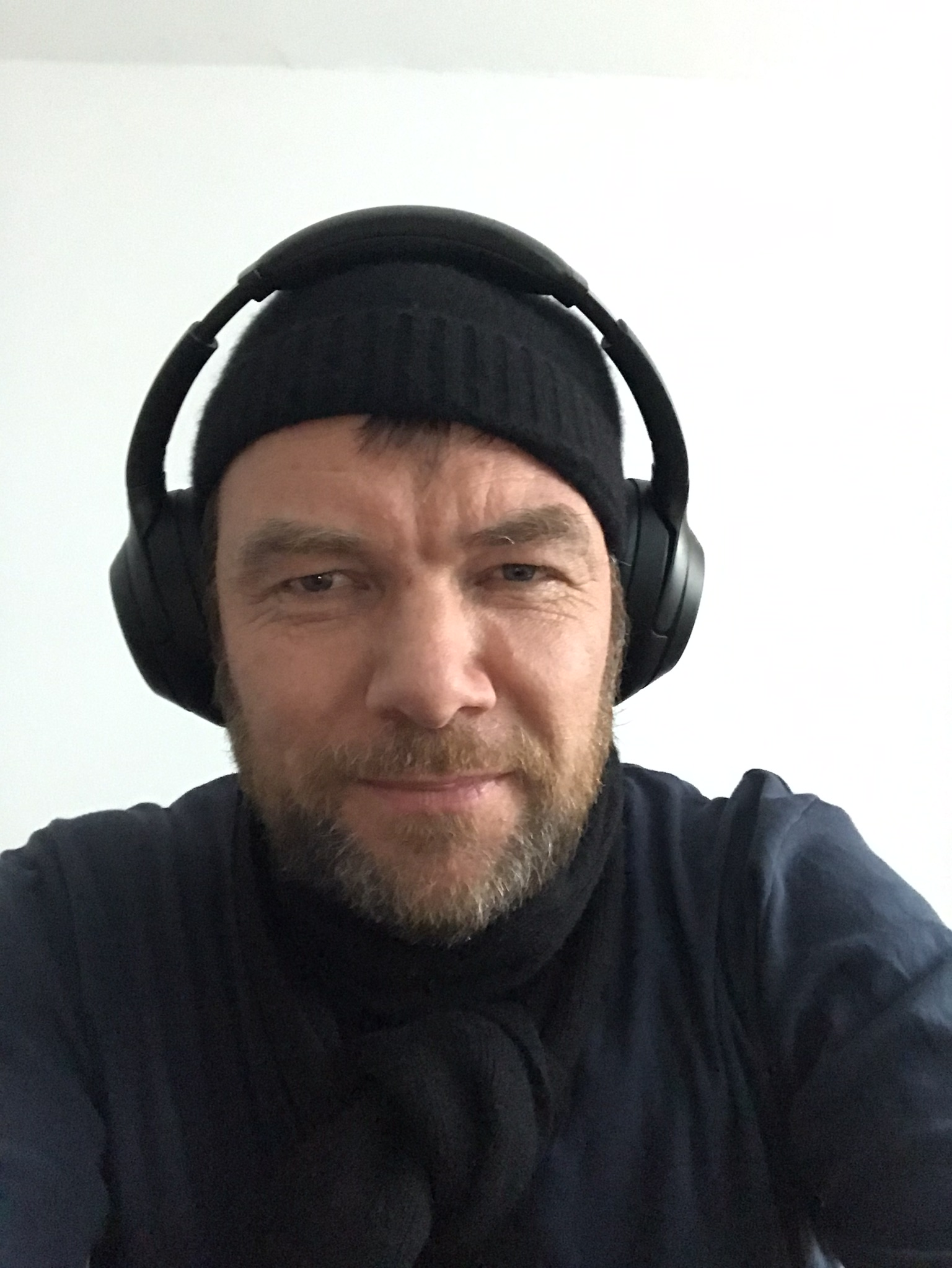
Ilja Bohnet (* 1967)

- Bohnet, Iris (* 1966), Schweizer Verhaltensökonomin und Hochschullehrerin
- Bohnet, Matthias (1933–2022), deutscher Verfahrenstechniker
- Bohnet, Michael (* 1937), deutscher Volkswirtschaftsprofessor und Ministerialdirektor
- Bohnewand, Curt (* 1888), deutscher Kaufmann und Mäzen
- Bohnhardt, Arthur (1896–1980), deutscher Dirigent und Geiger
- Böhnhardt, Uwe (1977–2011), deutscher Rechtsextremist
- Bohnhardt, Wilhelm (1808–1863), deutscher Politiker, MdL Fürstentum Schwarzburg-Sondershausen
- Bohnhof, Peter (* 1962), deutscher Politiker (AfD)
- Bohnhoff, Armin (* 1959), deutscher Logistiker und Hochschullehrer
- Bohnhorst, August (1849–1919), deutscher Zeichner und Landschafts- und Marinemaler
- Bohnhorst, Helmut (* 1960), deutscher Unternehmer
- Böhni, Felix (* 1958), Schweizer Leichtathlet
- Böhni, Thomas (* 1964), Schweizer Politiker (glp)
- Böhni, Wolfgang (* 1948), deutscher Fußballspieler
- Böhning, Björn (* 1978), deutscher Politiker (SPD)Björn Böhning (* 1978)

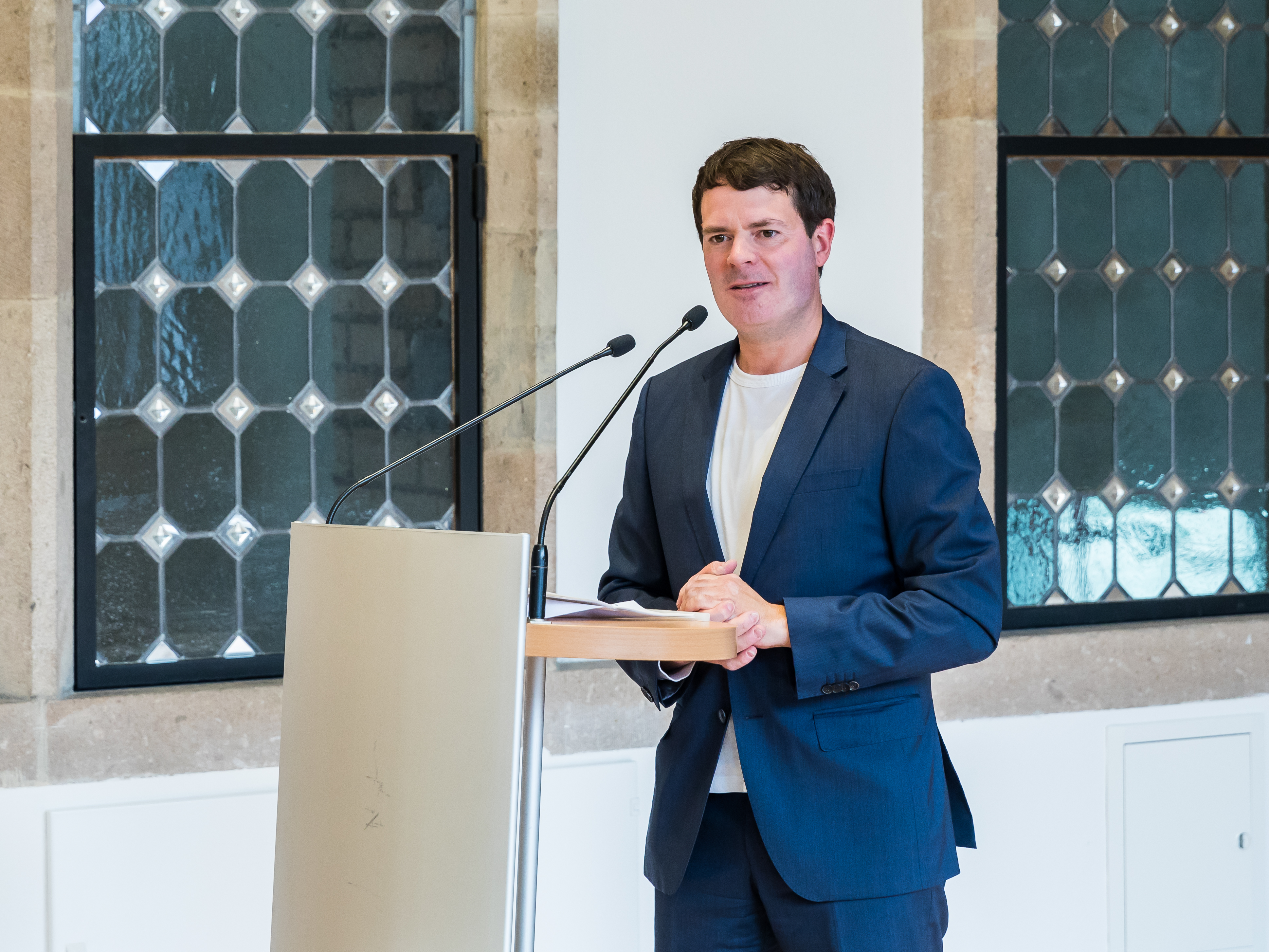
Björn Böhning (* 1978)

- Bohning, Charlotte (* 1975), deutsche Schauspielerin
- Böhning, Gabriele (* 1948), deutsche Lyrikerin
- Böhning, Georg (1788–1849), deutscher Uhrmacher und Revolutionär
- Böhning, Heinrich (1873–1964), deutscher Politiker (SPD), MdL
- Böhning, Ilka (* 1968), deutsche Ärztin und Tischtennisspielerin
- Böhning, Mila (* 2001), deutsche Schauspielerin
- Böhning, Nancy (* 1979), deutsche politische Beamtin (SPD)
- Böhning, Volker (* 1948), deutscher Agrarwissenschaftler, Jäger und Verwaltungsbeamter
- Böhning-Gaese, Katrin (* 1964), deutsche Biologin
- Böhnisch, Detlef (* 1956), deutscher Radrennfahrer
- Böhnisch, Gerd (* 1937), deutscher Designer
- Böhnisch, Helga (1945–2014), deutsche Politikerin (PDS, Die Linke), MdL
- Böhnisch, Lothar (1944–2024), deutscher Pädagoge und Hochschullehrer
- Böhnisch-Metzmacher, Gerlinde (* 1936), deutsche Malerin, Grafikerin und Plastikerin
- Bohnke, Emil (1888–1928), deutscher Bratschist, Komponist und Dirigent
- Bohnke, Felix (* 1974), deutscher SchlagzeugerFelix Bohnke (* 1974)

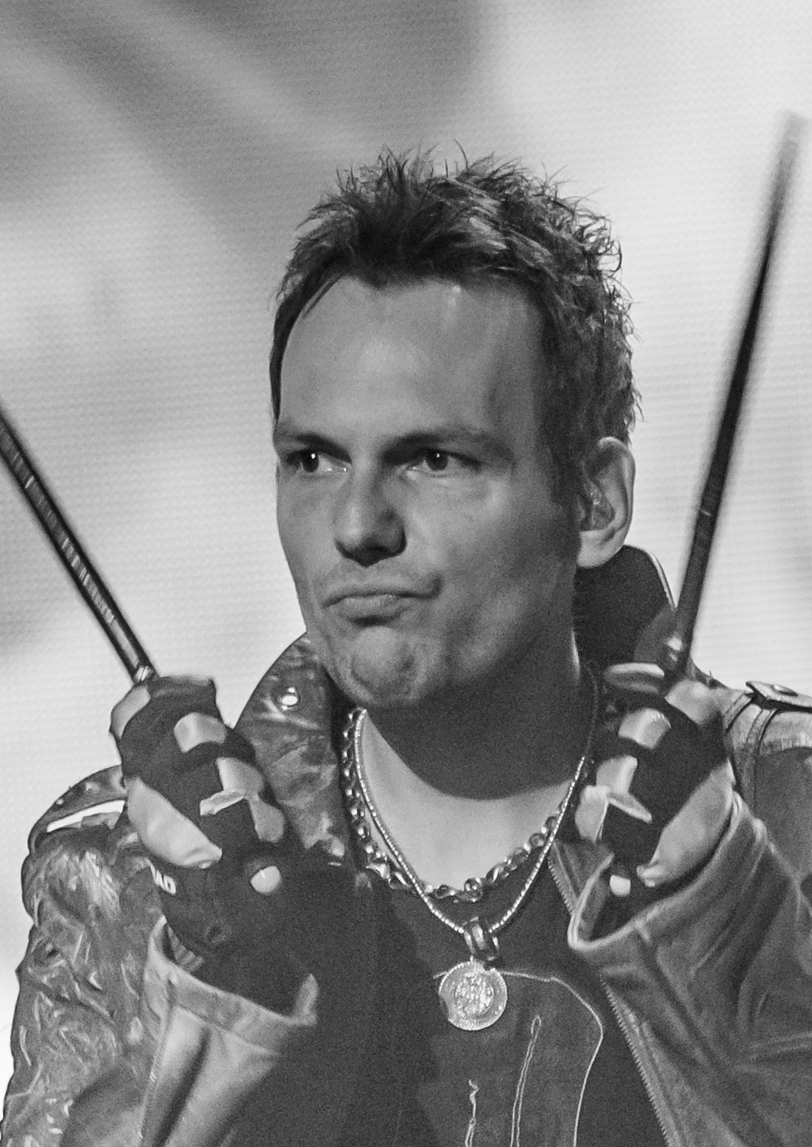
Felix Bohnke (* 1974)

- Böhnke, Gunter (* 1943), deutscher Kabarettist und Übersetzer
- Bohnke, Lilli (1897–1928), deutsche Violinistin
- Böhnke, Michael (* 1955), deutscher römisch-katholischer Theologe
- Böhnke, Michael (* 1959), deutscher Fußballspieler
- Böhnke, Petra (* 1969), deutsche Soziologin
- Böhnke, Reinhild (* 1944), deutsche Germanistin und literarische Übersetzerin
- Bohnke, Robert-Alexander (1927–2004), deutscher Pianist und Hochschullehrer
- Böhnke, Werner (1911–1997), deutscher Widerstandskämpfer, Diplomat der DDR
- Bohnke-Kollwitz, Jutta (1923–2021), deutsche Germanistin
- Böhnlein, Kristian (* 1990), deutscher FußballspielerKristian Böhnlein (* 1990)

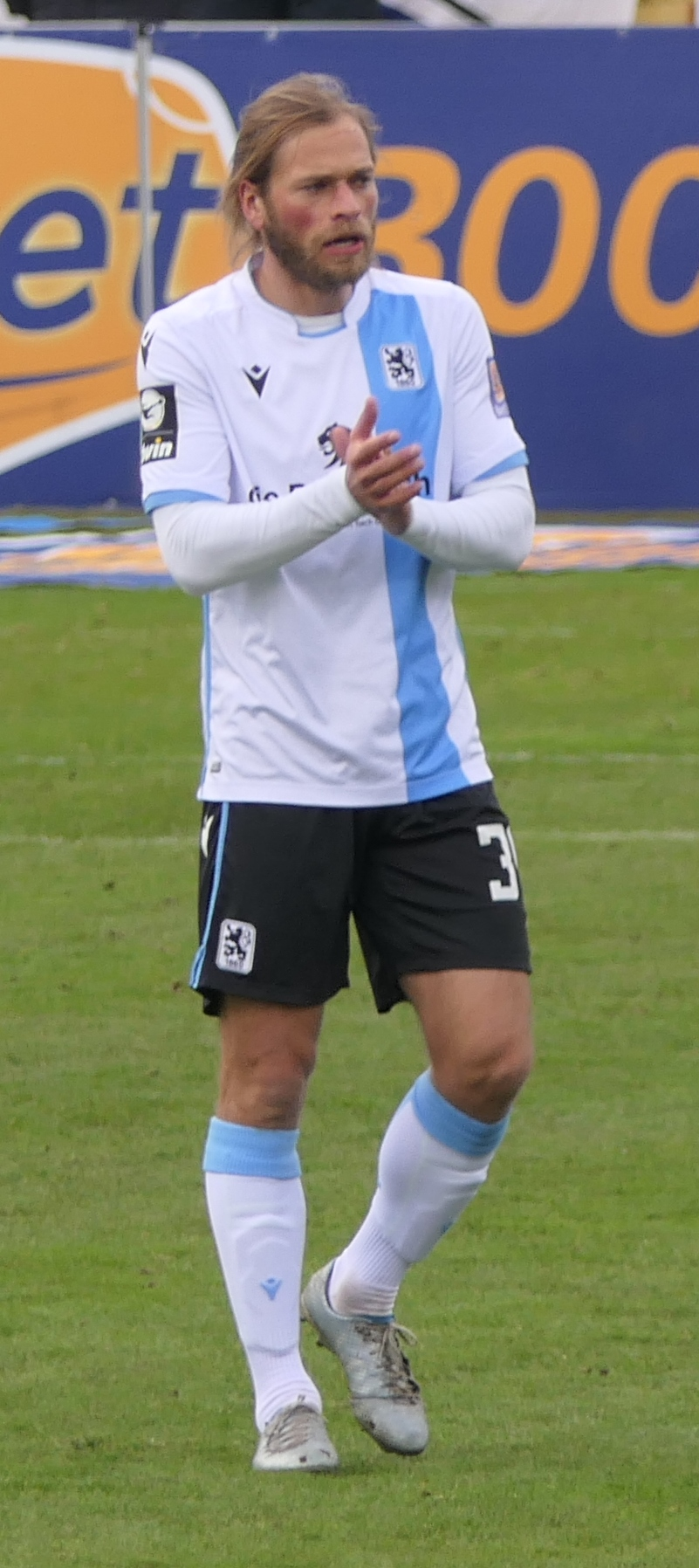
Kristian Böhnlein (* 1990)

- Bohnsach, Frieda, deutsche Opernsängerin und Theaterschauspielerin
- Bohnsack, Fritz (* 1923), deutscher Lehrer und Pädagoge
- Bohnsack, Gerd (* 1939), deutscher Fußballspieler und Fußballtrainer
- Bohnsack, Günter (1939–2013), deutscher Nachrichtendienstler der DDR-Staatssicherheit
- Bohnsack, Gustav (1843–1925), deutscher Architekt, herzoglich braunschweigischer Baubeamter und Hochschullehrer
- Bohnsack, Heinrich (1735–1815), kurhannoverscher Artillerist und Offizier, Verfasser eines Tagebuchs über die sogenannte Franzosenzeit
- Bohnsack, Jo (1960–2024), deutscher Blues- und Boogie-Pianist
- Bohnsack, Klaus (1940–2023), deutscher Fußballspieler
- Bohnsack, Ralf (* 1948), deutscher Soziologe
- Bohnsack, Rolf (1937–2009), deutscher Volksschauspieler
- Bohnstedt, Alexander Reinhold (1839–1903), deutscher Gymnasiallehrer und Botaniker
- Bohnstedt, Ludwig (1822–1885), deutscher Architekt
- Bohnstedt, Rudolf (1900–1970), deutscher Dermatologe
- Bohnstedt, Wilhelm (1888–1947), deutscher Offizier, zuletzt Generalleutnant im Zweiten Weltkrieg
- Bohny, August (1919–2016), Schweizer Lehrer
- Bohny, Erik (1891–1959), Schweizer Maler, Zeichner, Illustrator, Gemälderestaurator und Kunstschriftsteller
- Bohny, Gustav Adolf (1898–1977), Schweizer Jurist und Präsident des Schweizerischen Roten Kreuzes (SRK)
- Bohny, Karl (1856–1928), Schweizer Arzt, Präsident des Schweizerischen Roten Kreuzes
- Bohny-Reiter, Friedel (1912–2001), österreichisch-schweizerische Krankenschwester

### Boho
- Boho Sayo, Jade (* 1986), spanisch-äquatorialguineische Fußballspielerin
- Boho, Meganne, ivorische Menschenrechtlerin
- Bohol, Rolando (* 1965), philippinischer Boxer im Fliegengewicht
- Boholij, Diana (* 1995), ukrainische Tennisspielerin
- Boholjubow, Hennadij (* 1962), ukrainischer Unternehmer und Mäzen
- Bohomolec, Franciszek (1720–1784), polnischer Schriftsteller und Politiker
- Bohomolez, Oleksandr (1881–1946), ukrainischer Pathophysiologe und der Begründer der pathophysiologischen Wissenschaft in der Ukraine
- Bohomolez, Olha (* 1966), ukrainische Ärztin
- Bohomolez, Sofija (1856–1892), ukrainische revolutionäre Narodniki
- Bohón, Juan († 1548), spanischer Konquistador
- Bohonnon, Mac (* 1995), US-amerikanischer Freestyle-Skisportler
- Bohonos, Lonny (* 1973), kanadischer Eishockeyspieler
- Bohorič, Adam (1520–1598), Lehrer und Philologe
- Bohorques, Maria de († 1559), evangelische Märtyrerin
- Bohórquez, Claudio (* 1976), deutscher Cellist und Musikpädagoge
- Bohórquez, Oscar (* 1949), deutsch-peruanischer Fagottist
- Bohórquez, Oscar (* 1979), deutscher Violinist
- Bohosiewicz, Sonia (* 1975), polnische Schauspielerin
- Bohoslowska, Inna (* 1960), ukrainische Politikerin

### Bohr
- Bohr, Aage Niels (1922–2009), dänischer Physiker, Nobelpreisträger für Physik 1975Aage Niels Bohr (1922–2009)

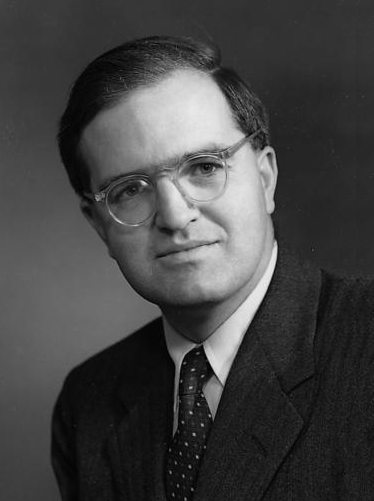
Aage Niels Bohr (1922–2009)

- Bohr, Beate (* 1970), deutsche Schauspielerin und Kabarettistin
- Bohr, Christian (1855–1911), dänischer Physiologe
- Böhr, Christoph (* 1954), deutscher Politiker (CDU), MdL, stellvertretender Bundesvorsitzender der CDU 2002–2006
- Böhr, Elke (* 1943), deutsche Klassische Archäologin
- Bohr, Harald (1887–1951), dänischer Mathematiker und Fußballspieler
- Bohr, Heinrich (1884–1961), österreichischer Gitarrist, Komponist und Musikpädagoge
- Bohr, José (1901–1994), deutscher Sänger, Komponist, Schauspieler und Regisseur
- Böhr, Josef (1862–1944), tschechischer Politiker der deutschen Minderheit, böhmischer Landtagsabgeordneter
- Böhr, Karl Peter (1925–2017), deutscher Architekt
- Bohr, Kurt (* 1947), deutscher Politiker (SPD)
- Bohr, Manni von (* 1950), deutscher Schlagzeuger
- Bohr, Niels (1885–1962), dänischer Physiker, NobelpreisträgerNiels Bohr (1885–1962)

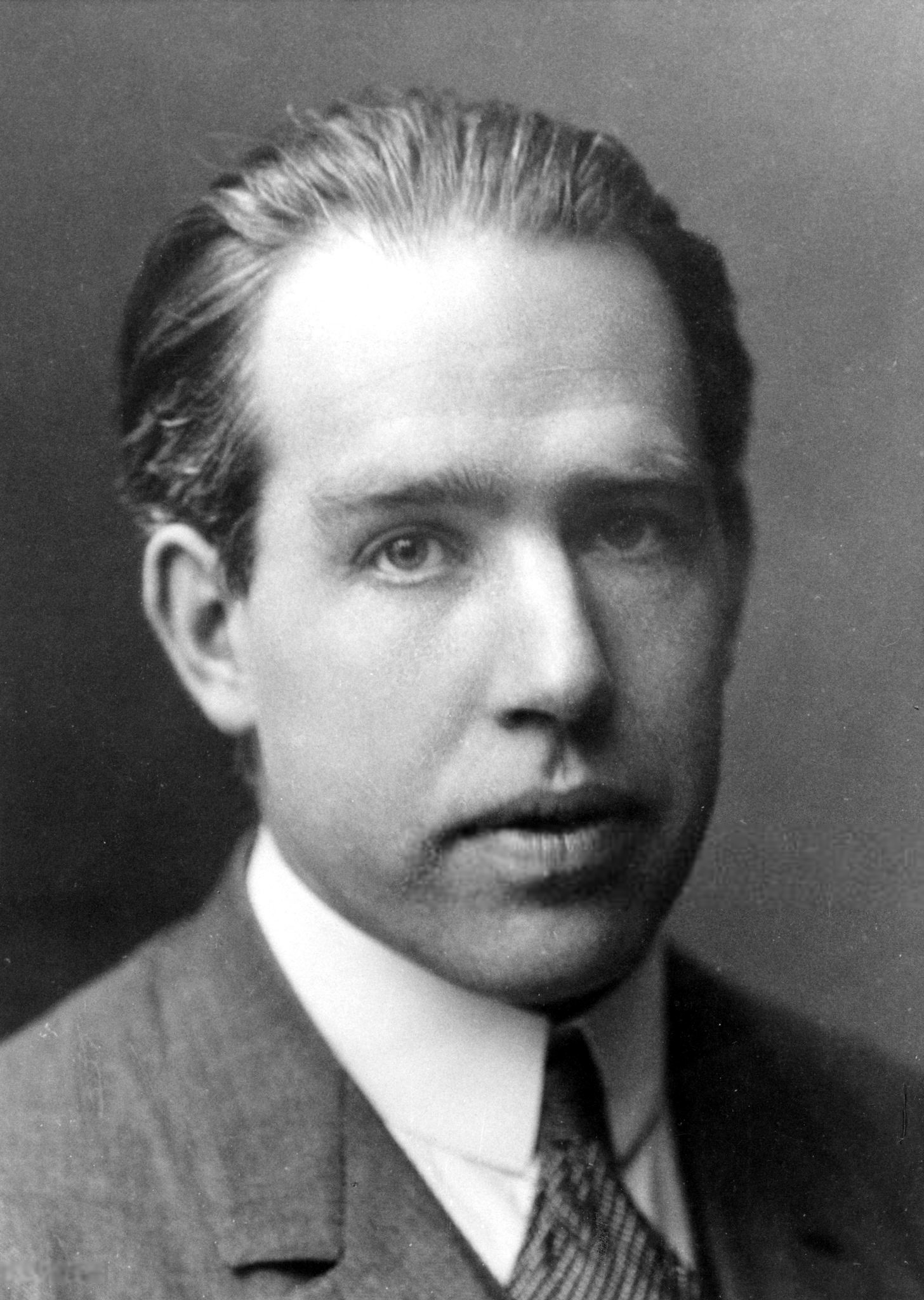
Niels Bohr (1885–1962)

- Böhr, Oskar, deutscher Fußballspieler
- Bohr, Peter (1773–1846), österreichischer, Unternehmer, Maler, Erfinder und Geldfälscher
- Bohr, Roland von (1899–1982), österreichischer Bildhauer
- Bohr, Tomas (* 1953), dänischer Physiker
- Bohrdt, Hans (1857–1945), deutscher MarinemalerHans Bohrdt (1857–1945)

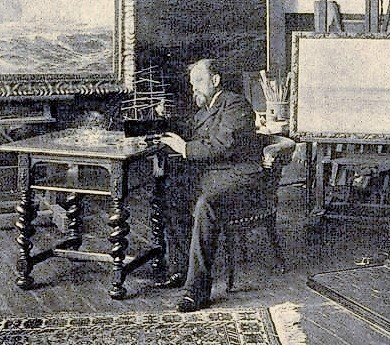
Hans Bohrdt (1857–1945)

- Bohren, Peter (1822–1882), Schweizer Bergführer und Bergsteiger
- Bohren, Rudolf (1920–2010), Schweizer Theologe
- Bohren, Sebastian (* 1987), Schweizer Violinist
- Bohrer, Harry (1916–1985), tschechisch-britischer Journalist
- Bohrer, Hermann, deutscher Politiker (SPD)
- Bohrer, Ignatius (1693–1759), deutscher Architekt des Barock
- Bohrer, Johann Joseph (1826–1902), Schweizer römisch-katholischer Geistlicher
- Bohrer, Joseph Anton (1783–1863), deutscher klassischer Komponist, Geiger und Konzertmeister
- Bohrer, Karl (* 1906), Schweizer Radrennfahrer
- Bohrer, Karl Heinz (1932–2021), deutscher Literaturwissenschaftler und Essayist
- Bohrer, Peter (* 1956), deutscher Generalleutnant; Stellvertreter des Inspekteurs der Streitkräftebasis
- Bohrer, Philippe, französischer Koch
- Bohrer, Sophie (1828–1899), deutsche Pianistin und Komponistin
- Bohrer, Thomas (* 1963), US-amerikanischer Ruderer
- Böhret, Carl (* 1933), deutscher Politikwissenschaftler
- Bohrig, Hans-Peter (* 1938), deutscher Kommunalpolitiker
- Böhringer, Aline (* 1996), deutsche Fußballspielerin
- Böhringer, Anton (1924–2001), deutscher Jurist
- Böhringer, Charlotte († 2006), deutsches Mordopfer
- Böhringer, Christoph (* 1965), deutscher Wirtschaftswissenschaftler und Hochschullehrer
- Böhringer, Eugen (1922–2013), deutscher Automobilrennfahrer
- Böhringer, Georg Friedrich (1812–1879), deutscher Theologe
- Böhringer, Hannes (* 1948), deutscher Philosoph und Hochschullehrer
- Böhringer, Hans (1915–1987), deutscher Theologe, Musikwissenschaftler und Psychotherapeut
- Böhringer, Konrad Immanuel (1863–1940), deutscher Maler
- Böhringer, Moritz (* 1993), deutscher American-Football-Spieler
- Böhringer, Paul (1852–1929), Schweizer Theologe
- Böhringer, Peter (1909–1976), Schweizer Kantonspolitiker (LdU)
- Böhringer, Ralf (* 1984), deutscher Ringer
- Bohringer, Richard (* 1942), französischer SchauspielerRichard Bohringer (* 1942)

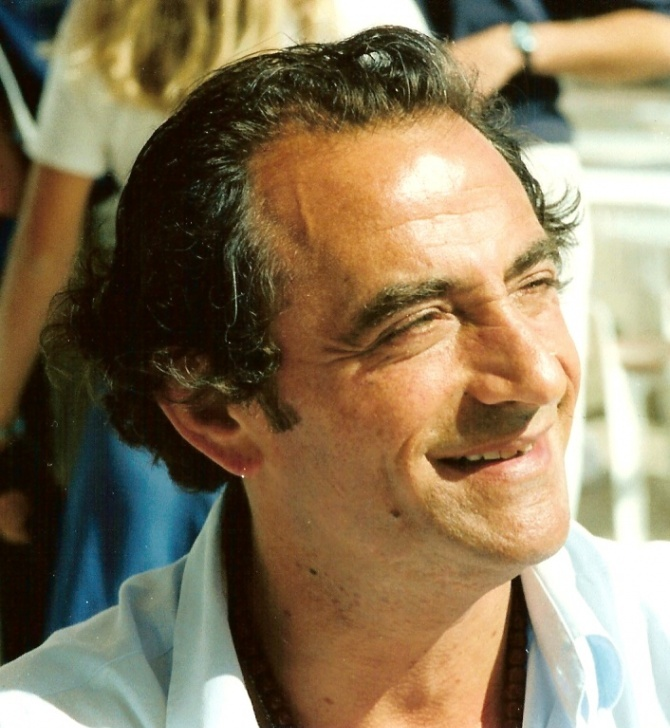
Richard Bohringer (* 1942)

- Böhringer, Richard (* 1980), deutscher Filmregisseur, Filmproduzent und Kameramann
- Bohringer, Romane (* 1973), französische Schauspielerin
- Böhringer, Samir (* 1991), Schweizer Jazzmusiker (Schlagzeug, Komposition)
- Böhringer, Siegfried (1940–2025), deutscher Fußballspieler
- Böhringer, Siegfried (* 1954), deutscher Politiker (SPD), Bürgermeister von Regenstauf
- Böhringer, Volker (1912–1961), deutscher Maler
- Böhringer, Wilfried (1945–1997), deutscher Übersetzer
- Böhringer, Wolf (1930–2011), deutscher Schachspieler, -kolumnist und Problemkomponist
- Bohrisch, Paul (1871–1952), deutscher Hochschullehrer für Pharmakognosie
- Böhrk, Gisela (* 1945), deutsche Politikerin (SPD), MdL
- Bohrmann, Alfred (1904–2000), deutscher Astronom
- Bohrmann, Gerhard (* 1956), deutscher Geologe
- Bohrmann, Hans (* 1940), deutscher Publizistikwissenschaftler
- Bohrmann, Harry (* 1952), deutscher Fußballspieler
- Bohrmann, Karl (1928–1998), deutscher Maler, Zeichner und Druckgrafiker
- Bohrmann, Ludwig (1895–1952), deutscher Politiker (SPD), MdL
- Bohrmann, Thomas (* 1965), deutscher Theologe und Priester
- Bohrmann-Linde, Claudia (* 1974), deutsche Chemiedidaktikerin
- Bohrn Mena, Sebastian (* 1985), österreichischer Aktivist, Kolumnist und Autor sowie ehemaliger PolitikerSebastian Bohrn Mena (* 1985)

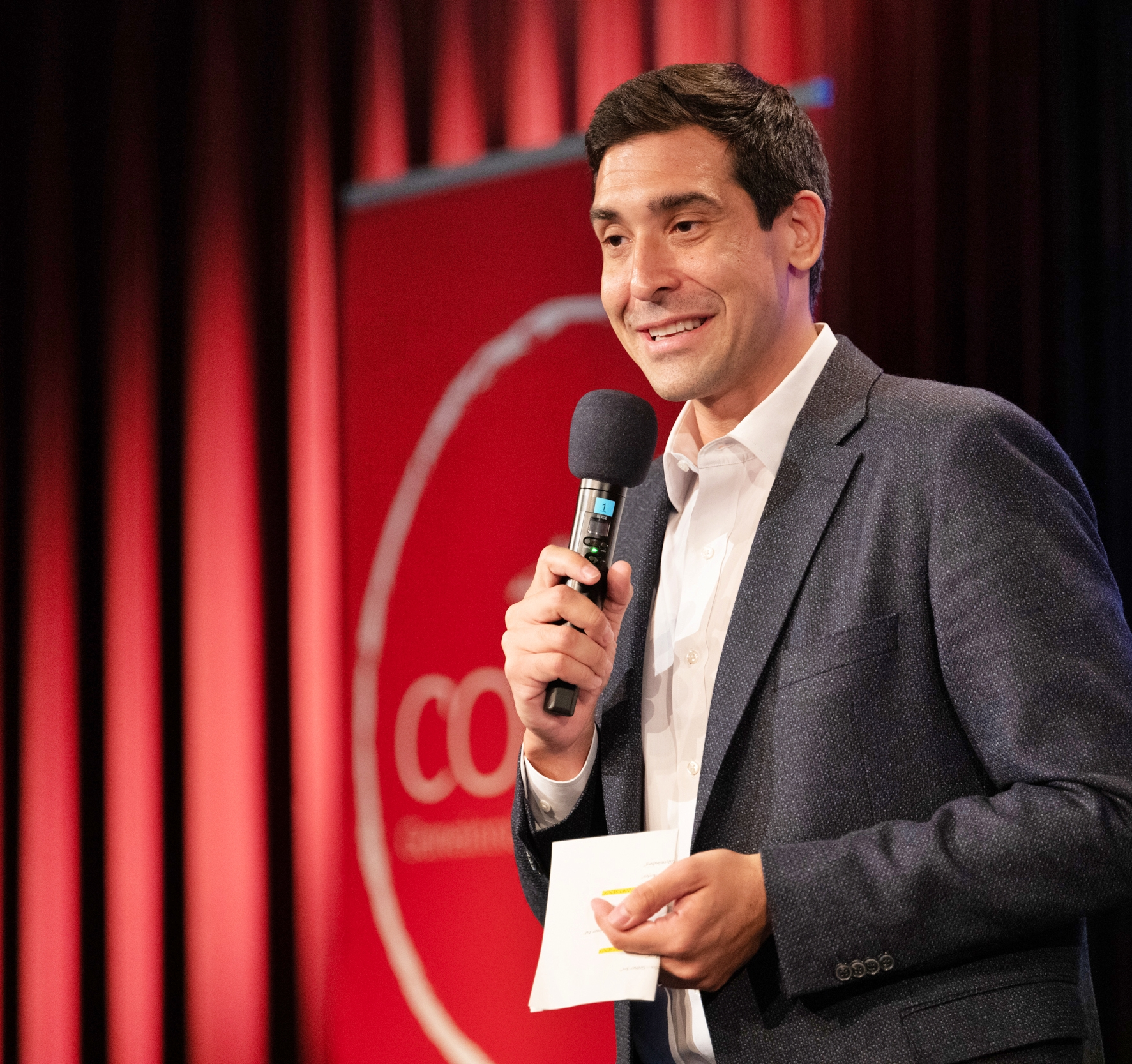
Sebastian Bohrn Mena (* 1985)

- Böhrnsen, Gustav (1914–1998), deutscher Politiker (SPD), MdBB und Widerstandskämpfer gegen den Nationalsozialismus
- Böhrnsen, Hermann (1900–1976), deutscher Politiker (DP, CDU), MdL, Landesminister in Schleswig-Holstein
- Böhrnsen, Jens (* 1949), deutscher Politiker (SPD), Senatspräsident und Bürgermeister der Freien Hansestadt Bremen
- Böhrnsen, Jytte-Merle (* 1984), deutsche Schauspielerin, Theaterregisseurin und Drehbuchautorin
- Bohrod, Aaron (1907–1992), US-amerikanischer Maler
- Böhrs, Hans Herbert (1940–2022), deutscher Musiker, Komiker, Radiomoderator und Schauspieler
- Böhrs, Hermann (1905–1983), deutscher Wirtschaftswissenschaftler und Rektor der Leibniz Universität Hannover (1970–1971)

### Bohs
- Böhs, Udo (* 1943), deutscher Fußballtorhüter
- Bohse, August (1661–1742), deutscher Schriftsteller
- Bohse, Daniel (* 1974), deutscher Historiker
- Bohse, Reinhard (* 1948), Geologe und Verlagslektor
- Bohse, Sven (* 1977), deutscher Filmregisseur

### Boht
- Böhtlingk, Otto von (1815–1904), deutscher Orientalist
- Böhtlingk, Wilhelm Nikolai (1809–1841), deutschbaltischer Quartärgeologe und Geomorphologe
- Bohtz, August Wilhelm (1799–1880), deutscher Ästhetiker und Literaturhistoriker
- Bohtz, Bernhard (1837–1900), deutscher Rittergutsbesitzer und Politiker, MdR
- Bohtz, Carl Rudolf (1864–1922), deutscher Rittergutsbesitzer und Politiker, MdR

### Bohu
- Bohun, Eleanor de († 1399), englische Adlige
- Bohun, Henry De, 1. Earl of Hereford († 1220), englischer Adliger, Lord High Constable von England, Kreuzfahrer
- Bohun, Humphrey de, 2. Earl of Hereford († 1275), englischer Adliger, Lord High Constable von England, Kreuzfahrer
- Bohun, Humphrey de, 3. Earl of Hereford († 1298), englischer Magnat und Lord High Constable von England
- Bohun, Humphrey de, 6. Earl of Hereford († 1361), englischer Magnat und Lord High Constable von England
- Bohun, Humphrey de, 7. Earl of Hereford (1342–1373), englischer Magnat und Lord High Constable von England
- Bohun, Humphrey III. de († 1181), anglo-normannischer Adliger, Lord High Constable von England
- Bohun, Humphrey V. de († 1265), englischer Adliger und Rebell
- Bohun, Iwan († 1664), ukrainischer Freiheitskämpfer
- Bohun, Jocelin de († 1184), anglonormannischer Geistlicher, Bischof von Salisbury
- Bohun, Margaret de (* 1121), englische Adlige
- Bohun, Mary de († 1394), erste Frau von König Heinrich IV. von England und die Mutter von König Heinrich V.Mary de Bohun († 1394)

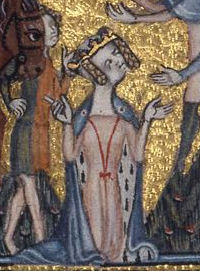
Mary de Bohun († 1394)

- Bohúň, Peter Michal (1822–1879), slowakischer Maler
- Bohun, William de, 1. Earl of Northampton († 1360), englischer Magnat, Militär und Diplomat
- Bohunovsky-Bärnthaler, Irmgard (* 1939), österreichische Historikerin
- Bohusch, Ima (* 1990), belarussische Tennisspielerin
- Bohusch, Karl (1916–1962), österreichischer Turner
- Bohusch, Stanislaw (* 1983), ukrainischer Fußballtorwart
- Bohuslaus von Zwole († 1457), Bischof von Olmütz
- Bohuslav I. von Hrabischitz († 1241), tschechischer Adliger aus dem Geschlecht der Hrabischitzer
- Bohuslav von Schwanberg, tschechischer Adeliger, Politiker und Heeresführer
- Bohuslav, Petra (* 1965), österreichische Managerin und Politikerin (ÖVP)
- Bohuzkyj, Wolodymyr (1891–1937), Vorsitzender des Exekutivkomitees des Bezirks Mariupol und Vorsitzender des Stadtrats von Mariupol

### Bohw
- Bohwim, Knut (1931–2020), norwegischer Schauspieler, Drehbuchautor und Regisseur